# Список народных артистов Украины
Список народных артистов Украины
Ниже приведён список народных артистов Украины по годам присвоения звания.

## Год присвоения не установлен (9 человек)
1. Борисёнок, Юрий Дмитриевич — артист Киевского академического театр юного зрителя на Липках[источник не указан 1394 дня]
2. Денщиков, Владимир Анатольевич — артист Крымского академического русского драматического театра им. М. Горького[источник не указан 1394 дня]
3. Лагунова, Тамара Алексеевна — солистка оперы Донецкого национального академического театра оперы и балета имени А. Б. Соловьяненко[источник не указан 1394 дня]
4. Литвин, Василий Степанович — председатель Союза кобзарей Украины, Киевская область[источник не указан 1394 дня]
5. Мельский, Георгий Дмитриевич — художественный руководитель Киевского еврейского театра-студии «Мазлтов»[источник не указан 1394 дня]
6. Пономаренко, Иван Викторович — солист оперы Национального академического театра оперы и балета Украины имени Тараса Шевченко[источник не указан 1394 дня]
7. Школьник, Олег Львович — актёр Одесского русского драматического театра
8. Демиденко, Андрей Петрович — поэт-песенник
9. Шость, Виктор Васильевич — солист оперы Государственного академического Большого театра России, Российская Федерация[источник не указан 1394 дня]

## Статистика
Статистика по состоянию на 27 июня 2025 года.

### По Президентам Украины
С 5 декабря 1991 года присвоение почётного звания «Народный артист Украины» производится указом Президента Украины.
| Президент                 | Срок полномочий                 | Количество награждённых |
| ------------------------- | ------------------------------- | ----------------------- |
| Леонид Кравчук            | 5 декабря 1991—19 июля 1994     | 92                      |
| Леонид Кучма              | 19 июля 1994—23 января 2005     | 291                     |
| Виктор Ющенко             | 23 января 2005—25 февраля 2010  | 183                     |
| Виктор Янукович           | 25 февраля 2010—22 февраля 2014 | 58                      |
| Александр Турчинов(и. о.) | 23 февраля 2014—7 июня 2014     | 0                       |
| Пётр Порошенко            | 7 июня 2014—20 мая 2019         | 159                     |
| Владимир Зеленский        | с 20 мая 2019                   | 107                     |

## 1990-е годы (282 человека)

### 1991 год (7 человек)

#### 18 ноября 1991 года, № 1821
1. Антонов, Владимир Иванович — артист Харьковского областного театра юного зрителя[1]

#### 2 декабря 1991 года, № 1865
1. Кедыч, Кристина Ивановна — артистка и работник Первого украинского театра для детей и юношества, г. Львов[2]
2. Кустов, Сергей Павлович — артист и работник Первого украинского театра для детей и юношества, г. Львов[2]
3. Янивский, Богдан-Юрий Ярославович — композитор, заведующий музыкальной частью театра; артист и работник Первого украинского театра для детей и юношества, г. Львов[2]

#### 4 декабря 1991 года, № 1926б
1. Кочур, Валентина Алексеевна — солистка оперы Государственного академического театра оперы и балета Украины имени Т. Г. Шевченко[3]
2. Литвинов, Анатолий Васильевич — артист Киевской концертной организации «Киевконцерт»[3]

#### 27 декабря 1991 года, № 18/91
1. Кобзон, Иосиф Давыдович[4]

### 1992 год (16 человек)
1. Аверченко, Виталий Петрович — режиссёр Макеевского театра юного зрителя
2. Базиликут, Богдан Емельянович[укр.] — профессор Дрогобычского педагогического университета[источник не указан 1394 дня]
3. Барский, Михаил Ильич — художественный руководитель Кировоградского украинского музыкально-драматического театра[источник не указан 1394 дня]
4. Бунина, Ирина Алексеевна — артистка Киевского русского драматического театра им. Леси Украинки[5]
5. Вахняк, Евгений Дмитриевич[укр.] — руководитель заслуженной хоровой капеллы Украины «Боян»[источник не указан 1394 дня]
6. Гаврилюк, Иван Ярославович — генеральный директор кинофирмы «Воля XX»[6]
7. Гапон, Александр Иванович — артист Запорожского украинского музыкально-драматического театра имени Владимира Магара[источник не указан 1394 дня]
8. Дриженко, Анатолий Николаевич — артист Одесского украинского музыкально-драматического театра[7]
9. Дука, Ирина Михайловна — артистка Киевского русского драматического театра им. Леси Украинки[источник не указан 1394 дня]
10. Евдокименко, Анатолий Кириллович — музыкант[источник не указан 1394 дня]
11. Кадочникова, Лариса Валентиновна — артистка Киевского русского драматического театра им. Леси Украинки[источник не указан 1394 дня]
12. Коробко, Алина Николаевна — солистка Донецкой областной филармонии[источник не указан 1394 дня]
13. Паперный, Евгений Васильевич — артист Киевского русского драматического театра им. Леси Украинки[источник не указан 1394 дня]
14. Столяр, Константин Николаевич — артист-вокалист Национальной филармонии Украины[источник не указан 1394 дня]
15. Тимошенко, Олег Семёнович — ректор Киевской государственной консерватории имени П. И. Чайковского[источник не указан 1394 дня]
16. Шитовалов, Валерий Викторович — артист Крымского академического русского драматического театра им. М. Горького[источник не указан 1394 дня]

### 1993 год (43 человека)
1. Андрияненко, Вера Ивановна — солистка Луганской областной филармонии[источник не указан 1394 дня]
2. Булах, Григорий Иванович — поэт, г. Киев[источник не указан 1394 дня]
3. Федотов, Владимир Иванович[укр.] — солист оперы Национального академического театра оперы и балета Украины имени Т. Г. Шевченко[источник не указан 1394 дня]
4. Яценко, Тамара Александровна — артистка Киевского молодёжного театра[источник не указан 1394 дня]

#### 25 января 1993 года, № 19/93
1. Мозговой, Николай Петрович — художественный руководитель театра песни Укрконцерта[8]

#### 27 января 1993 года, № 28/93
1. Цегляр, Яков Самойлович — композитор[9]

#### 3 марта 1993 года, № 65/93
1. Губаренко, Виталий Сергеевич — композитор, г. Киев[10]
2. Дремлюга, Николай Васильевич — композитор, профессор Киевской государственной консерватории имени П. И. Чайковского[10]
3. Колодуб, Левко Николаевич — композитор, профессор Киевской государственной консерватории имени П. И. Чайковского[10]
4. Мясков, Константин Александрович — композитор, г. Киев[10]

#### 3 марта 1993 года, № 66/93
1. Козловский, Иван Семёнович[11]

#### 12 марта 1993 года, № 81/93
1. Доронченко, Юрий Семёнович[укр.] — артист Донецкого областного русского драматического театра, г. Мариуполь[12]

#### 12 марта 1993 года, № 83/93
1. Лотоцкая, Наталия Васильевна — артистка Киевского государственного академического украинского драматического театра имени И. Франко[13]
2. Петрик, Владимир Васильевич[укр.] — балетмейстер Гуцульского ансамбля песни и танца Ивано-Франковской областной филармонии[13]
3. Шинкарук, Владимир Иванович — артист Запорожского областного украинского музыкально-драматического театра[13]

#### 23 марта 1993 года, № 95/93
1. Бойко, Валентина Владимировна — артистка Крымского украинского музыкального театра[14]
2. Васильев, Вадим Васильевич — артист Черниговского областного украинского музыкально-драматического театра имени Т. Г. Шевченко[14]
3. Крупник, Семён Самойлович — артист Одесского муниципального шоу-театра «Ришельё»[14]
4. Морозюк, Георгий Иванович — артист Львовского областного музыкально-драматического театра имени Юрия Дрогобыча[14]
5. Недашковская, Раиса Степановна — артистка Киевского молодёжного театра[14]
6. Приходько, Людмила Ивановна — артистка Волынского областного украинского музыкально-драматического театра имени Т. Г. Шевченко[14]

#### 5 мая 1993 года, № 393/93
1. Попова, Надежда Марковна — артистка Черкасского областного музыкально-драматического театра имени Т. Г. Шевченко[15]

#### 5 июня 1993 года, № 190/93
1. Белялов, Февзи — художественный руководитель Государственного крымско-татарского ансамбля «Хайтарма» Крымской государственной филармонии[16]
2. Мустафаев, Фемий Мансурович — солист Государственного эстрадно-симфонического оркестра Украины[16]

#### 23 июня 1993 года, № 226/93
1. Ширина, Людмила Сергеевна — солистка оперы Одесского государственного академического театра оперы и балета[17]

#### 10 июля 1993 года, № 252/93
1. Огородник, Александр Владимирович[укр.] — художественный руководитель заслуженного самодеятельного народного ансамбля песни и танца «Колос» Торчинского поселкового дома культуры Луцкого района Волынской области[18]
2. Чепелюк, Василий Адамович[укр.] — артист-вокалист Волынской областной филармонии[18]

#### 7 августа 1993 года, № 300/93
1. Малиновский, Рафаил Болеславович[укр.] — преподаватель Житомирского училища культуры[19]

#### 19 августа 1993 года, № 338/93
1. Кожухарь, Владимир Маркович — главный дирижёр Национального академического театра оперы и балета Украины имени Т. Г. Шевченко[20]
2. Мелашунас-Ферро, Валерия Мартыновна — балетмейстер народного фольклорно-этнографического ансамбля «Веснянка» Киевского университета имени Тараса Шевченко[20]
3. Нероденко, Владимир Минович[укр.] — художественный руководитель народного фольклорно-этнографического ансамбля «Веснянка» Киевского университета имени Тараса Шевченко[20]
4. Субачев, Виктор Михайлович[укр.] — солист Черниговской областной филармонии[20]
5. Филипьева, Елена Валериевна — солистка балета Национального академического театра оперы и балета Украины имени Т. Г. Шевченко[20]

#### 12 октября 1993 года, № 446/93
1. Белозёрова, Лидия Алексеевна — артистка, заслуженная артистка Украины; работник Винницкого областного украинского музыкально-драматического театра имени М. К. Садовского[21]
2. Селезнёв, Виталий Евдокимович — главный режиссёр, заслуженный артист Украины; работник Винницкого областного украинского музыкально-драматического театра имени М. К. Садовского[21]

#### 19 октября 1993 года, № 470/93
1. Лупалов, Вячеслав Иванович — солист оперы Национального академического театра оперы и балета Украины имени Т. Г. Шевченко[22]
2. Пащенко, Анна Семёновна[укр.] — артистка Нежинского украинского драматического театра имени М. М. Коцюбинского, Черниговская область[22]
3. Тришин, Виктор Николаевич[укр.] — солист оперы Национального академического театра оперы и балета Украины имени Т. Г. Шевченко[22]
4. Фицич, Степан Николаевич[укр.] — солист оперы Национального академического театра оперы и балета Украины имени Т. Г. Шевченко[22]

#### 12 ноября 1993 года, № 529/93
1. Кузнецова, Раиса Ивановна — солистка-вокалистка Донецкой областной филармонии[23]
2. Коваль, Александр Иванович — режиссёр-оператор Украинской студии хроникально-документальных фильмов, г. Киев[23]

#### 26 ноября 1993 года, № 557/93
1. Довбня, Пётр Иванович[укр.] — артист; работник Государственной заслуженной капеллы бандуристов Украины, г. Киев[24]

#### 26 ноября 1993 года, № 559/93
1. Шевченко, Владимир Павлович — артист, заслуженный артист Украины; работник Днепропетровского областного украинского музыкально-драматического театра Т. Г. Шевченко[25]

### 1994 год (31 человек)

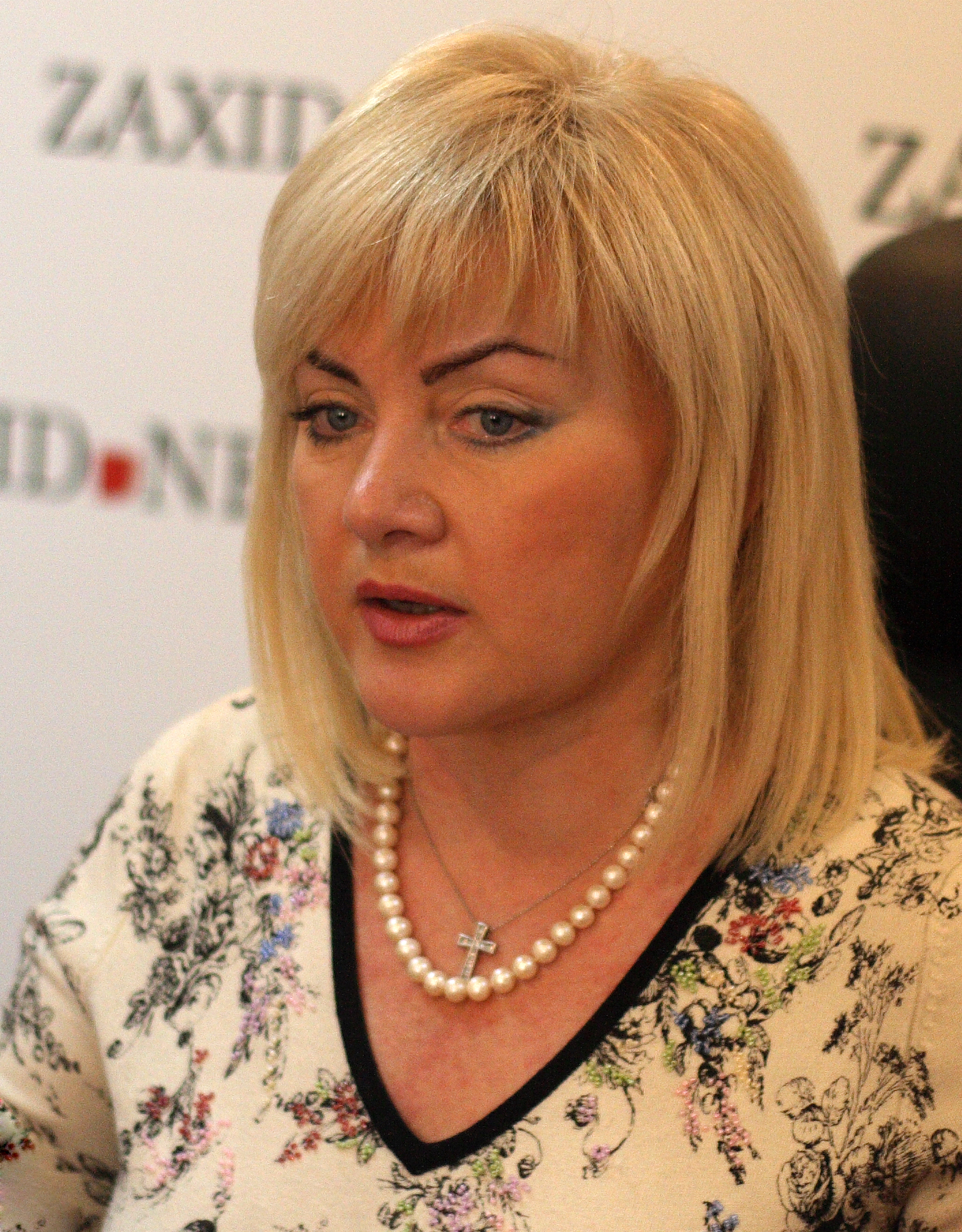
О. В. Белозир

#### 27 января 1994 года, № 34/94
1. Ярёменко, Василий Михайлович[укр.] — артист; работник Житомирского государственного областного музыкально-драматического театра имени И. А. Кочерги[26]

#### 10 марта 1994 года, № 75/94
1. Бойко, Лариса Терентьевна — артистка, заслуженная артистка Украины; работник Крымского академического русского драматического театра имени М. Горького, г. Симферополь[27]
2. Кондратьев, Владимир Осипович — артист, заслуженный артист Украины; работник Крымского академического русского драматического театра имени М. Горького, г. Симферополь[27]

#### 10 марта 1994 года, № 76/94
1. Сафонов, Александр Сергеевич — старший диктор Украинского телевидения, заслуженный артист Украины; работник Государственной телерадиовещательной компании Украины, г. Киев[28]
2. Скоромный, Виктор Петрович[укр.] — художественный руководитель, главный дирижёр хора, заслуженный артист Украины; работник Государственной телерадиовещательной компании Украины, г. Киев[28]

#### 22 марта 1994 года, № 105/94
1. Билозир, Оксана Владимировна — солистка группы «Оксана», г. Львов[29]
2. Марцевич, Людмила Леонидовна — солистка-инструменталистка Киевской государственной филармонии[29]
3. Табачник, Яков Пиневич — солист-инструменталист, руководитель группы «Новый день» Запорожской областной филармонии[29]
4. Шпортько, Виктор Михайлович — солист-вокалист Государственного эстрадно-симфонического оркестра Украины, г. Киев[29]

#### 20 апреля 1994 года, № 174/94
1. Буймистер, Валерий Григорьевич — солист-вокалист, работник Киевской государственной филармонии[30]

#### 29 апреля 1994 года, № 192/94
1. Газинский, Виталий Иванович — художественный руководитель — главный дирижёр, работник ансамбля песни и танца «Подолье» Винницкой областной филармонии[31]

#### 4 мая 1994 года, № 209/94
1. Гузун, Татьяна Ивановна — художественный руководитель хореографического ансамбля «Солнышко» Житомирского городского центра детской народной хореографии «Солнышко»[32]
2. Гузун, Михаил Семёнович — дирижёр Житомирского городского центра детской народной хореографии «Солнышко»[32]
3. Дворский, Павел Ананьевич — солист-вокалист ансамбля «Смеричка» Черновицкой областной филармонии[32]
4. Землянский, Валентин Александрович[укр.] — солист-вокалист Донецкого государственного академического русского театра оперы и балета[32]
5. Коротков, Анатолий Егорович[укр.] — художественный руководитель образцового хореографического ансамбля «Пролесок» Кировоградской областной школы искусств[32]

#### 12 мая 1994 года, № 227/94
1. Шутко, Лидия Остаповна — профессор, преподаватель Высшего государственного музыкального института имени Н. В. Лысенко, г. Львов[33]

#### 25 мая 1994 года, № 257/94
1. Коломиец, Николай Петрович — директор художественной хореографической студии «Счастливое детство»; работник города Киев[34]

#### 15 июня 1994 года, № 310/94
1. Лукьянец, Владимир Александрович[укр.] — артист, заслуженный артист Украины; работник Запорожского областного украинского музыкально-драматического театра[35]

#### 15 июня 1994 года, № 311/94
1. Тарасов, Владимир Павлович — солист оперы Одесского государственного академического театра оперы и балета[36]

#### 22 июня 1994 года, № 325/94
1. Горчинский, Анатолий Аркадьевич[укр.] — композитор, г. Тернополь[37]
2. Добронравова, Светлана Альбертовна — солистка оперы Национального академического театра оперы и балета имени Т. Г. Шевченко, г. Киев[37]
3. Захарченко, Виктор Гаврилович — художественный руководитель и главный дирижёр Кубанского государственного казачьего хора, г. Краснодар, Российская Федерация[37]
4. Савари, Станислав Витальевич — заведующий кафедрой Донецкой государственной консерватории имени С. С. Прокофьева[37]

#### 22 июня 1994 года, № 327/94
1. Мартыненко, Вера Григорьевна[укр.] — солистка, работник Государственного заслуженного академического украинского народного хора имени Г. Г. Верёвки[38]
2. Павлюченко, Пелагея Григорьевна — солистка, работник Государственного заслуженного академического украинского народного хора имени Г. Г. Верёвки[38]
3. Цюпа, Наталья Петровна[укр.] — солистка, работник Государственного заслуженного академического украинского народного хора имени Г. Г. Верёвки[38]

#### 6 июля 1994 года, № 369/94
1. Клоков, Георгий Павлович[укр.] — художественный руководитель фольклорно-хореографического ансамбля «Славутич» областной филармонии; работник предприятий, заведений и учреждений Днепропетровской области[39]
2. Саранчук, Владимир Михайлович — художественный руководитель Днепропетровского государственного театра русской драмы имени М. Горького; работник предприятий, заведений и учреждений Днепропетровской области[39]

#### 7 сентября 1994 года, № 508/94
1. Караманов, Алемдар Сабитович — крымскотатарский композитор[40]

#### 26 ноября 1994 года, № 702/94
1. Чемена, Валентина Леонидовна[укр.] — артистка-вокалистка; артист Киевского государственного театра оперетты[41]

### 1995 год (20 человек)

#### 2 марта 1995 года, № 162/95
1. Шаварский, Олег Никитович[укр.] — артист, работник Национального академического драматического театра имени Ивана Франко, г. Киев[42]

#### 3 марта 1995 года, № 168/95
1. Аверьянов, Евгений Васильевич[укр.] — балетмейстер, артист Государственного заслуженного академического ансамбля танца Украины имени Павла Вирского, г. Киев[43]
2. Завгородний, Георгий Фадеевич[укр.] — концертмейстер, артист Государственного заслуженного академического ансамбля танца Украины имени Павла Вирского, г. Киев[43]

#### 12 апреля 1995 года, № 305/95
1. Гринишин, Михаил Петрович[укр.] — заведующий кафедрой Киевского государственного института культуры, профессор[44]
2. Николаева, Нина Егоровна[укр.] — артистка Ровенского областного украинского музыкально-драматического театра[44]

#### 31 мая 1995 года, № 406/95
1. Ануфриенко, Анатолий Васильевич[укр.] — художественный руководитель Государственного вокально-хореографического ансамбля Украины «Таврия», г. Симферополь[45]
2. Кара-Гяур, Людмила Борисовна — артистка Севастопольского русского драматического театра[45]
3. Кондратенко, Михаил Егорович — артист, директор Севастопольского русского драматического театра[45]

#### 29 июня 1995 года, № 496/95
1. Гриншпун, Юлий Изакинович — главный режиссёр Одесского муниципального шоу-театра «Ришельё»[46]
2. Толок, Анатолий Степанович[укр.] — артист Херсонского областного украинского музыкально-драматического театра им. Н. Кулиша[46]

#### 2 ноября 1995 года, № 1007/95
1. Оберенко, Владимир Тихонович[укр.] — солист-вокалист образцово-показательного оркестра, старший прапорщик гвардии, г. Киев[47]

#### 9 ноября 1995 года, № 1024/95
1. Баштан, Сергей Васильевич — декан Национальной музыкальной академии Украины имени П. И. Чайковского, профессор, г. Киев[48]
2. Дычко, Леся Васильевна — композитор, г. Киев[48]

#### 16 ноября 1995 года, № 1059/95
1. Мамченко, Антонина Ивановна[укр.] — вокалистка трио бандуристок Национальной радиокомпании Украины, г. Киев[49]
2. Петрова, Светлана Петровна[укр.] — вокалистка трио бандуристок Национальной радиокомпании Украины, г. Киев[49]
3. Шутько, Алла Константиновна — вокалистка трио бандуристок Национальной радиокомпании Украины, г. Киев[49]

#### 21 декабря 1995 года, № 1170/95
1. Белоножко, Виталий Васильевич — солист-вокалист Государственной телерадиовещательной компании Украины, г. Киев[50]
2. Иванский, Роман Иванович — музыкальный руководитель мужского вокального квартета «Явор», г. Киев[50]

#### 26 декабря 1995 года, № 1178/95
1. Ватаманюк, Василий Иванович[укр.] — солист; артист Государственного заслуженного академического украинского народного хора имени Г. Г. Верёвки[51]
2. Шумилова, Галина Ивановна[укр.] — солистка; артист Государственного заслуженного академического украинского народного хора имени Г. Г. Верёвки[51]

### 1996 год (37 человек)

#### 18 января 1996 года, № 70/96
1. Швидлер, Мальвина Зиновьевна — артистка Национального академического театра русской драмы имени Леси Украинки, г. Киев[52]

#### 26 марта 1996 года, № 219/96
1. Антоненко, Григорий Николаевич — артист Запорожского областного украинского музыкально-драматического театра[53]
2. Апатский, Владимир Николаевич — профессор Национальной музыкальной академии Украины имени П. И. Чайковского, г. Киев[54]

#### 16 мая 1996 года, № 349/96
1. Золотухин, Владимир Максович — композитор, г. Харьков[55]

#### 22 августа 1996 года, № 757/96
1. Бенюк, Пётр Михайлович — артист Львовского государственного академического украинского драматического театра имени М. Заньковецкой[56]
2. Билозир, Игорь Иосифович — художественный руководитель ансамбля «Ватра», композитор, г. Львов[56]
3. Гришко, Владимир Данилович — солист оперы Национального академического театра оперы и балета Украины имени Т. Г. Шевченко, г. Киев[56]
4. Гринченко, Сергей Степанович[укр.] — солист-инструменталист Национальной филармонии, г. Киев[56]
5. Дахно, Владимир Авксентьевич — режиссёр-постановщик киностудии «Укранимафильм», г. Киев[56]
6. Кондрашевская, Лидия Ивановна[укр.] — солистка-вокалистка Национальной филармонии, м. Киев[56]
7. Костин, Александр Васильевич — композитор, г. Киев[56]
8. Кривень, Михаил Яковлевич[укр.] — солист-вокалист камерного оркестра Ивано-Франковской областной филармонии[56]
9. Криницына, Маргарита Васильевна — артистка Национальной киностудии художественных фильмов имени Александра Довженко, г. Киев[56]
10. Ляшенко, Геннадий Иванович — композитор, г. Киев[56]
11. Манойло, Анатолий Фёдорович[укр.] — артист Херсонского областного украинского музыкально-драматического театра имени Н. Кулиша[56]
12. Матий, Пётр Петрович[укр.] — солист-вокалист музыкального лектория Закарпатской областной филармонии, г. Ужгород[56]
13. Назарова, Татьяна Евгеньевна — артистка Национального академического театра русской драмы имени Леси Украинки, г. Киев[56]
14. Самарцев, Владимир Иванович — солист-вокалист Луганской областной филармонии[56]
15. Сандулесу, Лилия Васильевна — солистка-вокалистка Киевского городского центра искусств «Славутич»[56]
16. Сердюк, Александр Александрович — киноактёр Национальной киностудии художественных фильмов имени А. Довженко, г. Киев[56]
17. Филиппенко, Виталий Аркадьевич — композитор, г. Киев[56]
18. Филиппов, Анатолий Ефимович[укр.] — артист Закарпатского областного украинского музыкально-драматического театра имени О. Кобылянской[56]
19. Ячминский, Владимир Дмитриевич[укр.] — артист Тернопольского областного украинского драматического театра имени Т. Г. Шевченко[56]

#### 7 сентября 1996 года, № 815/96
1. Палкин, Вячеслав Сергеевич — художественный руководитель камерного хора Харьковской областной филармонии[57]
2. Романенко, Елена Викторовна[укр.] — солистка оперы Харьковского государственного академического театра оперы и балета имени Н. В. Лысенко[57]

#### 14 сентября 1996 года, № 834/96
1. Батурина, Надежда Петровна — артистка Национального академического театра русской драмы имени Леси Украинки, г. Киев[58]
2. Дяченко, Александр Николаевич[укр.] — солист оперы Национального академического театра оперы и балета Украины имени Т. Г. Шевченко[58]
3. Ножинова, Нелли Васильевна[укр.] — артистка Полтавского государственного областного украинского музыкально-драматического театра имени Н. В. Гоголя[58]
4. Предаевич, Вера Леонидовна — артистка Национального академического театра русской драмы имени Леси Украинки, г. Киев[58]

#### 30 октября 1996 года, № 1016/96
1. Бенюк, Богдан Михайлович — артист Национального академического драматического театра имени Ивана Франко, г. Киев[59]

#### 29 ноября 1996 года, № 1125/96
1. Громовенко, Павел Фёдорович — артист разговорного жанра; работник Национальной филармонии, г. Киев[60]
2. Илляшевич, Владимир Николаевич[укр.] — солист-инструменталист; работник Национальной филармонии, г. Киев[60]
3. Пикульский, Святослав Михайлович[укр.] — солист-вокалист; работник Национальной филармонии, г. Киев[60]

#### 4 декабря 1996 года, № 1153/96
1. Кондратюк, Андрей Арсентьевич[укр.] — солист-вокалист отдельного образцово-показательного оркестра Министерства обороны Украины, прапорщик[61]

#### 21 декабря 1996 года, № 1266/96
1. Данчук, Леонид Иванович[укр.] — художественный руководитель — директор Житомирского областного музыкально-драматического театра имени И. Кочерги[62]
2. Зибров, Павел Николаевич — солист-вокалист, композитор, г. Киев[62]
3. Калашников, Владимир Павлович[укр.] — артист Луганской областной филармонии[62]

### 1997 год (34 человека)

#### 10 февраля 1997 года, № 130/97
1. Бондур, Сергей Алексеевич — солист балета, артист Государственного детского музыкального театра, г. Киев[63]

#### 17 февраля 1997 года, № 152/97
1. Малицкая, Любовь Ивановна[укр.] — солистка-вокалистка Запорожской областной государственной филармонии[64]
2. Нечепоренко, Владимир Макарович[укр.] — артист Национального академического драматического театра имени Ивана Франко, г. Киев[64]
3. Снежный, Владимир Адольфович[укр.] — артист Ровенского областного украинского музыкально-драматического театра[64]

#### 5 марта 1997 года, № 205/97
1. Кучеренко (Кудлай), Алла Петровна — солистка-вокалистка Национальной радиокомпании Украины, г. Киев[65]
2. Пирогова, Лидия Владимировна[укр.] — артистка Закарпатского областного русского драматического театра[65]
3. Шестакова, Нина Ивановна — солистка-вокалистка Харьковской областной филармонии[65]

#### 27 марта 1997 года, № 278/97
1. Кужельный, Алексей Павлович — художественный руководитель — директор Киевской мастерской театрального искусства «Созвездие»[66]

#### 27 марта 1997 года, № 279/87
1. Высовень, Василий Иванович[укр.] — артист; работник Харьковского государственного академического украинского драматического театра имени Т. Г. Шевченко[67]
2. Свинарчук, Агнеса Владимировна[укр.] — артистка; работник Харьковского государственного академического украинского драматического театра имени Т. Г. Шевченко[67]

#### 6 мая 1997 года, № 382/97
1. Степаненко, Борис Васильевич[укр.] — заведующий балетной труппой Национального академического театра оперы и балета Украины имени Т. Г. Шевченко, г. Киев[68]

#### 13 мая 1997 года, № 419/97
1. Дорофеева, Инна Борисовна — солистка балета Донецкого государственного академического театра оперы и балета[69]
2. Здоренко, Виктор Михайлович[укр.] — художественный руководитель, главный дирижёр Государственного эстрадно-симфонического оркестра Украины, г. Киев[69]

#### 23 мая 1997 года, № 468/97
1. Засухин, Владимир Фролович — артист, солист-вокалист коммунального концертно-зрелищного предприятия «Киевконцерт»[70]
2. Коваленко, Евгений Владимирович — художественный руководитель ансамбля «Кобза»[70]
3. Савка, Степан Станиславович — артист коммунального концертно-зрелищного предприятия «Киевконцерт»[70]

#### 21 июля 1997 года, № 662/97
1. Чембержи, Михаил Иванович — ректор Киевской детской академии искусств, профессор[71]

#### 25 июля 1997 года, № 678/97
1. Глух, Светлана Петровна — доцент Национальной музыкальной академии Украины имени П. И. Чайковского, г. Киев[72]

#### 19 августа 1997 года, № 842/97
1. Дутковский, Лев Тарасович[укр.] — художественный руководитель эстрадной группы Черновицкой областной филармонии[73]

#### 26 августа 1997 года, № 912/97
1. Алёшина-Костюкова, Виктория Дмитриевна — артистка-вокалистка Киевского государственного театра оперетты[74]

#### 22 октября 1997 года, № 1174/97
1. Захарченко, Валентина Александровна[укр.] — дирижёр ансамбля классической музыки имени Б. Лятошинского Дома органной и камерной музыки, г. Киев[75]
2. Поклад, Игорь Дмитриевич — композитор, г. Киев[75]

#### 27 октября 1997 года, № 1186/97
1. Повалий, Таисия Николаевна — солистка-вокалистка, г. Киев[76]

#### 31 октября 1997 года, № 1219/97
1. Кравченко, Александр Иванович — артист, творческий работник Николаевского украинского театра драмы и музыкальной комедии[77]

#### 18 ноября 1997 года, № 1285/97
1. Редя, Вячеслав Васильевич — художественный руководитель и главный дирижёр симфонического оркестра Запорожской областной государственной филармонии[78]

#### 4 декабря 1997 года, № 1331/97
1. Балаян, Роман Гургенович — режиссёр-постановщик Национальной киностудии художественных фильмов имени Александра Довженко, г. Киев[79]

#### 4 декабря 1997 года, № 1332/97
1. Бабенко, Алла Григорьевна — режиссёр-постановщик, работник Львовского государственного академического украинского драматического театра имени М. Заньковецкой[80]

#### 5 декабря 1997 года, № 1334/97
1. Коваленко, Елена Дмитриевна[укр.] — старший диктор Национальной радиокомпании Украины, г. Киев[81]

#### 18 декабря 1997 года, № 1363/97
1. Бондаренко, Анатолий Александрович — артист, работник Крымского академического русского драматического театра имени М. Горького, г. Симферополь[82]

#### 19 декабря 1997 года, № 1369/97
1. Куркин, Владимир Гаврилович[укр.] — артист Луганского областного украинского музыкально-драматического театра; работник предприятий, учреждений и организаций Луганской области[83]
2. Медведенко, Валентина Фёдоровна[укр.] — артистка Луганского областного украинского музыкально-драматического театра; работник предприятий, учреждений и организаций Луганской области[83]

#### 19 декабря 1997 года, № 1372/97
1. Абесинов, Николай Николаевич[укр.] — артист ансамбля песни и пляски МВД Украины[84]

#### 23 декабря 1997 года, № 1378/97
1. Свириденко, Наталия Сергеевна[укр.] — солистка-инструменталистка Дома органной и камерной музыки Украины, г. Киев[85]
2. Степаненко, Михаил Борисович — заведующий кафедрой Национальной музыкальной академии, профессор, г. Киев[85]

### 1998 год (30 человек)

#### 22 января 1998 года, № 43/98
1. Бобул, Иван Васильевич — солист-вокалист Черновицкой областной филармонии[86]

#### 5 февраля 1998 года, № 82/98
1. Пирус, Владимир Степанович[укр.] — солист Гуцульского ансамбля песни и пляски Ивано-Франковской областной филармонии[87]
2. Скобинский, Ярёма Антонович[укр.] — главный дирижёр Одесского государственного академического театра оперы и балета[87]

#### 20 февраля 1998 года, № 141/98
1. Антонов, Владимир Сергеевич — солист-инструменталист симфонического оркестра Национального академического театра оперы и балета Украины имени Т. Г. Шевченко, г. Киев[88]
2. Мухарский, Дмитрий Александрович[укр.] — режиссёр-постановщик Всеукраинского центра фестивалей и концертных программ, г. Киев[88]

#### 3 марта 1998 года, № 159/98
1. Шестак, Надежда Петровна — солистка Национальной телекомпании Украины, г. Киев[89]

#### 14 марта 1998 года, № 194/98
1. Ахекян, Татьяна Лукивна[укр.] — педагог-репетитор ансамбля; работник Национального заслуженного академического ансамбля танца Украины имени Павла Вирского, г. Киев[90]

#### 27 марта 1998 года, № 223/98
1. Горшков, Геннадий Васильевич — артист Донецкого областного украинского музыкально-драматического театра имени Артёма[91]
2. Шестопалов, Валентин Никитич — артист Национального академического театра русской драмы имени Леси Украинки, г. Киев[91]

#### 28 мая 1998 года, № 566/98
1. Буравский, Николай Александрович — директор — художественный руководитель Киевского ансамбля украинского фольклора «Берегиня»[92]

#### 12 июня 1998 года, № 617/98
1. Заднепровский, Александр (Лесь) Михайлович — артист Национального академического драматического театра имени Ивана Франко, г. Киев[93]

#### 2 июля 1998 года, № 721/98
1. Бакальчук, Михаил Ильич[укр.] — артист Одесской областной филармонии[94]
2. Иванов, Сергей Петрович — артист кино, г. Киев[94]
3. Князевич, Пётр Михайлович[укр.] — художественный руководитель гуцульского ансамбля песни и танца Ивано-Франковской областной филармонии[94]

#### 23 июля 1998 года, № 814/98
1. Лысенко, Виталий Романович[укр.] — профессор Национальной музыкальной академии Украины имени П. И. Чайковского, г. Киев[95]

#### 23 августа 1998 года, № 945/98
1. Данилец, Владимир Витальевич — артист Маленького юмористического театра, г. Киев[96]
2. Моисеенко, Владимир Александрович — артист Маленького юмористического театра, г. Киев[96]

#### 11 сентября 1998 года, № 1014/98
1. Кохан, Григорий Романович — режиссёр-постановщик; работник Национальной киностудии художественных фильмов имени Александра Довженко, г. Киев[97]
2. Осыка, Леонид Михайлович — режиссёр-постановщик; работник Национальной киностудии художественных фильмов имени Александра Довженко, г. Киев[97]

#### 16 сентября 1998 года, № 1027/98
1. Романюк, Сергей Дмитриевич — артист Ивано-Франковского областного украинского музыкально-драматического театра имени Ивана Франко; работник учреждений и организаций Ивано-Франковской области[98]
2. Терпелюк, Пётр Иванович[укр.] — директор Коломыйской детской музыкальной школы № 1, руководитель народного оркестра «Гуцулия»; работник учреждений и организаций Ивано-Франковской области[98]

#### 16 сентября 1998 года, № 1032/98
1. Безано-Пирадова, Элеонора Владимировна[укр.] — концертмейстер-аккомпаниатор Национальной филармонии Украины, г. Киев[99]

#### 2 октября 1998 года, № 1096/98
1. Ильина, Ольга Алексеевна — артистка Черновицкого областного украинского музыкально-драматического театра имени О. Кобылянской[100]

#### 8 октября 1998 года, № 1127/98
1. Верета, Григорий Степанович[укр.] — дирижёр; артист Национальной заслуженной капеллы бандуристов Украины имени Г. Г. Майбороды[101]
2. Попичук, Дмитрий Георгиевич — дирижёр; артист Национальной заслуженной капеллы бандуристов Украины имени Г. Г. Майбороды[101]

#### 13 ноября 1998 года, № 1243/98
1. Злотник, Александр Иосифович — композитор, г. Киев[102]

#### 16 ноября 1998 года, № 1249/98
1. Зимняя, Валентина Ивановна — профессор; преподаватель Киевского государственного института театрального искусства имени И. К. Карпенко-Карого[103]

#### 20 ноября 1998 года, № 1280/98
1. Бабенко, Николай Андреевич — артист; работник Киевского государственного театра драмы и комедии[104]

#### 8 декабря 1998 года, № 1337/98
1. Козаченко, Валентин Васильевич[укр.] — заместитель директора Киевского государственного музыкального театра для детей и юношества; активист Всеукраинского общества «Просвита» имени Тараса Шевченко[105]

#### 30 декабря 1998 года, № 1407/98
1. Дорошенко, Ирина Евгеньевна — артистка Национального академического драматического театра имени Ивана Франко, г. Киев[106]

### 1999 год (64 человека)

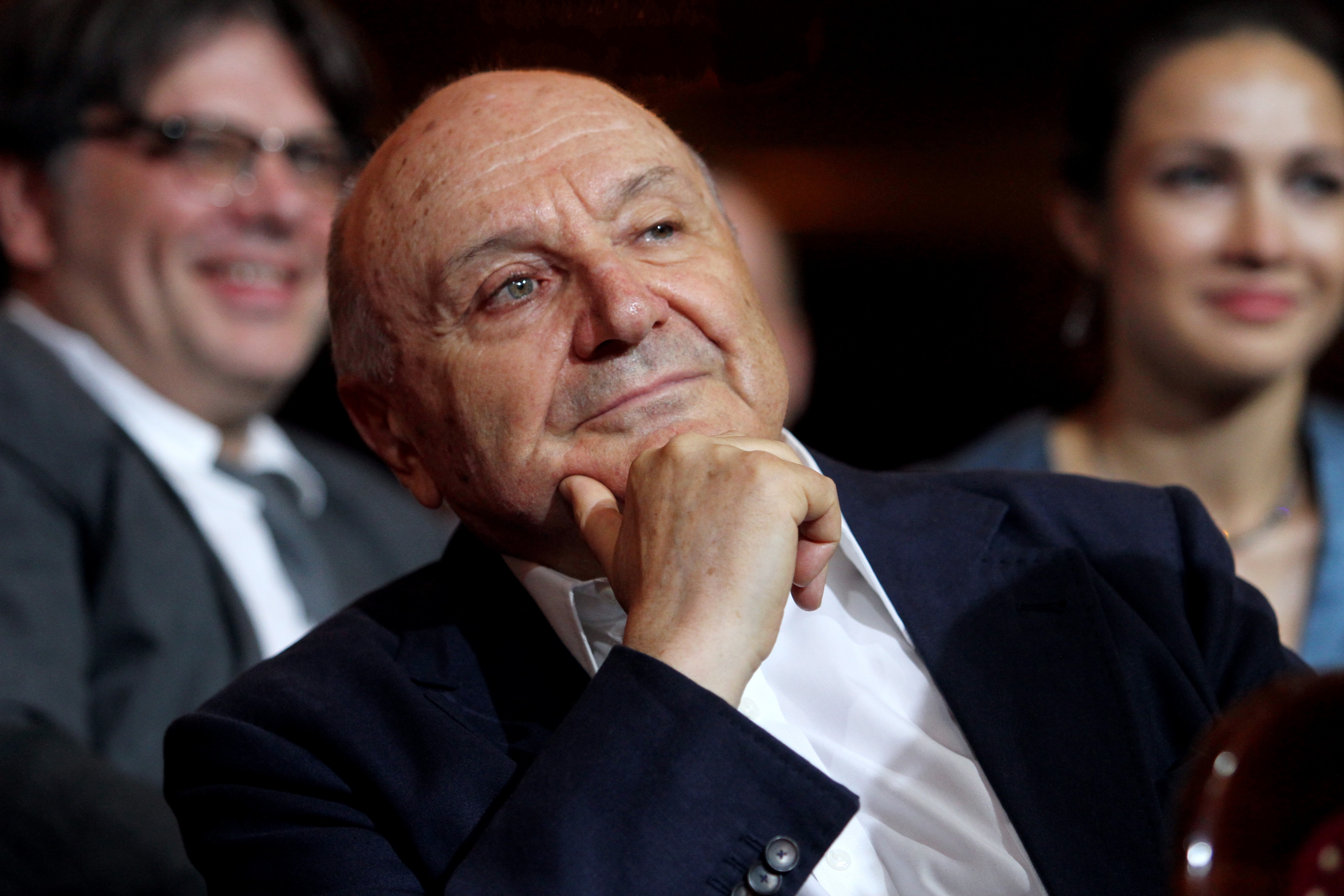
М. М. Жванецкий

#### 26 января 1999 года, № 64/99
1. Петренко, Валерий Яковлевич[укр.] — солист-инструменталист Национальной филармонии Украины, г. Киев[107]

#### 24 февраля 1999 года, № 213/99
1. Коляда, Владимир Андреевич — артист; работник Национального академического драматического театра имени Ивана Франко, г. Киев[108]

#### 4 марта 1999 года, № 231/99
1. Горбатенко, Раиса Ивановна — артистка трио бандуристок «Украинка» Национальной филармонии, г. Киев[109]
2. Колос-Криворотова, Лидия Алексевна[укр.] — артистка трио бандуристок «Украинка» Национальной филармонии, г. Киев[109]
3. Криворотова, Любовь Алексеевна[укр.] — артистка трио бандуристок «Украинка» Национальной филармонии, г. Киев[109]

#### 19 марта 1999 года, № 260/99
1. Навроцкий, Виктор Николаевич — артист Крымского академического русского драматического театра имени М. Горького[110]
2. Пилатюк, Игорь Михайлович — старший преподаватель Национальной музыкальной академии имени П. И. Чайковского, г. Киев[110]
3. Рудник, Зоя Ивановна — солистка Крымской государственной филармонии[110]

#### 26 марта 1999 года, № 286/99
1. Коцюлим, Мирослав Петрович[укр.] — артисту Тернопольского областного украинского драматического театра имени Т. Г. Шевченко[111]
2. Стебляк, Элеонора Михайловна — балетмейстер-репетитор Национального академического театра оперы и балета Украины имени Т. Г. Шевченко[111]

#### 26 марта 1999 года, № 288/99
1. Гаденко, Марьян Ильич — автор и исполнитель песен, полковник[112]

#### 20 апреля 1999 года, № 400/99
1. Губа, Владимир Петрович — композитор, г. Киев[113]

#### 24 апреля 1999 года, № 426/99
1. Ярецкий, Валерий Владимирович — дирижёр-хормейстер ансамбля песни и танца «Казаки Подолья» областной филармонии; работник культуры и искусства Хмельницкой области[114]

#### 8 мая 1999 года, № 482/99
1. Гурец, Александр Васильевич[укр.] — солист оперы Национального академического театра оперы и балета Украины имени Т. Г. Шевченко, г. Киев[115]
2. Дидык, Михаил Петрович — солист оперы Национального академического театра оперы и балета Украины имени Т. Г. Шевченко, г. Киев[115]
3. Дрозд, Георгий Иванович — артист Национального академического театра русской драмы имени Леси Украинки, г. Киев[115]

#### 19 мая 1999 года, № 521/99
1. Глазырин, Анатолий Алексеевич[укр.] — артист; работник Национальной заслуженной академической капеллы Украины «Думка», г. Киев[116]

#### 24 мая 1999 года, № 555/99
1. Басалаева, Евгения Александровна[укр.] — солистка Государственного камерного ансамбля «Киевские солисты»[117]

#### 28 мая 1999 года, № 576/99
1. Каминская, Ольга Ивановна[укр.] — артистка-вокалистка Киевского государственного театра оперетты[118]

#### 28 мая 1999 года, № 578/99
1. Новак, Виллен Захарович — кинорежиссёр-постановщик; работник Одесской киностудии художественных фильмов[119]

#### 28 мая 1999 года, № 579/99
1. Сидошенко, Людмила Георгиевна — балетмейстер-постановщик ансамбля танца «Весёлые сапожки» Херсонского дворца детей и юношества; работник культуры и искусства Херсонской области[120]

#### 3 июня 1999 года, № 603/99
1. Заинчковская, Лидия Ивановна[укр.] — артистка трио бандуристок «Вербена» областной филармонии; работник творческих коллективов Черкасской области[121]
2. Калина, Ольга Ивановна[укр.] — артистка трио бандуристок «Вербена» областной филармонии; работник творческих коллективов Черкасской области[121]
3. Ларикова, Людмила Анатольевна — артистка трио бандуристок «Вербена» областной филармонии; работник творческих коллективов Черкасской области[121]

#### 25 июня 1999 года, № 715/99
1. Сокол, Александра Михайловна[укр.] — артистка Сумского театра драмы и музыкальной комедии имени М. С. Щепкина; работник культуры и искусства Сумской области[122]

#### 25 июня 1999 года, № 716/99
1. Васильева, Валентина Борисовна — солистка оперы Одесского государственного академического театра оперы и балета; работник культуры и искусства Одесской области[123]

#### 5 июля 1999 года, № 791/99
1. Матвиишина, Любовь Викторовна — артистка областного украинского музыкально-драматического театра; работник культуры и искусств Запорожской области[124]

#### 8 июля 1999 года, № 812/99
1. Савченко, Владимир Николаевич — солист-вокалист областной государственной филармонии; работник культуры и искусства Луганской области[125]

#### 22 июля 1999 года, № 918/99
1. Бабаев-Кальницкий, Давид Вольфович — артист Национального академического театра русской драмы имени Леси Украинки, г. Киев[126]
2. Вознюк, Борис Леонидович — артист Национального академического театра русской драмы имени Леси Украинки, г. Киев[126]
3. Довгань, Людмила Михайловна[укр.] — солистка-вокалистка Одесской областной филармонии[126]
4. Сташкив, Богдан Михайлович — артист театра фольклора, народных праздников и зрелищ, г. Ивано-Франковск[126]
5. Яремчук, Лидия Григорьевна — артистка Национального академического театра русской драмы имени Леси Украинки, г. Киев[126]

#### 6 августа 1999 года, № 965/99
1. Химьяк, Вячеслав Антонович[укр.] — артист областного украинского драматического театра имени Т. Г. Шевченко; работник культуры и искусства Тернопольской области[источник не указан 1394 дня]

#### 23 августа 1999 года, № 1067/99
1. Петриненко, Тарас Гарринальдович — солист-вокалист концертно-творческой организации «Киевщина»[127]

#### 27 августа 1999 года, № 1090/99
1. Белоножко, Светлана Григорьевна[укр.] — певица, г. Киев[128]

#### 2 сентября 1999 года, № 1098/99
1. Фролов, Владимир Давидович[укр.] — солист-вокалист; работник Одесского театра музыкальной комедии имени М. Водяного[129]

#### 2 сентября 1999 года, № 1099/99
1. Похиленко, Виктор Фёдорович — балетмейстер-постановщик народного хореографического ансамбля «Подснежник», г. Кировоград[130]

#### 4 сентября 1999 года, № 1117/99
1. Кушплер, Игорь Фёдорович — солист оперы Львовского государственного академического театра оперы и балета имени Ивана Франко[131]

#### 8 сентября 1999 года, № 1146/99
1. Жванецкий, Михаил Михайлович — гражданин Российской Федерации, писатель-сатирик, эстрадный исполнитель собственных произведений[132]

#### 8 сентября 1999 года, № 1147/99
1. Петренко, Алексей Васильевич — артист, гражданин Российской Федерации[133]

#### 9 сентября 1999 года, № 1150/99
1. Зубанич, Мария Ивановна[укр.] — солистка-вокалистка ансамбля «Гармония» областной филармонии; работник культуры и искусств Закарпатской области[134]
2. Сусликов, Михаил Львович[укр.] — художественный руководитель заслуженного самодеятельного ансамбля танца Украины «Юность Закарпатья» областного Дома культуры профсоюзов; работник культуры и искусства Закарпатской области[134]

#### 16 сентября 1999 года, № 1182/99
1. Нестеренко, Владимир Михайлович — художественный руководитель — директор театра фольклора, народных праздников и зрелищ, г. Ивано-Франковск; работник культуры и искусства Ивано-Франковской области[135]

#### 23 сентября 1999 года, № 1214/99
1. Коваленко, Валентина Ивановна[укр.] — солистка оперы Днепропетровского государственного театра оперы и балета[136]
2. Логвин, Гарри Борисович[укр.] — артист и концертмейстер оркестра Днепропетровского государственного театра оперы и балета[136]

#### 24 сентября 1999 года, № 1220/99
1. Шалайкевич, Мария Васильевна[укр.] — солистка музыкальной группы «Соколы», г. Львов[137]

#### 30 сентября 1999 года, № 1252/99
1. Антоненко, Николай Иванович — художественный руководитель Крымского государственного камерного музыкального театра[138]
2. Вешкина, Дарья Ивановна — солистка-вокалистка Крымского государственного камерного музыкального театра[138]
3. Жигалкин, Олег Анатольевич — артист Крымской государственной филармонии[138]

#### 8 октября 1999 года, № 1304/99
1. Коваль, Николай Петрович[укр.] — солист оперы Харьковского государственного академического театра оперы и балета имени Н. В. Лысенко[139]
2. Колногузенко, Борис Николаевич — художественный руководитель театра танца «Завещание» Харьковской государственной академии культуры[139]

#### 16 октября 1999 года, № 1346/99
1. Вантух, Валентина Владимировна — художественный руководитель детской хореографической школы при Национальном заслуженном академическом ансамбле танца Украины имени Павла Вирского[140]
2. Павлинов, Сергей Николаевич[укр.] — артист-вокалист Киевского государственного театра оперетты[140]

#### 22 октября 1999 года, № 1374/99
1. Крайнев, Владимир Всеволодович — профессор Московской консерватории имени П. И. Чайковского[141]

#### 22 октября 1999 года, № 1389/99
1. Степова, Валентина Анатольевна — солистка Национального академического театра оперы и балета Украины имени Т. Г. Шевченко, г. Киев[142]

#### 27 октября 1999 года, № 1396/99
1. Подлесный, Анатолий Игнатьевич — артист; работник Севастопольского русского драматического театра имени А. В. Луначарского[143]
2. Рунцова, Светлана Фёдоровна — артистка; работник Севастопольского русского драматического театра имени А. В. Луначарского[143]

#### 28 октября 1999 года, № 1408/99
1. Спиваков, Владимир Теодорович — художественный руководитель и дирижёр Государственного камерного оркестра «Виртуозы Москвы»[144]

#### 22 ноября 1999 года, № 1480/99
1. Дуда, Анатолий Иванович — преподаватель Одесской государственной консерватории имени А. В. Неждановой[145]

#### 20 декабря 1999 года, № 1598/99
1. Литвиненко, Святослав Иванович — художественный руководитель и главный дирижёр оркестра народных инструментов Национальной радиокомпании Украины[146]

#### 24 декабря 1999 года, № 1612/99
1. Бессмертный, Александр Николаевич[укр.] — артист; работник Киевского государственного театра юного зрителя на Липках[147]

#### 30 декабря 1999 года, № 1637/99
1. Гнатюк, Дмитрий Михайлович — главный режиссёр Национального академического театра оперы и балета Украины имени Т. Г. Шевченко, г. Киев[148]

#### 30 декабря 1999 года, № 1638/99
1. Сабадаш, Степан Алексеевич — композитор, г. Киев[149]

## 2000-е годы (277 человек)

### 2000 год (19 человек)
1. Власенко, Аллин Григорьевич — дирижёр Государственного симфонического оркестра Украины[источник не указан 1394 дня]

#### 10 января 2000 года, № 12/2000
1. Кучеренко, Светлана Павловна — артистка Крымского академического русского драматического театра имени М. Горького[150]

#### 10 февраля 2000 года, № 199/2000
1. Гресь, Виктор Степанович — кинорежиссёр Национальной киностудии художественных фильмов имени Александра Довженко, г. Киев[151]

#### 11 февраля 2000 года, № 205/2000
1. Матвийчук, Анатолий Николаевич[укр.] — президент театра песни «Анатолия», г. Киев[152]

#### 2 марта 2000 года, № 326/2000
1. Беликов, Михаил Александрович — кинорежиссёр-постановщик Национальной киностудии художественных фильмов имени Александра Довженко, г. Киев[153]

#### 9 марта 2000 года, № 405/2000
1. Стрельцова, Людмила Семёновна — главный хормейстер Донецкого государственного академического русского театра оперы и балета имени А. Б. Соловьяненко[154]

#### 23 марта 2000 года, № 497/2000
1. Сандуленко, Леонид Леонидович[укр.] — артист-вокалист ансамбля песни и танца внутренних войск МВД Украины[155]

#### 23 марта 2000 года, № 515/2000
1. Крамар, Михаил Поликарпович — артист; творческий работник Национального академического драматического театра имени Ивана Франко, г. Киев[156]
2. Сумская, Наталья Вячеславовна — артистка; творческий работник Национального академического драматического театра имени Ивана Франко, г. Киев[156]

#### 25 марта 2000 года, № 532/2000
1. Ефремов, Сергей Иванович — главный режиссёр Киевского городского театра кукол[157]
2. Шаролапова, Нина Владимировна — артистка театра «Домино», г. Киев[157]

#### 7 апреля 2000 года, № 580/2000
1. Чухрай, Пётр Павлович — артист Национального оркестра народных инструментов Украины, г. Киев[158]

#### 24 мая 2000 года, № 716/2000
1. Шептекита, Валерий Иванович — артист Киевского Молодого театра; труженик города Киева[159]

#### 25 мая 2000 года, № 718/2000
1. Рыбчинский, Юрий Евгеньевич — поэт-песенник, г. Киев[160]

#### 18 октября 2000 года, № 1142/2000
1. Степан, Степан Васильевич[укр.] — солист оперы; работник Львовского государственного академического театра оперы и балета имени Ивана Франко[161]

#### 17 ноября 2000 года, № 1246/2000
1. Курин, Виктор Николаевич — профессор кафедры национальной музыкальной академии Украины имени П. И. Чайковского, г. Киев[162]

#### 27 ноября 2000 года, № 1261/2000
1. Равицкий, Игорь Николаевич — художественный руководитель; творческий работник Одесского украинского музыкально-драматического театра имени В. Василько[163]

#### 29 ноября 2000 года, № 1267/2000
1. Дембская, Евгения Михайловна — солистка-вокалистка Одесского театра музыкальной комедии имени М. Водяного[164]

#### 13 декабря 2000 года, № 1333/2000
1. Ильенко, Вадим Герасимович — кинооператор Национальной киностудии имени Александра Довженко, г. Киев[165]

### 2001 год (18 человек)
1. Быструшкин, Александр Павлович — начальник Главного управления культуры, искусств и охраны памятников Киевской администрации[166]
2. Кива, Олег Филиппович — композитор, г. Киев[источник не указан 1394 дня]

#### 25 января 2001 года, № 46/2001
1. Зайцев, Александр Михайлович[укр.] — главный режиссёр; работник Национального цирка Украины[167]
2. Резницкий, Марк Иосифович — главный дирижёр оркестра; работник Национального цирка Украины[167]

#### 25 января 2001 года, № 49/2001
1. Давидко, Люся Степановна[укр.] — артистка Тернопольского областного драматического театра имени Т. Г. Шевченко[168]

#### 14 февраля 2001 года, № 93/2001
1. Попов, Юрий Васильевич — артист Полтавского областного музыкально-драматического театра имени Н. В. Гоголя[169]

#### 23 марта 2001 года, № 196/2001
1. Черношкур, Василий Андреевич — артист Херсонского областного украинского музыкально-драматического театра имени Н. Кулиша[170]

#### 8 мая 2001 года, № 306/2001
1. Неведров, Валерий Николаевич[укр.] — артист, художественный руководитель — директор Союза театральных продюсеров Украины[171]

#### 17 июля 2001 года, № 530/2001
1. Михайленко, Лидия Андреевна[укр.] — солистка-вокалистка, художественный руководитель женского вокального трио «Лыбидь», г. Киев[172]

#### 26 июля 2001 года, № 571/2001
1. Воеводин, Вячеслав Васильевич — ректор Донецкой государственной консерватории имени С. С. Прокофьева[173]

#### 21 августа 2001 года, № 697/2001
1. Коваль, Николай Алексеевич[укр.] — солист оперы Национального академического театра оперы и балета Украины имени Т. Г. Шевченко, г. Киев[174]
2. Кравцов, Иван Васильевич — артист Кировоградского государственного областного музыкально-драматического театра имени М. Кропивницкого[174]
3. Харабет, Светлана Ивановна — артистка Донецкого областного русского драматического театра (г. Мариуполь)[174]

#### 7 сентября 2001 года, № 807/2001
1. Билецкая, Татьяна Николаевна[укр.] — артистка балета; работник Национального академического театра оперы и балета Украины имени Т. Г. Шевченко[175]
2. Дорош, Анна Аркадьевна — артистка балета; работник Национального академического театра оперы и балета Украины имени Т. Г. Шевченко[175]
3. Лукьянец, Виктория Ивановна — солистка оперы; работник Национального академического театра оперы и балета Украины имени Т. Г. Шевченко[175]

#### 9 октября 2001 года, № 943/2001
1. Гольдштейн, Израиль Цалевич — кинорежиссёр-кинооператор; работник Украинской студии хроникально-документальных фильмов, г. Киев[176]

#### 3 декабря 2001 года, № 1167/2001
1. Абелева, Алла Васильевна[укр.] — артистка Черниговского областного украинского музыкально-драматического театра имени Т. Г. Шевченко[177]

### 2002 год (21 человек)
1. Гига, Степан Петрович — солист Закарпатской областной филармонии[источник не указан 1394 дня]
2. Гина, Георгий Николаевич — доцент кафедры музыки Черновицкого национального университета им. Ю. Федьковича[источник не указан 1394 дня]
3. Елизаров, Вадим Альбертович — художественный руководитель — директор Севастопольского академического театра танца имени В. А. Елизарова[источник не указан 1394 дня]
4. Кунцевич, Николай Витальевич[укр.] — художественный руководитель гастрольно-концертного объединения «Рухконцерт»[источник не указан 1394 дня]

#### 21 января 2002 года, № 57/2002
1. Корницкий, Евгений Петрович[укр.] — дирижёр Тернопольского областного драматического театра имени Т. Г. Шевченко[178]

#### 26 февраля 2002 года, № 192/2002
1. Громыш, Александр Яковлевич — солист оперы Львовского государственного академического театра оперы и балета имени Соломии Крушельницкой[179]
2. Максимчук, Святослав Васильевич[укр.] — артист Национального академического украинского драматического театра имени Марии Заньковецкой[179]

#### 13 марта 2002 года, № 227/2002
1. Заяц, Пётр Петрович — солист-вокалист; артист мужского вокального квартета «Гетьман», г. Киев[180]
2. Касьяненко, Геннадий Жанович — солист-вокалист; артист мужского вокального квартета «Гетьман», г. Киев[180]
3. Тищенко, Сергей Михайлович — солист-вокалист; артист мужского вокального квартета «Гетьман», г. Киев[180]

#### 25 марта 2002 года, № 293/2002
1. Головин, Юрий Аркадьевич — артист Харьковского государственного академического украинского драматического театра имени Т. Г. Шевченко[181]
2. Мерзликин, Николай Иванович — главный режиссёр Киевского государственного музыкального театра для детей и юношества[181]
3. Платонова, Людмила Павловна — артистка Харьковского государственного академического украинского драматического театра имени Т. Г. Шевченко[181]

#### 30 мая 2002 года, № 498/2002
1. Сытник, Алим Иванович[укр.] — художественный руководитель; работник Черкасского областного украинского музыкально-драматического театра имени Т. Г. Шевченко[182]

#### 22 августа 2002 года, № 745/2002
1. Талашко, Владимир Дмитриевич — киноартист Национальной киностудии художественных фильмов имени Александра Довженко, г. Киев[183]

#### 10 сентября 2002 года, № 817/2002
1. Савельев, Владимир Алексеевич — кинорежиссёр Национальной киностудии художественных фильмов имени Александра Довженко[184]
2. Шкурин, Виктор Георгиевич — кинорежиссёр-документалист, г. Киев[184]

#### 19 сентября 2002 года, № 841/2002
1. Бурдик, Василий Николаевич[укр.] — артист областного академического украинского театра драмы и музыкальной комедии; работник предприятий, учреждений и организаций Николаевской области[185]

#### 8 октября 2002 года, № 914/2002
1. Мацялко, Михаил Алексеевич — художественный руководитель музыкальной группы «Соколы», г. Львов[186]

#### 19 октября 2002 года, № 930/2002
1. Шепелев, Иван Васильевич — артист разговорного жанра Днепропетровского дома органной и камерной музыки[187]

#### 30 ноября 2002 года, № 1108/2002
1. Ткач, Михаил Николаевич — писатель[188]

### 2003 год (17 человек)
1. Чуприна, Пётр Яковлевич[укр.] — генеральный директор — художественный руководитель Национального академического театра оперы и балета Украины имени Т. Г. Шевченко, город Киев[источник не указан 1394 дня]

#### 8 февраля 2003 года, № 96/2003
1. Маренич, Антонина Александровна[укр.] — заслуженная артистка Украины, певица, г. Луцк[189]
2. Маренич, Светлана Александровна[укр.] — заслуженная артистка Украины, певица, г. Луцк[189]
3. Маренич, Валерий Петрович — заслуженный артист Украины, певец, г. Луцк[189]

#### 12 февраля 2003 года, № 132/2003
1. Дорошенко, Иван Васильевич[укр.] — директор — художественный руководитель Киевского государственного музыкального театра для детей и юношества[190]

#### 21 февраля 2003 года, № 152/2003
1. Кухарев, Альфред Вячеславович[укр.] — пианист-концертмейстер Национальной филармонии Украины, г. Киев[191]

#### 5 марта 2003 года, № 196/2003
1. Добрянская, Ольга Николаевна[укр.] — певица, заслуженная артистка Украины, г. Черновцы[192]

#### 25 марта 2003 года, № 275/2003
1. Мозговая, Нина Васильевна[укр.] — артистка Национального академического драматического театра имени Ивана Франко, г. Киев[193]

#### 15 мая 2003 года, № 407/2003
1. Лавров, Кирилл Юрьевич — главный режиссёр Большого драматического театра имени Г. А. Товстоногова, народный артист СССР, Герой Социалистического Труда; представитель города Санкт-Петербурга, Российская Федерация[194]
2. Бортко, Владимир Владимирович — кинорежиссёр, народный артист Российской Федерации; представитель города Санкт-Петербурга, Российская Федерация[194]

#### 21 мая 2003 года, № 424/2003
1. Прудченко, Михаил Петрович — профессор Киевского национального университета культуры и искусств[195]

#### 22 августа 2003 года, № 876/2003
1. Кофман, Авраам (Роман) Исаакович — профессор кафедры национальной музыкальной академии Украины имени П. И. Чайковского, г. Киев[196]

#### 16 сентября 2003 года, № 1045/2003
1. Остапенко, Дмитрий Иванович[укр.] — генеральный директор; работник Национальной филармонии Украины[197]

#### 6 октября 2003 года, № 1157/2003
1. Сидоренко, Ольга Николаевна — артистка Харьковского академического русского драматического театра имени А. С. Пушкина[198]

#### 13 декабря 2003 года, № 1428/2003
1. Клименко, Людмила Николаевна[укр.] — артистка Государственного заслуженного академического украинского народного хора имени Г. Г. Верёвки, г. Киев[199]
2. Сафронов, Анатолий Андреевич — артист Государственного заслуженного академического украинского народного хора имени Г. Г. Верёвки, г. Киев[199]

#### 13 декабря 2003 года, № 1429/2003
1. Ильинский, Николай Серафимович — режиссёр-постановщик, художественный руководитель; работник Национальной киностудии художественных фильмов имени Александра Довженко[200]

### 2004 год (36 человек)

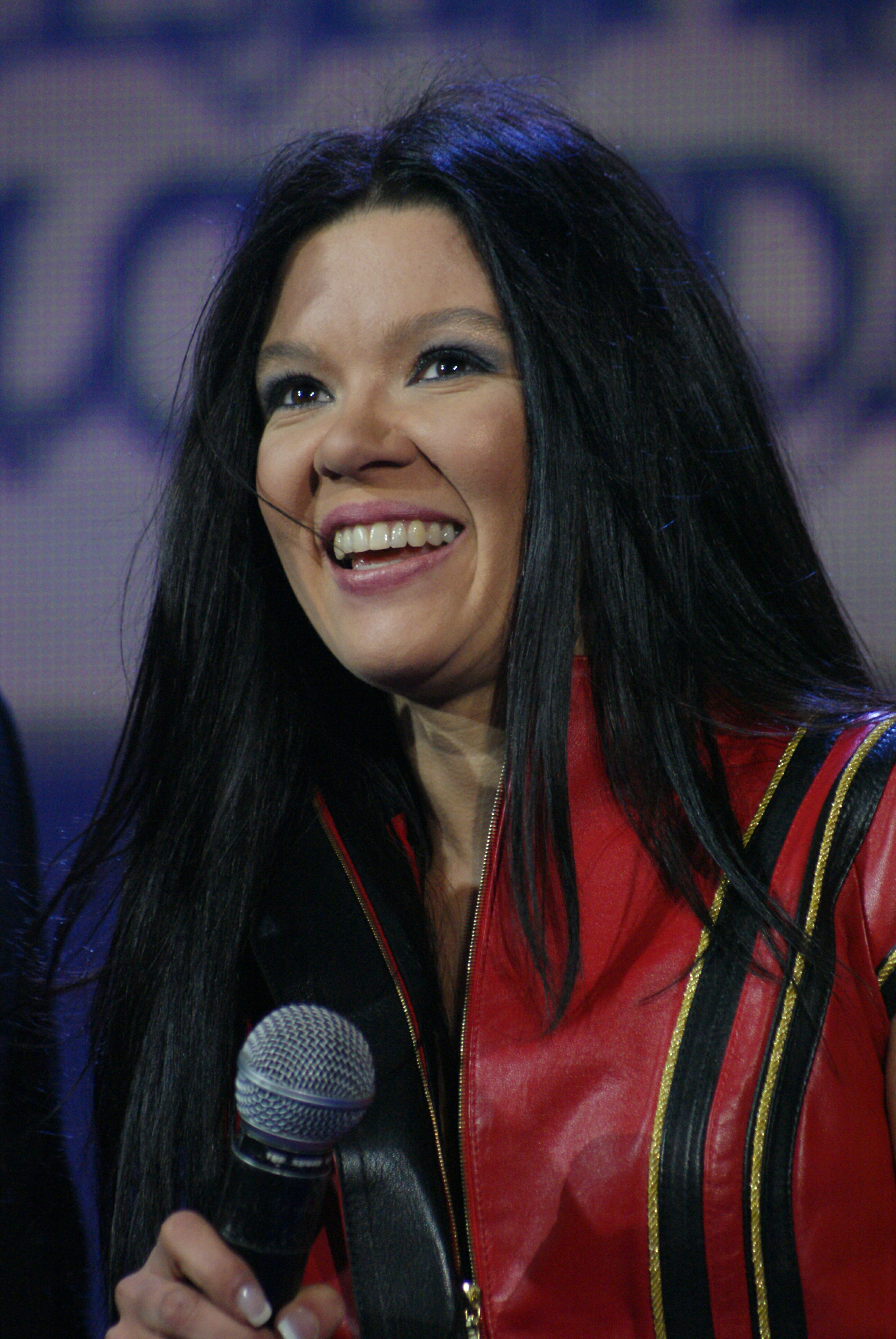
Руслана

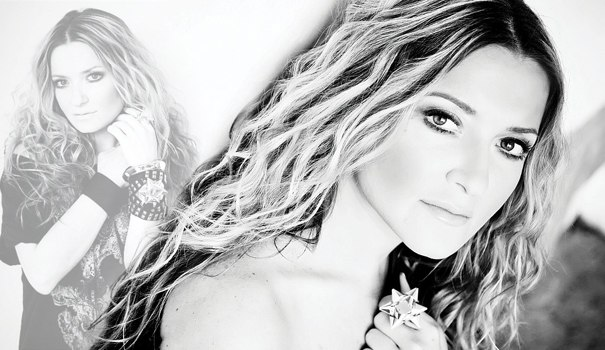
Н. А. Могилевская

1. Бучинская, Наталия Любомировна — певица, г. Киев, Майор МВД[201]

#### 4 февраля 2004 года, № 145/2004
1. Стадник, Александр Иванович — композитор, г. Черкассы; работник предприятий, учреждений и организаций Черкасской области[202]

#### 18 февраля 2004 года, № 207/2004
1. Юрченко, Валерий Иванович — артист Крымского академического русского драматического театра имени М. Горького; работник предприятий, учреждений и организаций Автономной Республики Крым[203]

#### 1 марта 2004 года, № 255/2004
1. Ковтуненко, Валерий Иванович[укр.] — директор; артист Днепропетровского украинского музыкально-драматического театра имени Т. Г. Шевченко[204]
2. Маслюк, Григорий Андреевич[укр.] — артист Днепропетровского украинского музыкально-драматического театра имени Т. Г. Шевченко[204]

#### 5 марта 2004 года, № 273/2004
1. Вантух, Галина Мирославовна[укр.] — солистка балета Национального заслуженного академического ансамбля танца Украины имени Павла Вирского[205]
2. Семененко, Людмила Фёдоровна — солистка оперы Национального академического театра оперы и балета Украины имени Т. Г. Шевченко, г. Киев[205]

#### 15 марта 2004 года, № 329/2004
1. Билак, Лариса Алексеевна[укр.] — артистка Закарпатского областного украинского музыкально-драматического театра; работник предприятий, учреждений и организаций Закарпатской области[206]

#### 19 марта 2004 года, № 346/2004
1. Морозов, Александр Сергеевич — композитор-песенник, г. Москва[207]

#### 26 марта 2004 года, № 371/2004
1. Барыл, Клавдия Фёдоровна — артистка Винницкого областного украинского музыкально-драматического театра имени Н. К. Садовского[208]
2. Могила (Васильев), Александр Павлович — артист Харьковского академического русского драматического театра имени А. С. Пушкина[208]

#### 19 апреля 2004 года, № 452/2004
1. Гергиев, Валерий Абисалович — главный дирижёр, художественный руководитель — директор Государственного академического Мариинского театра, г. Санкт-Петербург[209]
2. Езепов, Вячеслав Иванович — артист Государственного академического Малого театра России, г. Москва[209]
3. Кац, Аркадий Фридрихович — режиссёр-постановщик Московского театра «У Никитских ворот»[209]
4. Кольцова, Мира Михайловна — художественный руководитель Государственного академического хореографического ансамбля «Берёзка» имени Н. С. Надеждиной, г. Москва[209]

#### 30 апреля 2004 года, № 498/2004
1. Посикира, Людмила Кузьмивна[укр.] — заведующая кафедрой, профессор Львовской государственной музыкальной академии имени Н. В. Лысенко[210]

#### 18 мая 2004 года, № 551/2004
1. Лыжичко, Руслана Степановна — певица, г. Киев[211]

#### 18 июня 2004 года, № 653/2004
1. Петриченко, Виктор Викторович — дирижёр; работник Национальной заслуженной академической капеллы Украины «Думка», г. Киев[212]

#### 19 августа 2004 года, № 929/2004
1. Веркина, Татьяна Борисовна — ректор Харьковского государственного университета искусств имени И. П. Котляревского[213]

#### 21 августа 2004 года, № 951/2004
1. Гетманский, Александр Николаевич — артист Национального академического театра русской драмы имени Леси Украинки, г. Киев[214]
2. Захаревич, Михаил Васильевич — генеральный директор Национального академического драматического театра имени Ивана Франко, г. Киев[214]
3. Озиряный, Сергей Александрович — артист Национального академического театра русской драмы имени Леси Украинки, г. Киев[214]
4. Петрушенко, Виктория Викторовна[укр.] — певица, г. Винница[214]
5. Смолий, Иван Ильич — артист Запорожского областного украинского музыкально-драматического театра имени В. Г. Магара[214]

#### 10 сентября 2004 года, № 1064/2004
1. Лупий, Ярослав Васильевич — кинорежиссёр-постановщик Одесской киностудии художественных фильмов[215]
2. Савченко, Борис Иванович — кинорежиссёр, президент Гильдии кинорежиссёров «24/1», г. Киев[215]

#### 20 сентября 2004 года, № 1107/2004
1. Мацялко, Иван Алексеевич — солист музыкальной группы «Соколы», г. Львов[216]

#### 29 октября 2004 года, №?
1. Басков, Николай Викторович — певец, Российская Федерация[217]. Лишён звания в 2022 году.

#### 8 ноября 2004 года, № 1376/2004
1. Матюхин, Валерий Александрович — генеральный директор — художественный руководитель Национального ансамбля солистов «Киевская камерата»[218]
2. Попович-Лабик Клара Ласловна[укр.] — солистка заслуженного Закарпатского народного хора[218]
3. Юрченко, Герман Юрьевич — директор — художественный руководитель Полтавской областной государственной филармонии[218]

#### 16 ноября 2004 года, № 1404/2004
1. Малинин, Александр Николаевич — певец, народный артист Российской Федерации, г. Москва[219]

#### 18 ноября 2004 года, № 1423/2004
1. Сребницкий, Эдуард Михайлович — солист оперы Днепропетровского государственного академического театра оперы и балета[220]
2. Чернявский, Михаил Александрович — артист Днепропетровского украинского музыкально-драматического театра имени Т. Г. Шевченко[220]

#### 29 декабря 2004 года, № 1566/2004
1. Могила (Могилевская), Наталья Алексеевна — певица, г. Киев[221]

#### 31 декабря 2004 года, № 1592/2004
1. Анисимова, Татьяна Валентиновна — солистка Национального академического театра оперы и балета Украины имени Т. Г. Шевченко, г. Киев[222]

### 2005 год (10 человек)

#### 28 марта 2005 года, № 540/2005
1. Шкондина, Алла Вячеславовна — артистка Львовского областного музыкально-драматического театра имени Юрия Дрогобыча[223]

#### 21 июня 2005 года, № 976/2005
1. Коротя-Ковальская, Валентина Павловна[укр.] — солистка-вокалистка, г. Киев[224]
2. Миколайчук, Мария Евгеньевна — солистка-вокалистка, г. Киев[224]

#### 23 августа 2005 года, № 1193/2005
1. Василенко, Александр Николаевич — солист-вокалист Национального ансамбля солистов «Киевская камерата»[225]
2. Витченко, Дмитрий Иванович — артист Луганского областного русского драматического театра[225]
3. Мельник, Михаил Васильевич — директор, артист Днепропетровского украинского театра одного актёра «Крик»[225]
4. Рубинский, Алексей Юрьевич[укр.] — артист Харьковского государственного академического театра кукол имени В. А. Афанасьева[225]
5. Шаповалов, Игорь Петрович — концертмейстер симфонического оркестра Харьковской областной филармонии[225]
6. Якимчук, Александр Павлович — артист Волынского областного украинского музыкально-драматического театра имени Т. Г. Шевченко[225]

#### 30 ноября 2005 года, № 1677/2005
1. Крушельницкая, Мария Тарасовна — профессор Львовской государственной музыкальной академии имени Н. В. Лысенко[226]

### 2006 год (21 человек)

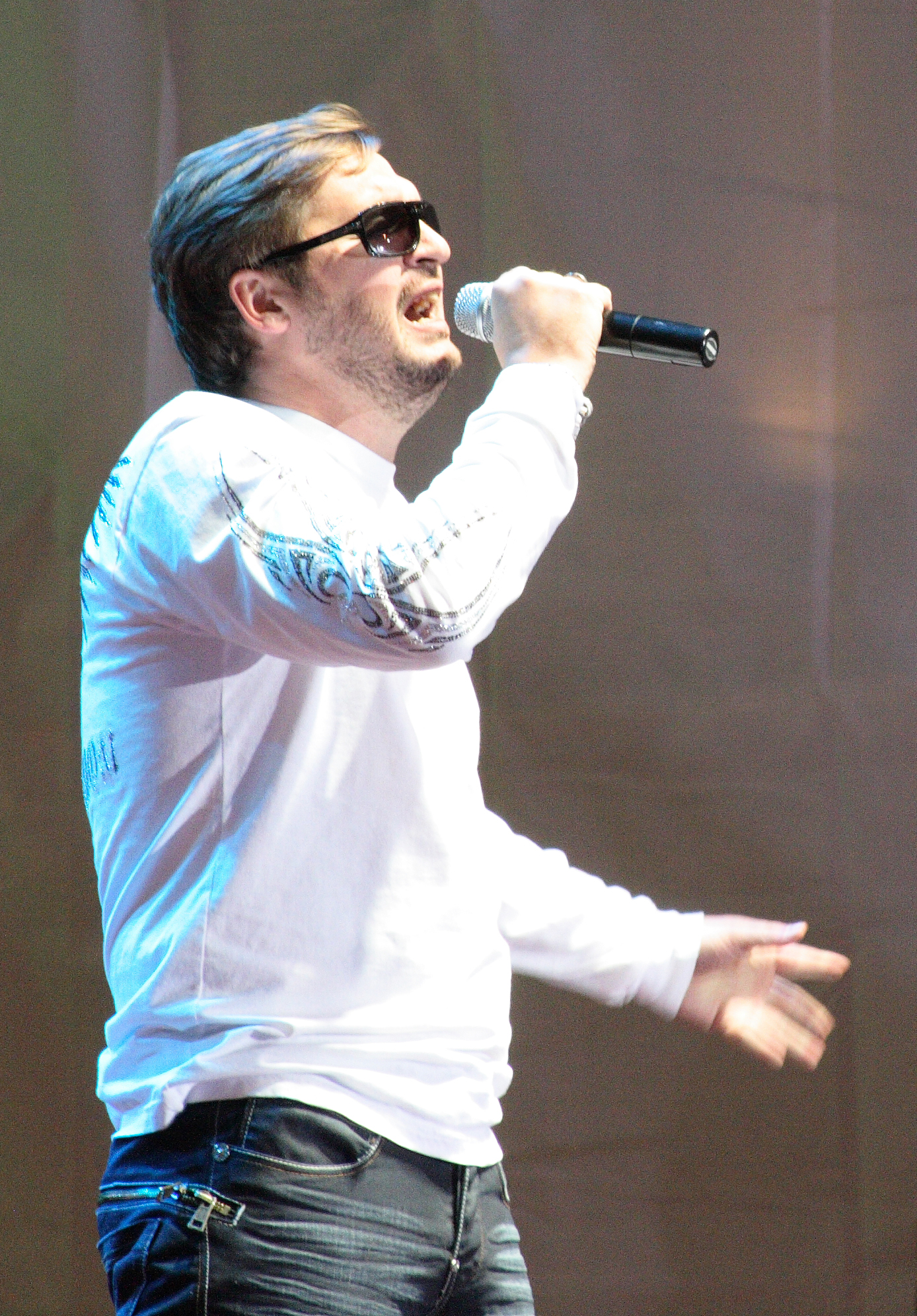
А. В. Пономарёв

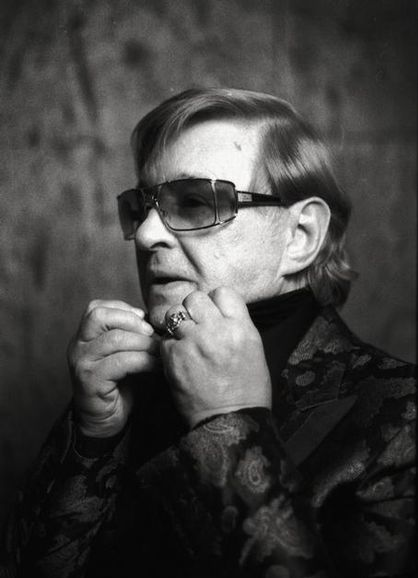
Р. Г. Виктюк

#### 20 января 2006 года, № 17/2006
1. Липник, Анатолий Николаевич — солист оперы Львовского государственного академического театра оперы и балета имени С. Крушельницкой; работник предприятий, учреждений и организаций Львовской области[227]
2. Федорченко, Евгений Иванович — артист Национального академического украинского драматического театра имени Марии Заньковецкой, г. Львов; работник предприятий, учреждений и организаций Львовской области[227]

#### 20 января 2006 года, № 19/2006
1. Изотова, Любовь Андреевна[укр.] — солистка-вокалистка Тернопольской областной филармонии; работник предприятий, учреждений и организаций Тернопольской области[228]

#### 20 января 2006 года, № 23/2006
1. Яковец, Василий Васильевич — артист Одесского украинского музыкально-драматического театра имени В. Василько; работник предприятий, учреждений и организаций Одесской области[229]

#### 20 января 2006 года, № 33/2006
1. Прусс, Валерий Валентинович — артист Винницкого областного украинского академического музыкально-драматического театра имени Н. К. Садовского; работник предприятий, учреждений и организаций Винницкой области[230]

#### 23 марта 2006 года, № 254/2006
1. Есипок, Владимир Николаевич — председатель Национального союза кобзарей Украины, г. Киев[231]
2. Пятничко, Стефан Васильевич — солист Львовского театра «Не горюй!»[231]
3. Шах, Евгений Михайлович — артист Национального академического драматического театра имени Ивана Франко, г. Киев[231]

#### 26 мая 2006 года, № 444/2006
1. Стебловская, Татьяна Владимировна[укр.] — артистка Киевского академического Молодого театра; работник предприятий, учреждений и организаций города Киева[232]

#### 26 июня 2006 года, № 578/2006
1. Голуб, Василий Григорьевич[укр.] — артист Полтавского областного украинского музыкально-драматического театра имени Н. В. Гоголя[233]

#### 18 августа 2006 года, № 694/2006
1. Кузьменко, Владимир Николаевич[укр.] — солист оперы Национального академического театра оперы и балета Украины имени Т. Г. Шевченко[234]
2. Пономарёв, Александр Валерьевич — певец[234]

#### 19 августа 2006 года, № 698/2006
1. Гергиева, Лариса Абисаловна — художественный руководитель Академии молодых певцов Государственного академического Мариинского театра, гражданка Российской Федерации[235]

#### 27 августа 2006 года, № 726/2006
1. Богданович, Алексей Владимирович — артист Национального академического драматического театра имени Ивана Франко, г. Киев[236]

#### 29 сентября 2006 года, № 793/2006
1. Микитка, Артур Владимирович[укр.] — заведующий кафедрой Львовской государственной музыкальной академии имени Н. В. Лысенко; работник предприятий, учреждений и организаций города Львова[237]

#### 27 октября 2006 года, № 902/2006
1. Виктюк, Роман Григорьевич — художественный руководитель «Театра Романа Виктюка», г. Москва, Российская Федерация[238]

#### 28 ноября 2006 года, № 1004/2006
1. Гаврилюк, Ярослав Дмитриевич — режиссёр, артист Киевского академического Молодого театра[239]
2. Карпов, Валерий Викторович — артист Крымского украинского музыкального театра, г. Симферополь[239]

#### 30 ноября 2006 года, № 1009/2006
1. Гребельник, Юрий Иванович — артист; работник Национального академического театра русской драмы имени Леси Украинки, г. Киев[240]
2. Кудря, Наталья Ивановна — артистка; работник Национального академического театра русской драмы имени Леси Украинки, г. Киев[240]
3. Сарайкин, Виктор Викторович — артист; работник Национального академического театра русской драмы имени Леси Украинки, г. Киев[240]

### 2007 год (23 человека)
1. Вотяков, Юрий Григорьевич — артист театра и кино, г. Одесса[источник не указан 1394 дня]

#### 18 января 2007 года, № 21/2007
1. Даць, Ирина Вильямовна — солистка оперы Национального академического театра оперы и балета Украины имени Т. Г. Шевченко, г. Киев[241]
2. Мотков, Максим Михайлович[укр.] — солист балета Национального академического театра оперы и балета Украины имени Т. Г. Шевченко, г. Киев[241]
3. Томашенко, Зинаида Еремеевна — диктор — ведущая программ Днепропетровской областной государственной телерадиокомпании[241]

#### 20 марта 2007 года, № 225/2007
1. Рачинский, Пётр Болеславович — артист Харьковского государственного академического украинского драматического театра имени Т. Г. Шевченко[242]

#### 20 марта 2007 года, № 226/2007
1. Шаша, Константин Григорьевич — профессор Харьковской государственной академии культуры[243]

#### 16 мая 2007 года, № 408/2007
1. Семененко, Виктор Николаевич — артист; работник Черкасского академического областного украинского музыкально-драматического театра имени Т. Г. Шевченко[244]

#### 16 июня 2007 года, № 532/2007
1. Вовкун, Василий Владимирович — художественный руководитель Государственного предприятия "Государственное концертное агентство «Украина», г. Киев[245]

#### 22 июня 2007 года, № 549/2007
1. Крикунов, Игорь Николаевич[укр.] — художественный руководитель — директор коммунального театрально-концертного заведения культуры "Цыганский музыкально-драматический театр «Романс», г. Киев[246]
2. Сокач, Емельян Петрович[укр.] — художественный руководитель камерного хора «Кантус», г. Ужгород, Закарпатская область[246]
3. Хасянова, Евгения Евгеньевна — главный балетмейстер Донецкого академического государственного театра оперы и балета имени А. Б. Соловьяненко[246]

#### 6 августа 2007 года, № 689/2007
1. Смородина, Людмила Геннадиевна — артистка Национального академического драматического театра имени Ивана Франко, г. Киев[247]

#### 20 августа 2007 года, № 715/2007
1. Илащук, Василий Степанович — ведущий концертных программ Национального телевидения Украины; город Киев[248]
2. Кошуба, Владимир Викторович[укр.] — артист-солист-инструменталист Национального дома органной и камерной музыки Украины; город Киев[248]
3. Ластовецкий, Николай Николаевич — артист Сумского областного театра драмы и музыкальной комедии имени М. С. Щепкина; Сумская область[248]
4. Болдырев, Владимир Александрович — солист Харьковского государственного академического театра оперы и балета имени Н. В. Лысенко; Харьковская область[248]

#### 7 сентября 2007 года, № 836/2007
1. Барчук, Анатолий Трофимович — артист театра-студии киноактёра государственного предприятия «Национальная киностудия художественных фильмов имени Александра Довженко», г. Киев[249]

#### 13 сентября 2007 года, № 860/2007
1. Лозовая, Полина Васильевна — артистка Национального академического драматического театра имени Ивана Франко, г. Киев[250]

#### 17 сентября 2007 года, № 886/2007
1. Артеменко, Григорий Михайлович[укр.] — художественный руководитель Житомирского областного музыкально-драматического театра имени Ивана Кочерги; работник предприятий, учреждений и организаций Житомирской области[251]

#### 25 октября 2007 года, № 1017/2007
1. Миронович, Владимир Леонидович — артист Кировоградского академического областного украинского музыкально-драматического театра имени М. Л. Кропивницкого[252]

#### 27 ноября 2007 года, № 1147/2007
1. Чеберко, Александр Дмитриевич — главный дирижёр; работник Национального заслуженного Академического ансамбля танца Украины имени Павла Вирского, г. Киев[253]

#### 28 ноября 2007 года, № 1165/2007
1. Глова, Степан Иванович — артист; работник Национального академического украинского драматического театра имени Марии Заньковецкой, г. Львов[254]

#### 25 декабря 2007 года, № 1255/2007
1. Рехвиашвили, Анико Юрьевна[укр.] — главный балетмейстер — постановщик Всеукраинского телевизионного детского конкурса «Шаг к звёздам»[255]

### 2008 год (42 человека)

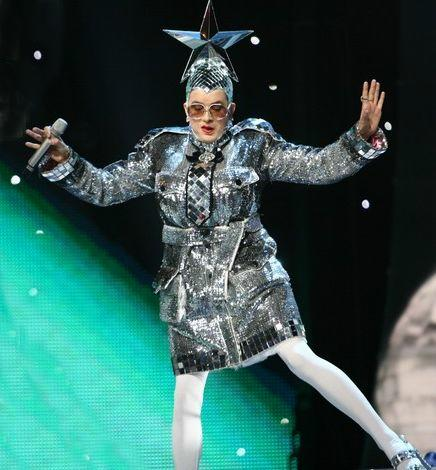
Верка Сердючка

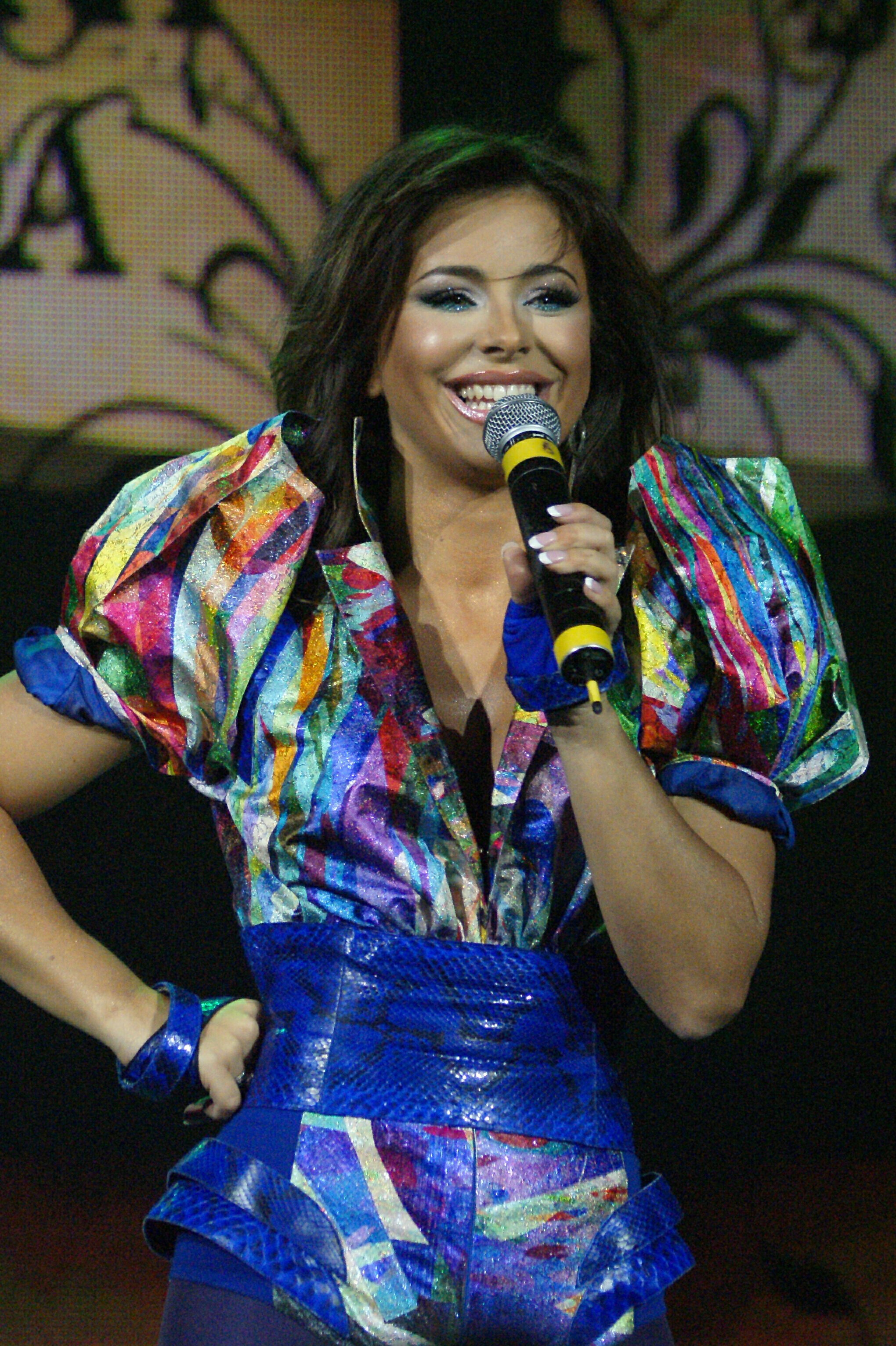
Ани Лорак

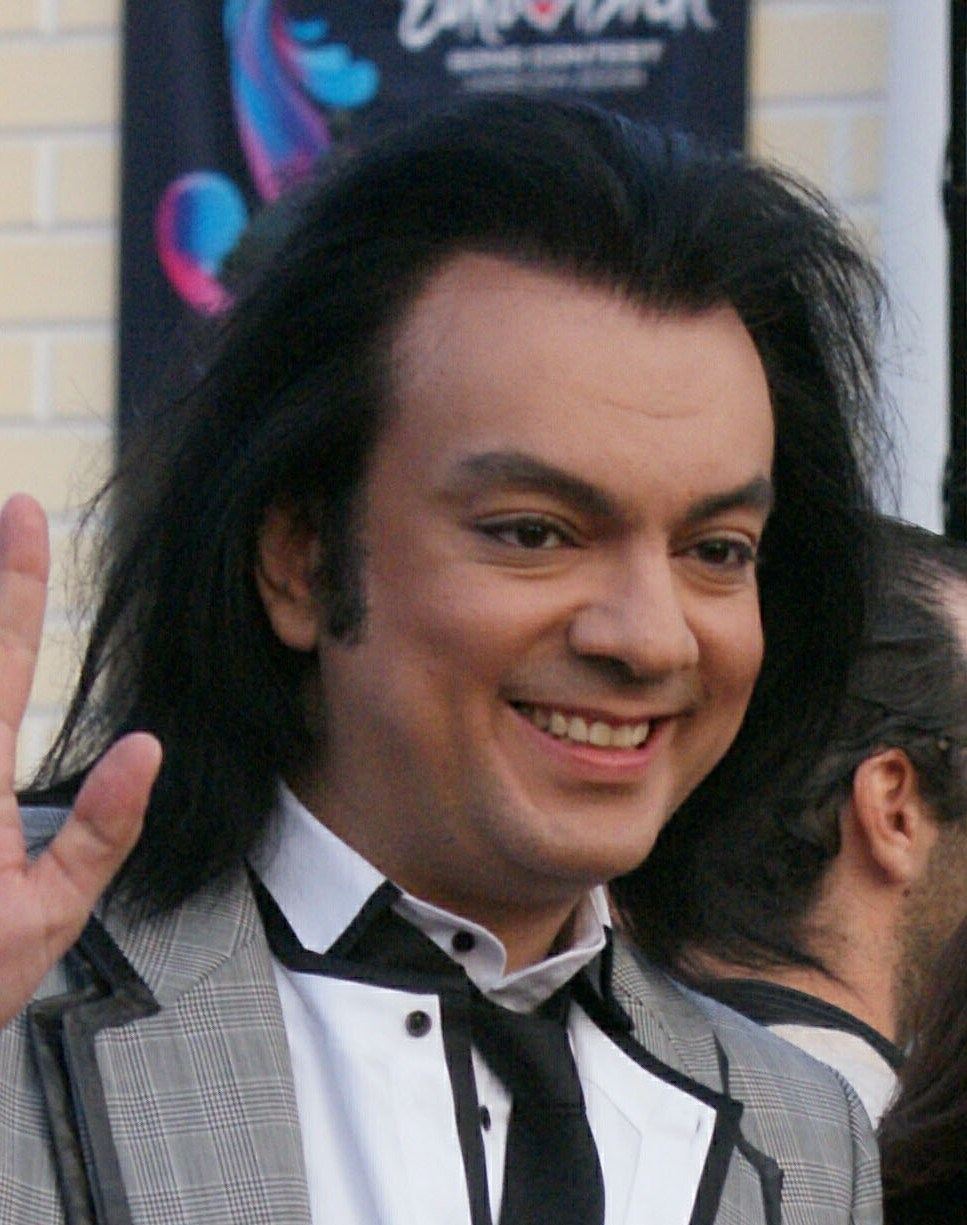
Ф. Б. Киркоров

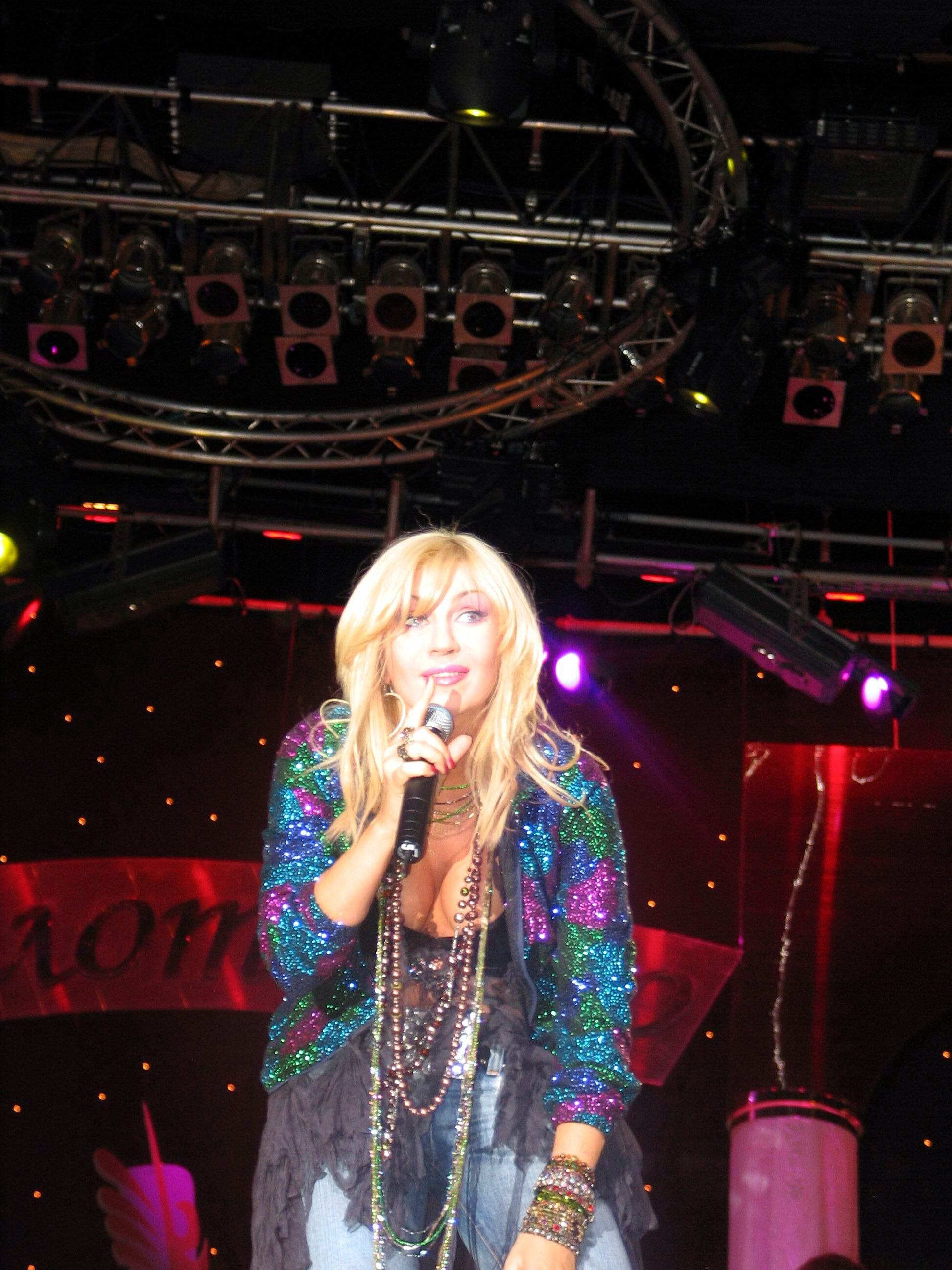
И. Н. Билык

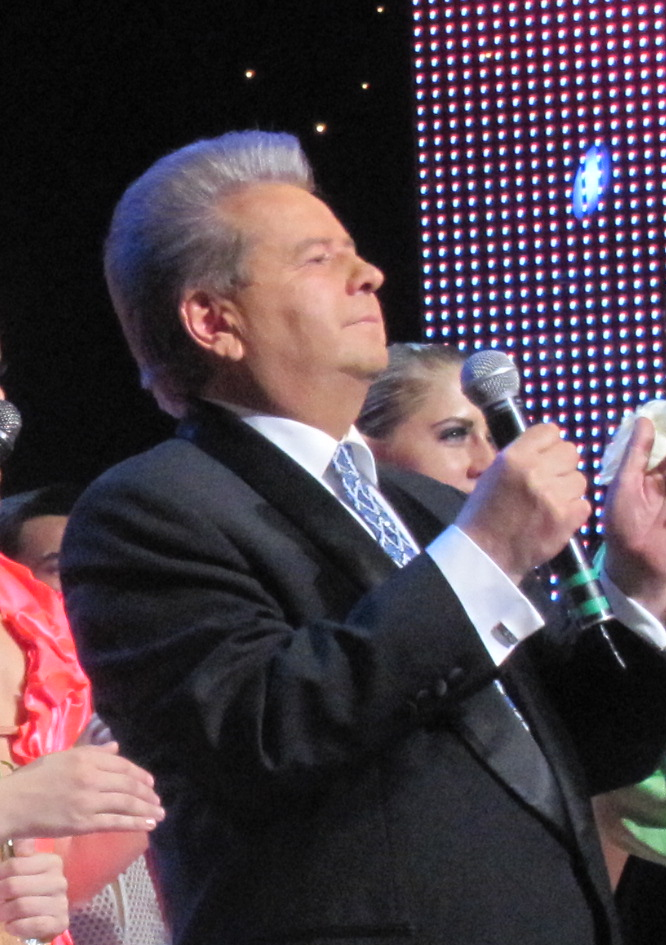
М. М. Поплавский

#### 17 января 2008 года, № 32/2008
1. Штонда, Тарас Борисович — солист оперы Национального академического театра оперы и балета Украины имени Т. Г. Шевченко, г. Киев[256]

#### 28 февраля 2008 года, № 170/2008
1. Хохлаткина, Елена Анатольевна — артистка; работник коммунального театрально-зрелищного предприятия «Донецкий областной академический украинский музыкально-драматический театр»[257]

#### 3 марта 2008 года, № 185/2008
1. Никончук, Людмила Васильевна — артистка Национального академического украинского драматического театра имени Марии Заньковецкой, г. Львов[258]
2. Равицкая, Ольга Васильевна[укр.] — артистка Одесского академического украинского музыкально-драматического театра имени В. С. Василько[258]

#### 17 марта 2008 года, № 229/2008
1. Ефименко, Виталий Демьянович[укр.] — художественный руководитель Киевского вокально-хореографического ансамбля «Украиночка»[259]

#### 27 марта 2008 года, № 269/2008
1. Горянский, Владимир Викторович — артист Киевского академического театра драмы и комедии на левом берегу Днепра[260]
2. Легин, Валерий Петрович — артист театрально-зрелищного учреждения культуры «Киевский академический Молодой театр»[260]
3. Соловьяненко, Анатолий Анатольевич — режиссёр-постановщик Национального академического театра оперы и балета Украины имени Т. Г. Шевченко, г. Киев[260]
4. Шулаков, Виктор Александрович — артист театра, доцент Киевского национального государственного университета театра и телевидения имени И. К. Карпенко-Карого[260]

#### 11 апреля 2008 года, № 330/2008
1. Чайка, Владимира Павловна — профессор Львовской государственной музыкальной академии имени Н. В. Лысенко[261]

#### 29 мая 2008 года, № 482/2008
1. Куек, Каролина Мирославовна (Ани Лорак) — певица, г. Киев[262]

#### 29 мая 2008 года, № 483/2008
1. Киркоров, Филипп Бедросович — певец, г. Москва, Российская Федерация[263]

#### 3 июля 2008 года, № 615/2008
1. Реца, Валентина Николаевна — артистка (Национальный академический театр оперы и балета Украины имени Т. Г. Шевченко)[264]

#### 19 августа 2008 года, № 726/2008
1. Билык, Ирина Николаевна — певица; город Киев[265]
2. Данилко, Андрей Михайлович — артист общества "Театр «Данилко»; город Киев[265]
3. Дядюра, Николай Владимирович — главный дирижёр симфонического оркестра Национальной филармонии Украины; город Киев[265]
4. Крищенко, Вадим Дмитриевич — поэт-песенник; город Киев[265]
5. Малахов, Виталий Ефимович — художественный руководитель — директор театрально-зрелищного заведения культуры «Киевский академический драматический театр на Подоле»; город Киев[265]
6. Поплавский, Михаил Михайлович — главный режиссёр детской телевизионной программы «Шаг к звёздам»; город Киев[265]
7. Стебельская, Кристина Любомировна[укр.] — обозреватель творческого объединения общественно-политических программ Национальной телекомпании Украины; город Киев[265]
8. Шилова, Инесса Владимировна[укр.] — профессор Национальной музыкальной академии Украины имени П. И. Чайковского; город Киев[265]

#### 10 сентября 2008 года, № 821/2008
1. Ефименко, Людмила Филипповна — артистка кино, г. Киев[266]
2. Янчук, Александр (Олесь) Спиридонович — кинорежиссёр-постановщик государственного предприятия «Национальная киностудия художественных фильмов имени Александра Довженко», г. Киев[266]

#### 17 сентября 2008 года, № 840/2008
1. Коваль, Наталья Эдуардовна — артистка Луганского областного академического украинского музыкально-драматического театра; работник предприятий, учреждений организаций Луганской области[267]

#### 1 октября 2008 года, № 887/2008
1. Солтис, Ярослав Андреевич[укр.] — солист-вокалист заслуженного академического Буковинского ансамбля песни и танца Черновицкой областной филармонии; работник предприятий, учреждений и организаций города Черновцы[268]

#### 14 октября 2008 года, № 930/2008
1. Сардаковский, Николай Николаевич — артист; работник Винницкого областного Украинского академического музыкально-драматического театра имени Н. К. Садовского[269]

#### 6 ноября 2008 года, № 1001/2008
1. Гринькив, Роман Дмитриевич — бандурист, г. Киев[270]
2. Нечепа, Василий Григорьевич — кобзарь-лирник, старший научный сотрудник отдела культуры Научно-исследовательского института украиноведения, г. Киев[270]

#### 10 ноября 2008 года, № 1028/2008
1. Танюк, Леонид (Лесь) Степанович — председатель Национального союза театральных деятелей Украины, г. Киев[271]

#### 12 ноября 2008 года, № 1031/2008
1. Коринец, Зиновий Михайлович[укр.] — главный режиссёр; работник Государственного заслуженного академического украинского народного хора имени Г. Г. Верёвки, г. Киев[272]

#### 13 ноября 2008 года, № 1041/2008
1. Бокоч, Василий Андреевич — артист-вокалист Национальной радиокомпании Украины, г. Киев[273]

#### 13 ноября 2008 года, № 1040/2008
1. Кубанцев, Анатолий Иванович — артист; работник Харьковского академического русского драматического театра имени А. С. Пушкина[274]

#### 21 ноября 2008 года, № 1061/2008
1. Буковский, Сергей Анатольевич — кинорежиссёр общества «Листопад Фильм», г. Киев[275]
2. Романюк, Анатолий Иванович — артист Волынского академического областного украинского музыкально-драматического театра имени Т. Г. Шевченко[275]

#### 3 декабря 2008 года, № 1132/2008
1. Измайлова, Наталия Васильевна — артистка; работник Национального заслуженного академического симфонического оркестра Украины, г. Киев[276]
2. Сиренко, Владимир Фёдорович — художественный руководитель; работник Национального заслуженного академического симфонического оркестра Украины, г. Киев[276]

#### 3 декабря 2008 года, № 1141/2008
1. Кудряшов, Олег Сергеевич — профессор кафедры духовых инструментов; работник Национальной музыкальной академии Украины имени П. И. Чайковского, г. Киев[277]
2. Рожок, Владимир Иванович — ректор; работник Национальной музыкальной академии Украины имени П. И. Чайковского, г. Киев[277]

#### 8 декабря 2008 года, № 1146/2008
1. Мужук, Леонид Петрович — кинорежиссёр, член центрального правления, г. Киев; активист Всеукраинского общества «Просвита» имени Тараса Шевченко[278]

#### 19 декабря 2008 года, № 1185/2008
1. Богомаз, Владимир Иванович[укр.] — артист театрально-зрелищного учреждения культуры «Киевский академический театр оперетты»[279]
2. Вовкун, Лидия Сергеевна[укр.] — артистка театрально-зрелищного заведения культуры «Киевский академический Молодой театр»[279]
3. Моисеев, Станислав Анатольевич — художественный руководитель — директор театрально-зрелищного учреждения культуры «Киевский академический Молодой театр»[279]

### 2009 год (70 человек)

#### 16 января 2009 года, № 26/2009
1. Абазопуло, Владимир Константинович — артист государственного предприятия «Национальная киностудия художественных фильмов имени Александра Довженко», г. Киев[280]
2. Бурмака, Мария Викторовна — певица, г. Киев[280]
3. Магера, Сергей Игоревич — солист оперы Национального академического театра оперы и балета Украины имени Т. Г. Шевченко, г. Киев[280]
4. Сумская, Ольга Вячеславовна — артистка театра и кино, г. Киев[280]
5. Ступка, Остап Богданович — артист Национального академического драматического театра имени Ивана Франко, г. Киев[280]

#### 5 марта 2009 года, № 121/2009
1. Колодуб, Жанна Ефимовна — композитор, профессор кафедры Национальной музыкальной академии Украины имени П. И. Чайковского, г. Киев[281]
2. Нижерадзе, Нина Георгиевна — артистка Национального академического театра русской драмы имени Леси Украинки, г. Киев[281]
3. Оганезова-Григоренко, Ольга Вадимовна[укр.] — солистка-вокалистка Одесского академического театра музыкальной комедии имени М. Водяного[281]

#### 17 марта 2009 года, № 164/2009
1. Буркацкая, Татьяна Викторовна[укр.] — артистка вокального дуэта «Доля», г. Одесса[282]
2. Стадниченко, Лариса Леонидовна[укр.] — артистка вокального дуэта «Доля», г. Одесса[282]

#### 20 марта 2009 года, № 175/2009
1. Баклан, Алексей Фёдорович[укр.] — дирижёр Национального академического театра оперы и балета Украины имени Т. Г. Шевченко, г. Киев[283]
2. Василенко, Василий Яковлевич — главный дирижёр Донецкого академического государственного театра оперы и балета имени А. Б. Соловьяненко[283]
3. Завгородняя, Наталья Ивановна[укр.] — солистка-вокалистка Одесского академического театра музыкальной комедии имени М. Водяного[283]
4. Серебрякова, Евгения Климовна — артистка Сумского областного театра драмы и музыкальной комедии имени М. С. Щепкина[283]
5. Сикало, Юрий Иванович[укр.] — главный режиссёр Киевского академического театра кукол[283]
6. Чечот, Василий Ефимович — артист Днепропетровского украинского музыкально-драматического театра имени Т. Г. Шевченко[283]
7. Шумейко, Григорий Григорьевич — артист Национального академического украинского драматического театра имени Марии Заньковецкой, г. Львов[283]

#### 23 апреля 2009 года, № 262/2009
1. Драпак, Григорий Миронович[укр.] — артист разговорного жанра, г. Тернополь[284]

#### 5 мая 2009 года, № 290/2009
1. Колобич, Зенон Фёдорович[укр.] — художественный руководитель и главный балетмейстер народного ансамбля танца «Горицвет» Львовского национального медицинского университета имени Данила Галицкого; работник предприятий, учреждений и организаций города Львова[285]
2. Юхницкий, Януш Владимирович[укр.] — артист Национального академического украинского драматического театра имени Марии Заньковецкой; работник предприятий, учреждений и организаций города Львова[285]

#### 26 мая 2009 года, № 351/2009
1. Курилюк, Иван Васильевич — заместитель директора по концертной работе Ивано-Франковской областной филармонии, главный балетмейстер Государственного академического Гуцульского ансамбля песни и танца; работник культуры и искусства Ивано-Франковской области[286]
2. Родь, Владимир Иванович — артист Ивано-Франковского академического областного украинского музыкально-драматического театра имени Ивана Франко; работник культуры и искусства Ивано-Франковской области[286]

#### 28 мая 2009 года, № 374/2009
1. Калиновская, Ирина Николаевна — артистка Национального дома органной и камерной музыки Украины; работник предприятий, учреждений, организаций города Киева[287]

#### 22 июня 2009 года, № 468/2009
1. Гизимчук, Елена Александровна — артистка-вокалистка; артист трио бандуристок профессионального театра-студии Дворца студентов Национальной Юридической академии Украины имени Ярослава Мудрого, г. Харьков[288]
2. Мелихова, Юлия Анатольевна — артистка-вокалистка; артист трио бандуристок профессионального театра-студии Дворца студентов Национальной Юридической академии Украины имени Ярослава Мудрого, г. Харьков[288]
3. Слюсаренко, Татьяна Александровна — артистка-вокалистка; артист трио бандуристок профессионального театра-студии Дворца студентов Национальной Юридической академии Украины имени Ярослава Мудрого, г. Харьков[288]

#### 21 июля 2009 года, № 563/2009
1. Ривняк, Ярослава Григорьевна — преподаватель-методист; работник Киевской средней специализированной музыкальной школы-интерната имени Н. В. Лысенко[289]

#### 18 августа 2009 года, № 619/2009
1. Верес, Андрей Николаевич — художественный руководитель ансамбля «Казацкие забавы», заместитель директора Украинского академического фольклорно-этнографического ансамбля «Калина»; город Киев[290]
2. Литвинов, Виктор Владимирович — балетмейстер-постановщик Национального академического театра оперы и балета Украины имени Т. Г. Шевченко; город Киев[290]
3. Бойко, Пётр Адольфович[укр.] — директор Винницкого городского центра художественно-хореографического образования детей и юношества «Барвинок»; Винницкая область[290]
4. Ривец, Товий Михайлович — художественный руководитель камерного оркестра «Кантабиле» Волынской областной филармонии; Волынская область[290]
5. Бакум, Юрий Павлович — артист коммунального заведения «Запорожский академический областной украинский музыкально-драматический театр имени В. Г. Магара»; Запорожская область[290]
6. Баран, Тарас Михайлович[укр.] — профессор Львовской национальной музыкальной академии имени Н. В. Лысенко; Львовская область[290]
7. Барский, Борис Владимирович — артист общества "Комик-труппа «Маски», г. Одесса; Одесская область[290]
8. Делиев, Георгий Викторович — художественный руководитель, артист общества "Комик-труппа «Маски», г. Одесса; Одесская область[290]

#### 18 августа 2009 года, № 620/2009
1. Тринько, Ольга Ивановна — главный музыкальный редактор государственного предприятия "Национальный дворец искусств «Украина»[291]

#### 28 августа 2009 года, № 688/2009
1. Басаргина, Елена Георгиевна — артистка-вокалистка Крымской филармонии, г. Симферополь; работник культуры и искусств Автономной Республики Крым[292]
2. Семёнова, Марина Викторовна — артистка-вокалистка Ялтинского отделения Крымской филармонии; работник культуры и искусств Автономной Республики Крым[292]
3. Измайлов, Энвер Серверович — артист-гитарист, пгт Фонтаны, Симферопольский район; работник культуры и искусств Автономной Республики Крым[292]

#### 2 сентября 2009 года, № 701/2009
1. Марущак, Виктор Семёнович — художественный руководитель заслуженного ансамбля танца Украины «Полесянка», г. Ровно; работник культуры и искусств Ровненской области[293]
2. Мельничук, Святослав Филимонович — профессор кафедры народных инструментов Института искусств Ровенского государственного гуманитарного университета; работник культуры и искусств Ровненской области[293]

#### 4 сентября 2009 года, № 708/2009
1. Ясиновская, Мария Ивановна — солистка-вокалистка Хмельницкой областной филармонии; работник культуры и искусств Хмельницкой области[294]

#### 14 сентября 2009 года, № 738/2009
1. Скакун, Виталий Михайлович — главный дирижёр оркестра Полтавского академического областного украинского музыкально-драматического театра имени Н. В. Гоголя; работник культуры и искусств Полтавской области[295]

#### 28 сентября 2009 года, № 774/2009
1. Птушкин, Владимир Михайлович — композитор, г. Харьков; работник культуры и искусств Харьковской области[296]
2. Чемеровский, Ефим Аронович — главный режиссёр Харьковского камерного театра; работник культуры и искусств Харьковской области[296]

#### 2 октября 2009 года, № 793/2009
1. Галл-Савальская, Елена Игоревна[укр.] — артистка Херсонского областного академического музыкально-драматического театра имени Н. Кулиша; работник культуры и искусств Херсонской области[297]
2. Чуприна, Борис Владимирович — главный режиссёр Херсонского областного театра кукол; работник культуры и искусств Херсонской области[297]

#### 27 октября 2009 года, № 866/2009
1. Бурко, Сергей Иванович[укр.] — художественный руководитель — главный дирижёр академического камерного оркестра «Виртуозы Львова»; работник культуры и искусств Львовской области[298]
2. Кацал, Николай Лукич — художественный руководитель Львовской государственной мужской хоровой капеллы «Дударик»; работник культуры и искусств Львовской области[298]
3. Юзюк, Иван Семёнович[укр.] — профессор Львовской национальной музыкальной академии имени Н. В. Лысенко; работник культуры и искусств Львовской области[298]

#### 29 октября 2009 года, № 875/2009
1. Аббасов, Гурбанали Гасан-оглы[укр.] — руководитель и солист ансамбля «Азербайджан», г. Киев[299]

#### 29 октября 2009 года, № 877/2009
1. Берсон, Николай Семёнович — директор — художественный руководитель Николаевского академического украинского театра драмы и музыкальной комедии; работник культуры и искусств Николаевской области[300]

#### 24 ноября 2009 года, № 957/2009
1. Тезиков, Борис Борисович — директор — художественный руководитель; работник Симферопольского государственного цирка имени Б. Тезикова, Автономная Республика Крым[301]

#### 24 ноября 2009 года, № 958/2009
1. Роговец, Лариса Викторовна — солистка-вокалистка Черниговского областного филармонического центра фестивалей и концертных программ; работник культуры и искусств Черниговской области[302]

#### 24 ноября 2009 года, № 959/2009
1. Гаркуша, Владимир Григорьевич — главный дирижёр Днепропетровского академического театра оперы и балета; работник культуры и искусств Днепропетровской области[303]
2. Крачковский, Василий Иосифович — артист Днепропетровского академического украинского музыкально-драматического театра имени Т. Г. Шевченко; работник культуры и искусств Днепропетровской области[303]

#### 30 ноября 2009 года, № 977/2009
1. Ширинский, Харис Ганеевич — солист-вокалист Херсонской областной филармонии[304]

#### 30 ноября 2009 года, № 984/2009
1. Берлинский, Юрий Григорьевич — артист; работник Черкасского областного украинского музыкально-драматического театра имени Т. Г. Шевченко[305]

#### 1 декабря 2009 года, № 996/2009
1. Дашковский, Владимир Анатольевич[укр.] — начальник центра —художественный руководитель военно-музыкального центра Сухопутных войск Вооружённых Сил Украины, подполковник[306]
2. Сас, Василий Михайлович — солист-вокалист Заслуженного академического Ансамбля песни и танца Вооружённых Сил Украины[306]

#### 3 декабря 2009 года, № 1001/2009
1. Личенко, Александр Валентинович — композитор-аранжировщик, г. Киев; работник предприятий, учреждений и организаций Львовской области[307]

#### 8 декабря 2009 года, № 1019/2009
1. Петрив, Владимир Юлианович — директор — художественный руководитель, артист драмы коммунального заведения «Ровенский областной академический украинский музыкально-драматический театр»; работник Ровненской области[308]

#### 11 декабря 2009 года, № 1032/2009
1. Мосийчук, Олег Петрович — режиссёр Тернопольского академического областного украинского драматического театра имени Т. Г. Шевченко; работник культуры и искусств Тернопольской области[309]

#### 14 декабря 2009 года, № 1050/2009
1. Горобец, Татьяна Кондратьевна — солистка-вокалистка концертно-творческой организации «Киевщина»; работник культуры и искусств города Киева[310]
2. Кимберская, Валентина Григорьевна — художественный руководитель — директор театрально-зрелищного учреждения культуры «Украинский малый драматический театр»; работник культуры и искусств города Киева[310]
3. Клищевская, Ирина Яковлевна[укр.] — директор — художественный руководитель театрально-зрелищного учреждения культуры "Киевский академический театр «Колесо»; работник культуры и искусств города Киева[310]

#### 16 декабря 2009 года, № 1066/2009
1. Рожков, Валентин Фёдорович — артист-вокалист; работник Киевского академического театра оперетты[311]

#### 16 декабря 2009 года, № 1067/2009
1. Гирич, Виктор Сергеевич[укр.] — художественный руководитель; работник Киевского академического театра юного зрителя на Липках[312]

#### 25 декабря 2009 года, № 1098/2009
1. Перета, Тереза Семёновна[укр.] — артистка; работник Ивано-Франковского академического областного украинского музыкально-драматического театра имени Ивана Франко[313]

#### 25 декабря 2009 года, № 1100/2009
1. Чуфус, Богдан Дмитриевич[укр.] — ведущий программ редакции Одесской областной государственной телерадиокомпании[314]

## 2010-е годы (252 человека)

### 2010 год (29 человек)

#### 20 января 2010 года, № 53/2010
1. Абаджян, Гаррий Артушевич — художественный руководитель молодёжного академического симфонического оркестра «Слобожанский», г. Харьков[315]
2. Бабич, Татьяна Васильевна — артистка песенного дуэта «Татьяна + Андрей», г. Днепропетровск[315]
3. Бабич, Андрей Фёдорович — артист песенного дуэта «Татьяна + Андрей», г. Днепропетровск[315]
4. Бенч, Ольга Григорьевна — дирижёр, заместитель Министра культуры и туризма Украины, г. Киев[315]
5. Зелизная, Дарья Ивановна[укр.] — артистка Национального академического украинского драматического театра имени Марии Заньковецкой, г. Львов[315]
6. Маломуж, Татьяна Антоновна — руководитель трио бандуристок академического оркестра народной и популярной музыки Национальной радиокомпании Украины, г. Киев[315]
7. Попова, Алла Борисовна[укр.] — солистка-вокалистка творческого союза «Ассоциация деятелей эстрадного искусства Украины», г. Киев[315]
8. Потапов, Валентин Александрович — артист симфонического оркестра Национального академического театра оперы и балета Украины имени Т. Г. Шевченко, г. Киев[315]
9. Яциняк, Василий Илькович — директор — художественный руководитель Галицкого камерного хора, г. Львов[315]

#### 27 января 2010 года, № 71/2010
1. Дудник, Валерий Николаевич — артист; работник Национального академического драматического театра имени Ивана Франко, г. Киев[316]
2. Мазур, Василий Степанович — артист; работник Национального академического драматического театра имени Ивана Франко, г. Киев[316]
3. Петухов, Алексей Васильевич — артист; работник Национального академического драматического театра имени Ивана Франко, г. Киев[316]

#### 29 января 2010 года, № 80/2010
1. Черкасский, Давид Янович — режиссёр; художник украинской анимации (Украинская киностудия анимационных фильмов, г. Киев)[317]

#### 8 февраля 2010 года, № 128/2010
1. Клименко, Иван Филиппович — артист Черкасского академического областного украинского музыкально-драматического театра Имени Т. Г. Шевченко[318]
2. Муца, Ярослав Васильевич — артист Национального академического украинского драматического театра имени Марии Заньковецкой, г. Львов[318]
3. Чапкис, Григорий Николаевич — балетмейстер, г. Киев[318]
4. Шуневич, Марьян Васильевич — солист Львовской областной филармонии[318]

#### 23 марта 2010 года, № 439/2010
1. Барановская, Елена Геннадьевна — солистка балета Одесского национального академического театра оперы и балета[319]
2. Витченко, Светлана Трофимовна — артистка Луганского областного русского драматического театра[319]

#### 27 марта 2010 года, № 455/2010
1. Баша, Василий Васильевич — артист; работник Национального академического драматического театра имени Ивана Франко, г. Киев[320]

#### 5 августа 2010 года, № 798/2010
1. Чеботов, Павел Николаевич — художественный руководитель, дирижёр академического камерного оркестра Черновицкой областной филармонии; работник предприятий, учреждений и организаций Черновицкой области[321]

#### 20 августа 2010 года, № 829/2010
1. Бондаренко, Александр Викторович — артист Национального академического театра русской драмы имени Леси Украинки, г. Киев[322]
2. Марцинкивский, Олег Александрович[укр.] — солист-вокалист, руководитель музыкальной студии «О. Марцинковский», г. Киев[322]
3. Недельская-Табачник, Татьяна Владимировна — артистка, солистка-вокалистка, г. Киев[322]
4. Полубоярцев, Владимир Кириллович — режиссёр-постановщик коммунального предприятия «Криворожский городской театр драмы и музыкальной комедии имени Тараса Шевченко», Днепропетровская область[322]
5. Середенко, Анна Михайловна — доцент Национальной музыкальной академии Украины имени П. И. Чайковского, г. Киев[322]
6. Ткаченко, Евгений Романович — главный режиссёр Луганского академического областного театра кукол[322]

#### 16 сентября 2010 года, № 909/2010
1. Дзюба, Олег Андреевич — солист-вокалист коммунального предприятия «Харьковская областная филармония»; работник предприятий, учреждений и организаций Харьковской области[323]

#### 15 октября 2010 года, № 960/2010
1. Савчук, Людмила Юрьевна — солистка оперы; работник Львовского национального академического театра оперы и балета имени Соломии Крушельницкой[324]

### 2011 год (27 человек)

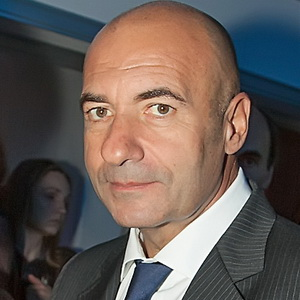
И. Крутой

1. Чайка, Юрий Викторович — председатель Днепропетровского межобластного отделения Национального Союза театральных деятелей Украины[источник не указан 1394 дня]

#### 23 марта 2011 года, № 331/2011
1. Градовский, Юрий Григорьевич[укр.] — художественный руководитель вокально-инструментального ансамбля «Древляне», г. Житомир[325]
2. Комарук, Зоя Васильевна — солистка-вокалистка камерного оркестра «Кантабиле» Волынской областной филармонии[325]

#### 24 марта 2011 года, № 339/2011
1. Мельничук, Лина Тимофеевна — ведущий мастер сцены коммунального учреждения «Ровенский областной академический украинский музыкально-драматический театр»[326]
2. Навротский, Василий Всеволодович — художественный руководитель Одесского национального академического театра оперы и балета[326]
3. Пазич, Майя Павловна[укр.] — актриса Киевского академического театра юного зрителя на Липках[326]
4. Савченко, Дмитрий Витальевич — артист драмы Национального академического театра русской драмы имени Леси Украинки, г. Киев[326]
5. Цибульский, Адам Николаевич[укр.] — артист Львовского академического областного музыкально-драматического театра имени Юрия Дрогобыча[326]

#### 24 июня 2011 года, № 708/2011
1. Бутковский, Николай Ефимович[укр.] — артист-вокалист, ведущий мастер сцены Киевского национального академического театра оперетты[327]
2. Кульчицкая, Ольга Валерьевна — артистка Национального академического театра русской драмы имени Леси Украинки, г. Киев[327]
3. Лелеко, Наталья Витальевна[укр.] — солистка-вокалистка Херсонской областной филармонии[327]
4. Ясько, Алексей Андреевич — солист-инструменталист, концертмейстер Национального ансамбля солистов «Киевская камерата», г. Киев[327]

#### 23 августа 2011 года, № 844/2011
1. Крутой, Игорь Яковлевич — композитор, продюсер, Российская Федерация[328]

#### 23 августа 2011 года, № 845/2011
1. Кириченко, Юрий Николаевич — скрипач, концертмейстер академического симфонического оркестра Луганской областной филармонии[329]
2. Кильчицкая, Тамара Дмитриевна — актриса, ведущий мастер сцены Черновицкого академического областного музыкально-драматического театра имени Ольги Кобылянской[329]
3. Лемешка, Ярослав Петрович — солист-вокалист, ведущий мастер сцены, директор Тернопольской областной филармонии[329]
4. Пекун, Оксана Александровна[укр.] — ведущая программы творческого объединения музыкальных программ Национальной телекомпании Украины, г. Киев[329]
5. Слободенко, Олег Анатольевич[укр.] — композитор, певец, г. Киев[329]
6. Треповский, Олег Борисович — артист Национального академического театра русской драмы имени Леси Украинки, г. Киев[329]
7. Фарина, Наталья Петровна[укр.] — солистка-вокалистка Ровенской областной филармонии[329]
8. Хоменко, Наталья Сергеевна — солистка-вокалистка Полтавской областной филармонии[329]
9. Хорунжий, Владимир Петрович — ведущий мастер сцены Сумского областного театра для детей и юношества[329]

#### 25 ноября 2011 года, № 1075/2011
1. Доля, Наталья Константиновна — актриса; работник Национального академического театра русской драмы имени Леси Украинки, г. Киев[330]
2. Кашликов, Кирилл Григорьевич — актёр; работник Национального академического театра русской драмы имени Леси Украинки, г. Киев[330]

#### 1 декабря 2011 года, № 1094/2011
1. Голякова, Татьяна Фёдоровна — артистка балета — ведущий мастер сцены Национального академического театра оперы и балета Украины имени Т. Г. Шевченко, г. Киев[331]
2. Кучер, Иван Иосифович — артист — солист — инструменталист квартета имени Николая Лысенко Национального дома органной и камерной музыки Украины, г. Киев[331]
3. Черказова, Евгения Ивановна — артистка камерного квартета «Источник» Национальной филармонии Украины, г. Киев[331]

#### 15 декабря 2011 года, № 1126/2011
1. Морозов, Александр Иванович — артист; работник Луганского областного академического украинского музыкально-драматического театра[332]

### 2012 год (9 человек)

#### 21 января 2012 года, № 28/2012
1. Борко, Игорь Николаевич[укр.] — солист оперы — ведущий мастер сцены Национального академического театра оперы и балета Украины имени Т. Г. Шевченко, г. Киев[333]

#### 23 февраля 2012 года, № 139/2012
1. Дудка, Анатолий Свиридович — ведущий мастер сцены Днепропетровского академического театра русской драмы имени М. Горького[334]

#### 6 марта 2012 года, № 180/2012
1. Захарченко, Анна Яношивна[укр.] — солистка Национальной филармонии Украины, г. Киев[335]

#### 27 марта 2012 года, № 216/2012
1. Бровун, Марк Матвеевич — художественный руководитель Донецкого национального академического украинского музыкально-драматического театра[336]
2. Шиманский, Александр Георгиевич[укр.] — артист Ивано-Франковского академического областного украинского музыкально-драматического театра имени Ивана Франко[336]

#### 24 августа 2012 года, № 500/2012
1. Самофалов, Вячеслав Михайлович[укр.] — солист-инструменталист Национальной филармонии Украины, г. Киев[337]
2. Туриянская, Оксана Ивановна[укр.] — артистка, ведущий мастер сцены коммунального заведения «Запорожский академический областной украинский музыкально-драматический театр имени В. Г. Магара»[337]
3. Швачка, Анжелина Алексеевна — солистка оперы — ведущий мастер сцены Национального академического театра оперы и балета Украины имени Т. Г. Шевченко, г. Киев[337]

#### 20 сентября 2012 года, № 554/2012
1. Губанов, Виктор Анатольевич[укр.] — солист трио баянистов «Гармония», г. Житомир[338]

### 2013 год (10 человек)

#### 27 марта 2013 года, № 163/2013
1. Бонковская, Александра Богдановна[укр.] — артистка Национального академического украинского драматического театра имени Марии Заньковецкой, г. Львов[339]

#### 4 апреля 2013 года, № 196/2013
1. Резник, Илья Рахмиэлевич — поэт, Российская Федерация[340]

#### 18 мая 2013 года, № 284/2013
1. Бурый, Валентин Дмитриевич — ведущий мастер сцены Сумского областного театра для детей и юношества[341]

#### 27 июня 2013 года, № 355/2013
1. Гаврилюк, Олег Григорьевич — композитор, исполнитель, поэт, г. Киев[342]
2. Эрл, Хобарт — главный дирижёр и художественный руководитель Национального одесского филармонического оркестра[342]

#### 24 августа 2013 года, № 448/2013
1. Романенко, Андрей Викторович — солист оперы — ведущий мастер сцены Национального академического театра оперы и балета Украины имени Т. Г. Шевченко, г. Киев[343]
2. Судак, Валентин Иванович[укр.] — артист драмы Черниговского областного академического украинского музыкально-драматического театра имени Т. Г. Шевченко[343]

#### 27 сентября 2013 года, № 534/2013
1. Стаховская, Елена Владимировна[укр.] — исполняющая обязанности профессора кафедры сольного пения, солистка-вокалистка Одесской областной филармонии[344]

#### 30 ноября 2013 года, № 655/2013
1. Броневой, Леонид Сергеевич — актёр театра и кино, г. Москва[345]
2. Козачек, Андрей Николаевич[укр.] — дирижёр Национальной заслуженной капеллы бандуристов Украины имени Г. И. Майбороды, г. Киев[345]

### 2014 год (12 человек)

#### 23 августа 2014 года, № 676/2014
1. Завгородний, Николай Владимирович[укр.] — солист-вокалист Одесского академического театра музыкальной комедии имени М. Водяного[346]
2. Стахов, Остап Николаевич — бандурист, г. Львов[346]
3. Ященко, Анатолий Фёдорович[укр.] — ведущий мастер сцены театрально-зрелищного учреждения культуры «Киевский академический театр драмы и комедии на левом берегу Днепра»[346]

#### 21 октября 2014 года, № 818/2014
1. Сомов, Лев Николаевич — актёр Киевского академического театра драмы и комедии на левом берегу Днепра, г. Киев; работник предприятий, учреждений, организаций[347]
2. Фуштей, Ирина Ярославовна — артистка-вокалистка хора Ивано-Франковского национального академического Гуцульского ансамбля песни и танца «Гуцулия»; работник предприятий, учреждений, организаций[347]

#### 7 ноября 2014 года, № 856/2014
1. Алдошин, Виктор Павлович — актёр государственного предприятия «Национальный академический театр русской драмы имени Леси Украинки», г. Киев[348]
2. Лихач, Олег Николаевич[укр.] — ведущий солист оперы Львовского национального академического театра оперы и балета имени Соломии Крушельницкой[348]

#### 2 декабря 2014 года, № 904/2014
1. Осиик, Ольга Терентьевна[укр.] — артистка драмы Волынского академического областного украинского музыкально-драматического театра имени Т. Г. Шевченко; работник предприятий, учреждений, организаций Волынской области[349]

#### 17 декабря 2014 года, № 938/2014
1. Бельская, Людмила Васильевна[укр.] — артистка-вокалистка, ведущий мастер сцены; работник театрально-зрелищного учреждения культуры «Киевский национальный академический театр оперетты»[350]
2. Бондаренко, Сергей Григорьевич[укр.] — артист-вокалист, ведущий мастер сцены; работник театрально-зрелищного учреждения культуры «Киевский национальный академический театр оперетты»[350]
3. Лапина, Ирина Ивановна[укр.] — артистка-вокалистка, ведущий мастер сцены; работник театрально-зрелищного учреждения культуры «Киевский национальный академический театр оперетты»[350]

#### 26 декабря 2014 года, № 956/2014
1. Добряк-Готвянская, Жанна Владимировна[укр.] — ведущий мастер сцены; работник Ивано-Франковского академического областного украинского музыкально-драматического театра имени Ивана Франко[351]

### 2015 год (38 человек)

#### 22 января 2015 года, № 27/2015
1. Лемишка, Наталья Васильевна — ведущий мастер сцены коммунального учреждения Тернопольского областного совета «Тернопольский академический областной украинский драматический театр имени Т. Г. Шевченко»[352]
2. Струтинский, Богдан Дмитриевич[укр.] — художественный руководитель театрально-зрелищного учреждения культуры «Киевский национальный академический театр оперетты»[352]

#### 6 марта 2015 года, № 126/2015
1. Дьяченко, Лидия Алексеевна[укр.] — ведущий мастер сцены Киевского академического областного музыкально-драматического театра имени П. К. Саксаганского[353]
2. Нагорная, Ольга Васильевна — солистка оперы Национального академического театра оперы и балета Украины имени Т. Г. Шевченко, г. Киев[353]

#### 27 марта 2015 года, № 180/2015
1. Вертинский, Алексей Сергеевич — актёр театрально-зрелищного учреждения культуры «Киевский академический Молодой театр»[354]
2. Замятин, Олег Семёнович — актёр государственного предприятия «Национальный академический театр русской драмы имени Леси Украинки», г. Киев[354]
3. Петрик, Олег Олегович[укр.] — артист балета, ведущий мастер сцены Львовского национального академического театра оперы и балета имени Соломии Крушельницкой[354]
4. Фролова, Виктория Николаевна[укр.] — солистка-вокалистка, ведущий мастер сцены Одесского академического театра музыкальной комедии имени М. Водяного[354]

#### 27 марта 2015 года, № 181/2015
1. Гнатюк, Анатолий Васильевич[укр.] — артист драмы — ведущий мастер сцены; работник Национального академического драматического театра имени Ивана Франко, г. Киев[355]
2. Нищук, Евгений Николаевич — артист драмы — ведущий мастер сцены; работник Национального академического драматического театра имени Ивана Франко, г. Киев[355]
3. Стальчук, Олег Николаевич — артист драмы — ведущий мастер сцены; работник Национального академического драматического театра имени Ивана Франко, г. Киев[355]

#### 27 июня 2015 года, № 367/2015
1. Боровская, Любовь Збигневна[укр.] — артистка Национального академического украинского драматического театра имени Марии Заньковецкой, г. Львов[356]
2. Борсук, Наталья Васильевна[укр.] — художественный руководитель детского народного художественного коллектива "Спортивно-танцевальный ансамбль «Пульс» Центра детского и юношеского творчества «Шевченковец», г. Киев[356]
3. Борута, Ярослав Иосифович — артист-вокалист, композитор, г. Ивано-Франковск[356]
4. Крыжановская, Татьяна Николаевна[укр.] — актриса Черкасского академического областного украинского музыкально-драматического театра имени Т. Г. Шевченко Черкасского областного совета[356]
5. Макаренко, Герман Георгиевич — дирижёр Национального академического театра оперы и балета Украины имени Т. Г. Шевченко[356]
6. Туягин, Владимир Фёдорович[укр.] — балетмейстер-постановщик Национального заслуженного академического ансамбля танца Украины имени Павла Вирского, г. Киев[356]
7. Чирипюк, Дмитрий Иванович[укр.] — режиссёр-постановщик Национального академического драматического театра имени Ивана Франко, г. Киев[356]
8. Швец, Ирина Борисовна[укр.] — солистка Винницкой областной филармонии[356]

#### 21 августа 2015 года, № 491/2015
1. Держипильский, Ростислав Любомирович[укр.] — директор — художественный руководитель Ивано-Франковского академического областного украинского музыкально-драматического театра имени Ивана Франко[357]
2. Ергиев, Иван Дмитриевич — баянист, исполняющий обязанности профессора Одесской национальной музыкальной академии имени А. В. Неждановой[357]
3. Кавацюк, Иван Михайлович[укр.] — солист-инструменталист фольклорного дуэта «Писанка» Черновицкой областной филармонии[357]
4. Мага, Пётр Петрович — режиссёр театра песни Павла Зиброва, г. Киев[357]
5. Москвин, Станислав Константинович[укр.] — актёр государственного предприятия «Национальный академический театр русской драмы имени Леси Украинки», г. Киев[357]
6. Остафийчук, Василий Георгиевич[укр.] — актёр, ведущий мастер сцены Николаевского академического художественного русского драматического театра[357]
7. Руснак, Лариса Емельяновна[укр.] — артистка драмы — ведущий мастер сцены Национального академического драматического театра имени Ивана Франко, г. Киев[357]
8. Савчук, Оксана Васильевна[укр.] — солистка-вокалистка фольклорного дуэта «Писанка» Черновицкой областной филармонии[357]
9. Славинская, Таисия Дмитриевна[укр.] — режиссёр-постановщик Винницкого областного украинского академического музыкально-драматического театра имени Н. К. Садовского[357]
10. Шелепницкая-Говорун, Наталия Михайловна — певица, г. Киев[357]

#### 21 августа 2015 года, № 492/2015
1. Терада, Нобухиро[укр.] — солист Национального академического театра оперы и балета имени Т. Г. Шевченко, художественный руководитель Киевского государственного хореографического училища, Япония[358]

#### 7 октября 2015 года, № 572/2015
1. Чубарева, Ольга Алексеевна[укр.] — солистка-вокалистка Национальной филармонии Украины, г. Киев; работник предприятий, учреждений и организаций[359]

#### 15 октября 2015 года, № 586/2015
1. Жигун, Александр Иванович[укр.] — художественный руководитель и дирижёр хоровой капеллы «Почайна»; работник Национального университета «Киево-Могилянская академия»[360]

#### 9 ноября 2015 года, № 632/2015
1. Борисов, Вадим Валерьевич[укр.] — концертмейстер оркестра (симфонического) Национальной филармонии Украины, г. Киев[361]
2. Ботвинов, Алексей Иванович — солист-инструменталист Одесской областной филармонии[361]
3. Зюзькин, Александр Дмитриевич — художественный руководитель и дирижёр Народной академической хоровой капеллы имени Павла Чубинского и Бориспольского народного муниципального камерного хора управления Бориспольского городского совета, Киевская область[361]
4. Панчук, Пётр Фадеевич — артист драмы — ведущий мастер сцены Национального академического драматического театра имени Ивана Франко, г. Киев[361]
5. Шейко, Владимир Александрович — художественный руководитель, главный дирижёр Заслуженного академического симфонического оркестра Национальной радиокомпании Украины, г. Киев[361]

#### 1 декабря 2015 года, № 670/2015
1. Бужинская, Екатерина Владимировна — солистка-вокалистка творческого союза «Ассоциация деятелей эстрадного искусства Украины», г. Киев[362]

### 2016 год (29 человек)

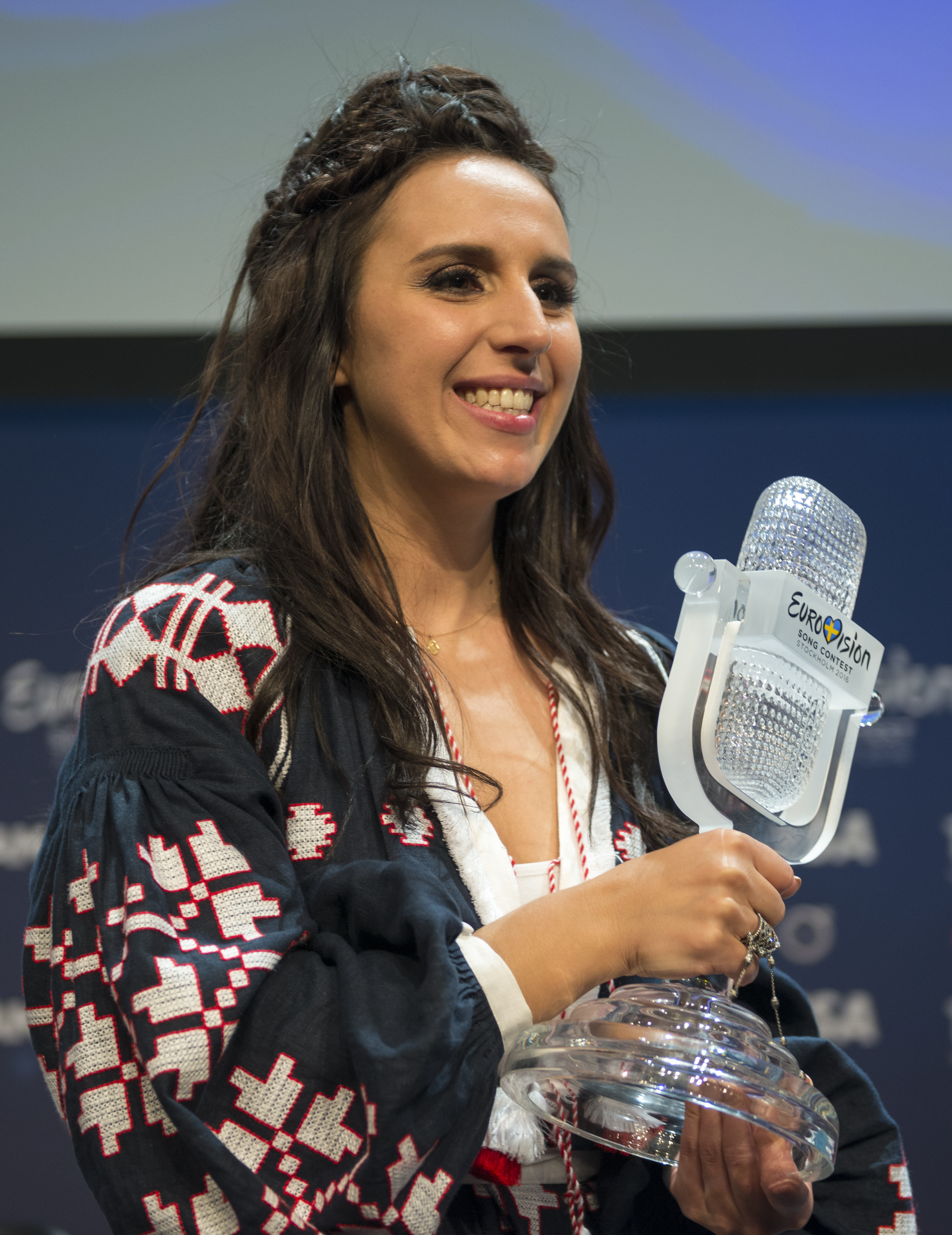
Джамала

#### 22 января 2016 года, № 18/2016
1. Боклан, Станислав Владимирович — актёр театрально-зрелищного учреждения культуры «Киевский академический Молодой театр»[363]
2. Горбунов, Алексей Сергеевич — актёр театра и кино, г. Киев[363]
3. Иванонькив, Богдан Михайлович — главный дирижёр учреждения Тернопольского областного совета «Тернопольская областная филармония»[363]
4. Чайковская, Валерия Викторовна[укр.] — артистка театрально-зрелищного учреждения культуры «Киевский академический театр юного зрителя на Липках»[363]

#### 4 марта 2016 года, № 80/2016
1. Мосийчук, Ярослава Владимировна[укр.] — актриса, ведущий мастер сцены Тернопольского академического областного драматического театра имени Т. Г. Шевченко[364]
2. Чуприк-Котюк, Этелла Александровна[укр.] — пианистка, доцент кафедры Львовской национальной музыкальной академии имени Н. Лысенко[364]

#### 26 марта 2016 года, № 117/2016
1. Гревцова, Лилия Ивановна — солистка оперы — ведущий мастер сцены Государственного предприятия «Национальный академический театр оперы и балета Украины имени Т. Г. Шевченко», г. Киев[365]
2. Зуенко, Лариса Павловна — солистка оперы Одесского национального академического театра оперы и балета[365]
3. Комаров, Олег Васильевич — актёр государственного предприятия «Национальный академический театр русской драмы имени Леси Украинки», г. Киев[365]
4. Ляховский, Иван Григорьевич[укр.] — актёр коммунального учреждения Тернопольского областного совета «Тернопольский академический областной украинский драматический театр имени Т. Г. Шевченко»[365]
5. Соколенко, Алла Васильевна[укр.] — художественный руководитель Нежинского академического украинского драматического театра имени М. М. Коцюбинского, Черниговская область[365]
6. Цисельская, Людмила Ивановна[укр.] — художественный руководитель, режиссёр Черновицкого академического областного музыкально-драматического театра имени Ольги Кобылянской[365]

#### 16 мая 2016 года, № 213/2016
1. Джамаладинова, Сусана Алимовна (Джамала) — певица, г. Киев[366]

#### 25 июня 2016 года, № 276/2016
1. Андриевская-Боденчук, Татьяна Михайловна[укр.] — артистка-солистка-инструменталистка Национальной филармонии Украины, г. Киев[367]
2. Кузьменко, Александр Фёдорович[укр.] — артист драмы Национального академического украинского драматического театра имени Марии Заньковецкой, г. Львов[367]
3. Курач, Юрий Владимирович[укр.] — генеральный директор — художественный руководитель Национальной заслуженной капеллы бандуристов Украины имени Г. И. Майбороды, г. Киев[367]
4. Мальцев, Виталий Владимирович[укр.] — концертмейстер оркестра Национальной филармонии Украины, г. Киев[367]
5. Павлик, Виктор Франкович — певец; преподаватель Киевского национального университета культуры и искусств[367]
6. Павловская, Наталья Валерьевна[укр.] — солистка-цимбалистка концертного коллектива «Горлица-АРТ», г. Киев[367]
7. Ревенко, Вера Алексеевна[укр.] — солистка-вокалистка творческого союза «Ассоциация деятелей эстрадного искусства Украины», г. Киев[367]
8. Смотритель, Владимир Петрович — актёр, директор Хмельницкого городского моно-театра «Кут»[367]

#### 22 августа 2016 года, № 338/2016
1. Гончаренко, Марина Анатольевна — преподаватель коммунального высшего учебного заведения «Черниговское музыкальное училище имени Л. Н. Ревуцкого» Черниговского областного совета[368]
2. Дёмин, Сергей Петрович[укр.] — солист-вокалист Кировоградской областной филармонии[368]
3. Чиборак, Дмитрий Иванович[укр.] — директор, художественный руководитель Коломыйского академического областного украинского драматического театра имени Ивана Озаркевича, Ивано-Франковская область[368]
4. Шумский, Николай Александрович[укр.] — дирижёр, режиссёр, композитор, баянист, Черниговская область[368]
5. Янченко, Николай Александрович[укр.] — артист, автор и исполнитель песен, г. Винница[368]

#### 9 ноября 2016 года, № 495/2016
1. Кулик, Елена Андреевна[укр.] — певица, режиссёр, генеральный директор коммунального учреждения "Киевский академический ансамбль украинской музыки «Днепр»[369]
2. Мирвода, Светлана Ивановна — артистка Национальной радиокомпании Украины, г. Киев[369]
3. Феленчак, Василий Андреевич[укр.] — художественный руководитель и дирижёр коммунального учреждения Тернопольского городского совета «Муниципальный Галицкий камерный оркестр»[369]

### 2017 год (29 человек)

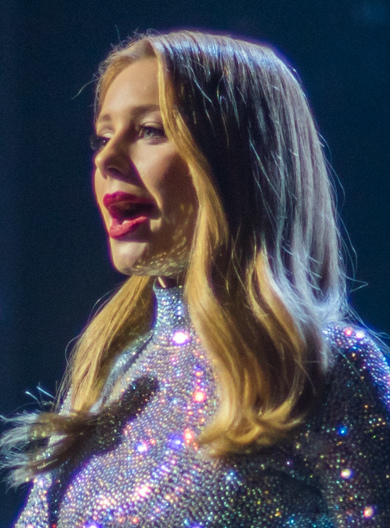
Тина Кароль

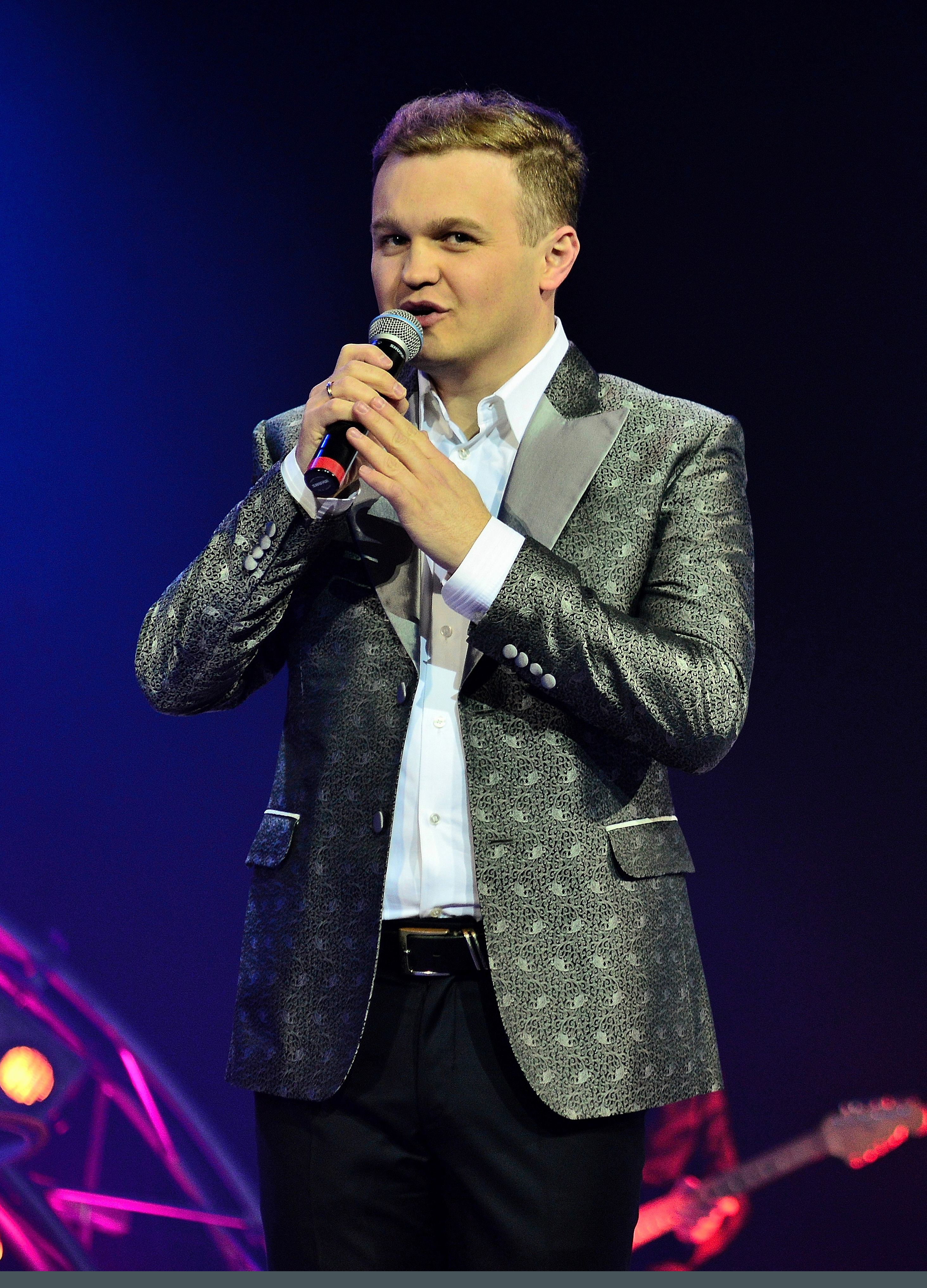
Н. Н. Яремчук

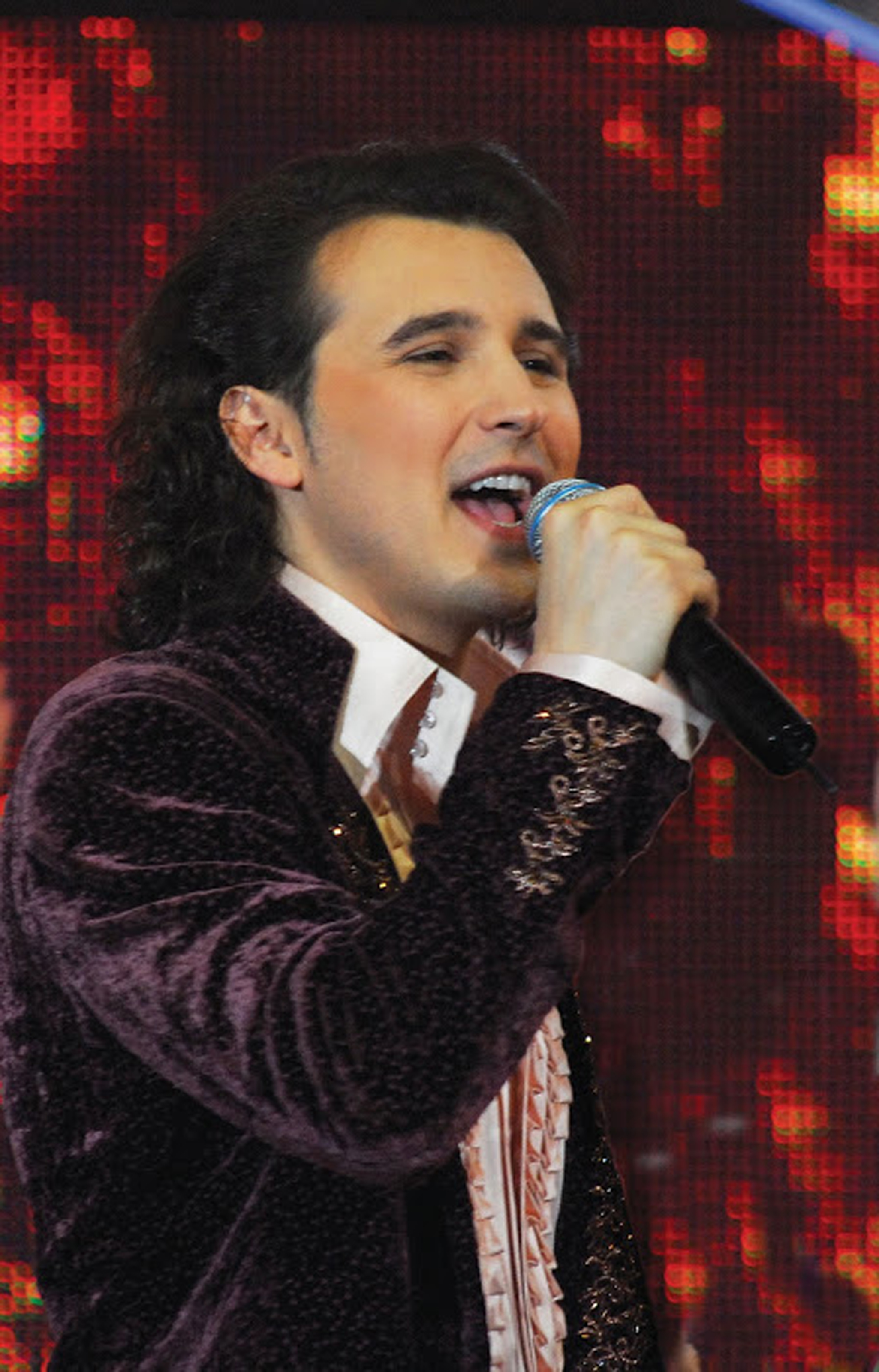
Д. Н. Яремчук

#### 21 января 2017 года, № 10/2017
1. Гуменецкая, Александра Григорьевна[укр.] — артистка драмы Национального академического украинского драматического театра имени Марии Заньковецкой, г. Львов[370]
2. Засеев-Руденко, Николай Викторович — кинорежиссёр-постановщик государственного предприятия «Национальная киностудия художественных фильмов имени А. Довженко», г. Киев[370]
3. Кароль, Тина — певица, г. Киев[370]

#### 7 марта 2017 года, № 56/2017
1. Горова, Леся Владимировна[укр.] — певица, композитор, преподаватель высшего художественного колледжа Киевской детской Академии искусств[371]

#### 27 марта 2017 года, № 82/2017
1. Гарда, Орест Павлович[укр.] — артист Национального академического украинского драматического театра имени Марии Заньковецкой, г. Львов[372]
2. Одинокий, Юрий Дмитриевич — режиссёр-постановщик государственного предприятия «Национальный академический драматический театр имени Ивана Франко», г. Киев[372]
3. Храмов, Игорь Валерьевич[укр.] — художественный руководитель балетной труппы Львовского национального академического театра оперы и балета имени Соломии Крушельницкой[372]

#### 28 июня 2017 года, № 168/2017
1. Куцевалов, Валерий Витальевич — главный режиссёр Государственного заслуженного академического украинского народного хора имени Г. Г. Верёвки, г. Киев[373]
2. Книга, Александр Андреевич[укр.] — генеральный директор — художественный руководитель Херсонского областного академического музыкально-драматического театра имени Н. Кулиша[373]
3. Мельниченко, Сергей Григорьевич[укр.] — артист-вокалист театрально-зрелищного учреждения культуры «Киевский национальный академический театр оперетты»[373]

#### 24 августа 2017 года, № 251/2017
1. Евсюков, Юрий Степанович — ведущий мастер сцены областного коммунального заведения «Харьковский государственный академический украинский драматический театр имени Т. Г. Шевченко»[374]
2. Заднепровский, Назар Александрович — артист драмы — ведущий сцены государственного предприятия «Национальный академический драматический театр имени Ивана Франко», г. Киев[374]
3. Дутчак, Михаил Михайлович[укр.] — главный дирижёр Львовского национального академического театра оперы и балета имени Соломии Крушельницкой[374]
4. Карпенко-Боднарук, Жанна Любомировна[укр.] — певица, преподаватель муниципального высшего учебного заведения Киевского областного совета «Колледж культуры и искусств»[374]
5. Чубай, Тарас Григорьевич — руководитель рок-группы «Плач Иеремии», г. Львов[374]

#### 8 ноября 2017 года, № 354/2017
1. Монастырская, Людмила Викторовна — солистка оперы — ведущий мастер сцены; работник государственного предприятия «Национальный академический театр оперы и балета Украины имени Т. Г. Шевченко»[375]
2. Недак, Денис Юрьевич — артист балета — ведущему мастеру сцены; работник государственного предприятия «Национальный академический театр оперы и балета Украины имени Т. Г. Шевченко»[375]
3. Шотт, Сергей Львович[укр.] — артист оркестра, концертмейстер; работник государственного предприятия «Национальный академический театр оперы и балета Украины имени Т. Г. Шевченко»[375]
4. Щуцкий, Бронислав Стефанович[укр.] — артист оркестра, концертмейстер; работник государственного предприятия «Национальный академический театр оперы и балета Украины имени Т. Г. Шевченко»[375]

#### 8 ноября 2017 года, № 355/2017
1. Демерташ, Виктор Константинович — актёр театра-студии государственного предприятия «Национальная киностудия художественных фильмов имени А. Довженко», г. Киев[376]
2. Лань, Наталья Петровна[укр.] — артистка государственного предприятия «Национальный академический украинский драматический театр имени Марии Заньковецкой», г. Львов[376]
3. Мазур, Ирина Владимировна[укр.] — руководитель модерн-балета «Жизнь», г. Львов[376]
4. Мандрыка, Наталья Степановна — художественный руководитель, концертмейстер академического камерного оркестра Ивано-Франковской областной филармонии[376]
5. Николаева, Ксения Николаевна — ведущий мастер сцены театрально-зрелищного учреждения культуры «Киевский академический театр драмы и комедии на Левом берегу Днепра»[376]

#### 1 декабря 2017 года, № 398/2017
1. Гирич, Анжелика Ивановна[укр.] — артистка, ведущий мастер сцены театрально-зрелищного учреждения культуры «Киевский академический театр юного зрителя на Липках»[377]
2. Денисенко, Владимир Андреевич[укр.] — преподаватель-хореограф Киевского государственного хореографического училища[377]
3. Крет, Зиновий Николаевич[укр.] — главный дирижёр коммунального учреждения «Ровенский областной академический украинский музыкально-драматический театр» Ровенского областного совета[377]
4. Яремчук, Дмитрий Назарович — солист-вокалист творческого союза «Ассоциация деятелей эстрадного искусства Украины», г. Киев[377]
5. Яремчук, Назарий Назарович — солист-вокалист, композитор творческого союза «Ассоциация деятелей эстрадного искусства Украины», г. Киев[377]

### 2018 год (31 человек)

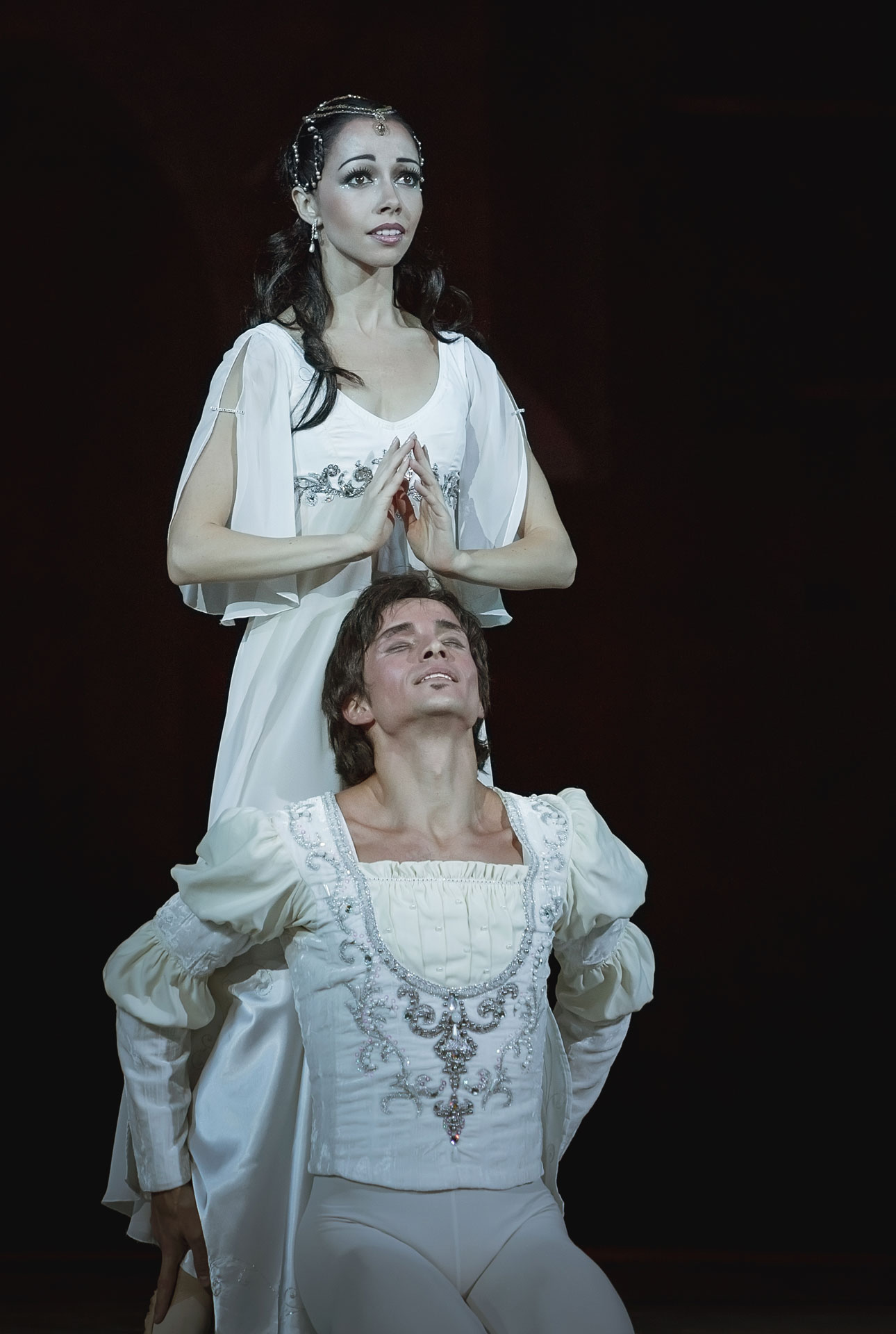
Е. И. Кухар

#### 18 января 2018 года, № 9/2018
1. Горбатенко, Галина Лукинична[укр.] — преподаватель; работник Киевского института музыки имени Р. М. Глиэра[378]

#### 20 января 2018 года, № 11/2018
1. Кульчицкий, Олег Владимирович — скрипач, г. Львов[379]

#### 7 марта 2018 года, № 59/2018
1. Шинкарук, Нина Петровна[укр.] — ведущий мастер сцены коммунального заведения «Запорожский академический областной украинский музыкально-драматический театр имени В. Г. Магара» Запорожского областного совета[380]

#### 26 марта 2018 года, № 87/2018
1. Ганноченко, Александр Павлович[укр.] — ведущий мастер сцены театрально-зрелищного учреждения культуры «Киевский академический театр драмы и комедии на Левом берегу Днепра»[381]
2. Гунькин, Виктор Владимирович[укр.] — артист, ведущий мастер сцены Днепропетровского академического украинского музыкально-драматического театра имени Т. Г. Шевченко[381]
3. Жирко, Тарас Владимирович — артист — ведущий мастер сцены государственного предприятия «Национальный академический драматический театр имени Ивана Франко», г. Киев[381]
4. Кухар, Екатерина Игоревна — артистка балета — ведущий мастер сцены Государственного предприятия «Национальный академический театр оперы и балета Украины имени Т. Г. Шевченко», г. Киев[381]
5. Тягниенко, Михаил Иванович[укр.] — ведущий мастер сцены коммунального заведения «Харьковский академический русский драматический театр имени А. С. Пушкина»[381]

#### 27 апреля 2018 года, № 113/2018
1. Коломеец, Василий Петрович — балетмейстер; работник Национального заслуженного академического ансамбля танца Украины имени Павла Вирского, г. Киев[382]

#### 27 июня 2018 года, № 188/2018
1. Андриевский, Игорь Михайлович[укр.] — дирижёр ансамбля классической музыки имени Б. Лятошинского, профессор Национальной Музыкальной академии Украины имени П. И. Чайковского, г. Киев[383]
2. Гобдич, Николай Николаевич — директор — художественный руководитель концертного учреждения культуры "Муниципальный академический камерный хор «Киев»[383]
3. Клименко, Инна Александровна[укр.] — солистка-вокалистка, преподаватель коммунального учреждения «Запорожское музыкальное училище имени П. И. Майбороды» Запорожского областного совета[383]
4. Сачко, Игорь Павлович[укр.] — актёр Тернопольского академического областного украинского драматического театра имени Т. Г. Шевченко[383]
5. Славинский, Игорь Николаевич — режиссёр-постановщик театрально-зрелищного учреждения культуры «Киевский академический драматический театр на Подоле»[383]
6. Сотникова, Альбина Валерьевна[укр.] — артистка драмы Национального академического украинского драматического театра имени Марии Заньковецкой, г. Львов[383]

#### 23 августа 2018 года, № 241/2018
1. Бублиенко, Александр Николаевич — солист-вокалист, композитор, аранжировщик, г. Киев[384]
2. Гоноболин, Александр Чарльзович — композитор, г. Херсон[384]
3. Мамчур, Светлана Анатольевна[укр.] — солистка оперы Львовского национального академического театра оперы и балета имени Соломии Крушельницкой[384]
4. Пивненко, Богдана Ивановна[укр.] — артистка-солистка-вокалистка Национального ансамбля солистов «Киевская камерата»[384]

#### 11 октября 2018 года, № 317/2018
1. Литвин, Владимир Вадимович — артист оркестра; работник Государственного заслуженного академического украинского народного хора имени Г. Г. Верёвки[385]

#### 9 ноября 2018 года, № 362/2018
1. Бондарчук, Владимир Иванович[укр.] — солист группы валторн Национального одесского филармонического оркестра[386]
2. Вольский, Анатолий Миронович[укр.] — ведущий мастер сцены, артист драмы Винницкого областного украинского академического музыкально-драматического театра имени Н. К. Садовского[386]
3. Городинский, Станислав Станиславович[укр.] — певец, композитор, г. Винница[386]
4. Дерда, Иван Михайлович[укр.] — солист-вокалист, доцент кафедры музыки Черновицкого национального университета имени Ю. Федьковича[386]
5. Логвин, Дмитрий Гарриевич[укр.] — доцент кафедры Днепропетровской академии музыки имени М. Глинки Днепропетровского областного совета[386]
6. Малая, Диана Леонидовна[укр.] — артистка Одесского академического украинского музыкально-драматического театра имени В. С. Василько[386]
7. Фоменко, Сергей Николаевич — вокалист, композитор, режиссёр, фронтмен группы «Мандры», г. Киев[386]

#### 1 декабря 2018 года, № 404/2018
1. Кондратовская, Надежда Дмитриевна — актриса государственного предприятия «Национальный академический театр русской драмы имени Леси Украинки», г. Киев[387]
2. Кулик, Николай Васильевич — директор — художественный руководитель заслуженной академической капеллы Украины «Трембита», г. Львов[387]
3. Олейник, Николай Дмитриевич — киноактёр, г. Киев[387]
4. Тетеря, Виктор Михайлович[укр.] — певец, доцент кафедры Института искусств Киевского университета имени Бориса Гринченко[387]

### 2019 год (38 человек)

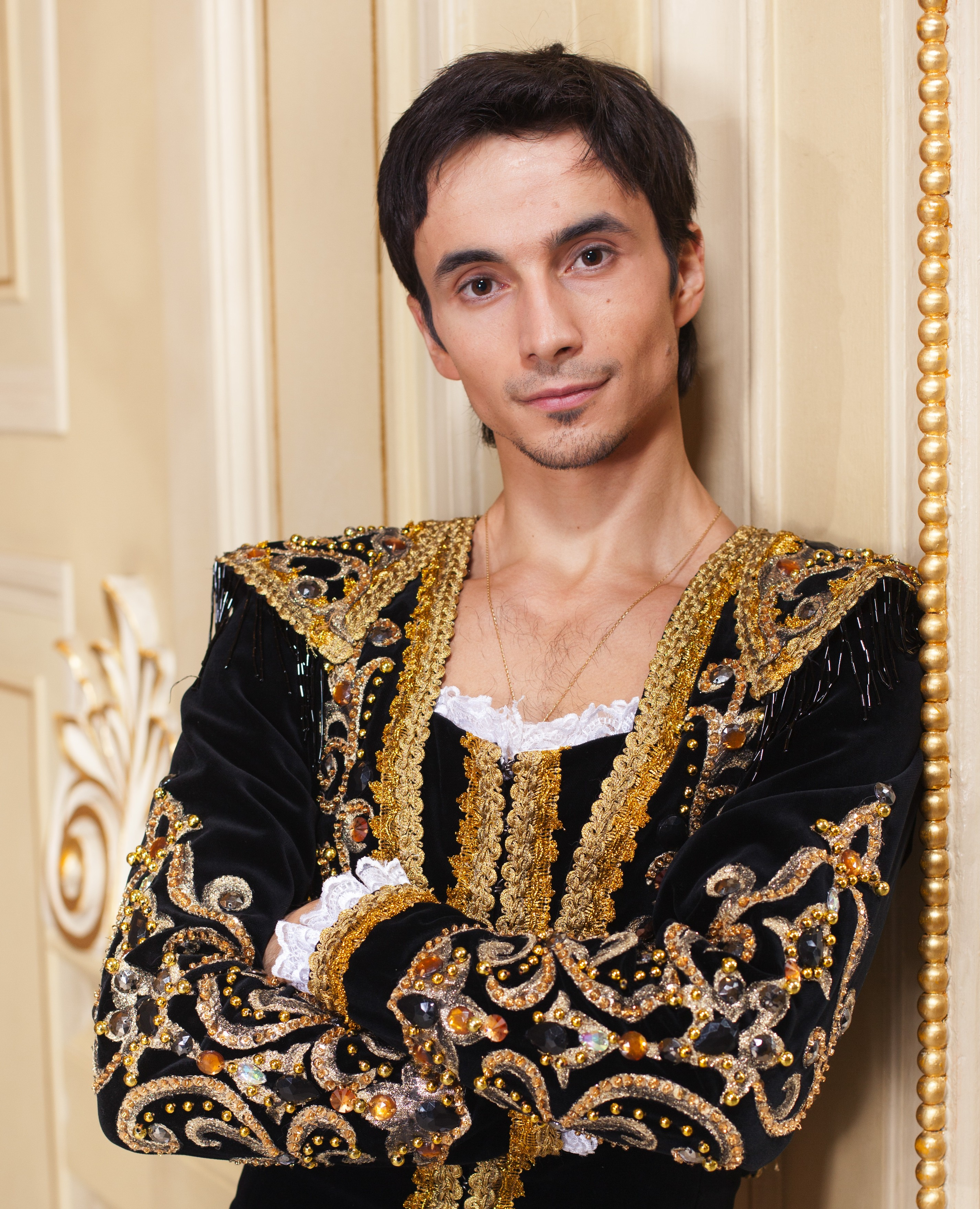
А. А. Стоянов

#### 22 января 2019 года, № 14/2019
1. Батьковская, Галина Станиславовна[укр.] — певица, участница дуэта «Сёстры Тельнюк», г. Киев[388]
2. Брылинский Юрий Богданович — артист драмы Национального академического украинского драматического театра имени Марии Заньковецкой, г. Львов[388]
3. Компаниченко, Тарас Викторович — кобзарь, г. Киев[388]
4. Репецкая, Леся Станиславовна[укр.] — певица, участница дуэта «Сёстры Тельнюк», г. Киев[388]

#### 6 марта 2019 года, № 58/2019
1. Кумановская, Татьяна Николаевна[укр.] — артистка-вокалистка, ведущий мастер сцены концертно-театрального учреждения культуры "Украинский академический фольклорно-этнографический ансамбль «КАЛИНА», г. Киев[389]
2. Остринская, Лидия Анатольевна[укр.] — артистка драмы Национального академического украинского драматического театра имени Марии Заньковецкой[389]
3. Шинкарук, Ирина Владимировна — певица, солистка Национального радио Украины, г. Житомир[389]

#### 7 марта 2019 года, № 60/2019
1. Клейн, Константин Феликсович[укр.] — артист; работник Национальной заслуженной академической капеллы Украины «Думка»[390]
2. Тищенко, Михаил Петрович[укр.] — артист; работник Национальной заслуженной академической капеллы Украины «Думка»[390]

#### 26 марта 2019 года, № 91/2019
1. Карпович, Николай Иванович[укр.] — артист драмы Житомирского академического украинского музыкально-драматического театра имени И. А. Кочерги[391]
2. Лисовой, Владимир Михайлович[укр.] — главный режиссёр коммунального учреждения Тернопольского областного совета «Тернопольский академический областной театр актёра и куклы»[391]
3. Матейко, Любомир Михайлович[укр.] — художественный руководитель коммунального учреждения "Киевский академический ансамбль украинской музыки «Днепр»[391]
4. Чепурняк, Евгений Самойлович — главный режиссёр, актёр, ведущий мастер сцены муниципального учреждения культуры «Днепровский городской театр»[391]

#### 4 мая 2019 года, № 188/2019
1. Богомазов, Дмитрий Михайлович — главный режиссёр государственного предприятия «Национальный академический драматический театр имени Ивана Франко», г. Киев[392]
2. Ворошилов, Андрей Николаевич[укр.] — дирижёр Национальной заслуженной академической капеллы Украины «Думка», г. Киев[392]
3. Квеленков, Юрий Александрович — режиссёр-постановщик, г. Киев[392]
4. Коваленко, Владимир Алексеевич[укр.] — солист-вокалист, г. Ивано-Франковск[392]
5. Кучинский, Владимир Степанович — художественный руководитель Львовского молодёжного театра имени Леся Курбаса[392]
6. Митюшкин, Виктор Анатольевич[укр.] — солист оперы Одесского национального академического театра оперы и балета[392]
7. Мурза, Владимир Анатольевич[укр.] — профессор кафедры народных инструментов Одесской национальной музыкальной академии имени А. В. Неждановой[392]
8. Ротару, Аурелия Михайловна — солистка-вокалистка, г. Киев[392]
9. Соляник, Владимир Иванович[укр.] — пианист, г. Киев[392]
10. Спивак, Владимир Григорьевич[укр.] — художественный руководитель эстрадно-духового оркестра Закарпатской областной филармонии[392]

#### 16 мая 2019 года, № 229/2019
1. Хавунка, Андрей Васильевич — солист Львовского мужского вокального октета «Орфей» (общественный союз «Студенческое Братство г. Львова»)[393]

#### 22 августа 2019 года, № 616/2019
1. Молганов, Станислав Давыдович — актёр государственного предприятия «Национальная киностудия художественных фильмов имени Александра Довженко», г. Киев[394]
2. Олейник, Александр Леонидович — солист Одесской областной филармонии, дирижёр, профессор кафедры народных инструментов, ректор Одесской национальной музыкальной академии имени А. В. Неждановой[394]
3. Стоянов, Александр Афанасьевич — артист балета — ведущий мастер сцены Государственного предприятия «Национальный академический театр оперы и балета Украины имени Т. Г. Шевченко», г. Киев[394]
4. Чигляев, Валерий Иванович — артист, ведущий мастер сцены коммунального заведения "Театрально-зрелищное заведение культуры «Новый драматический театр на Печерске», г. Киев[394]

#### 8 ноября 2019 года, № 834/2019
1. Авдеев, Сергей Григорьевич[укр.] — артист-вокалист театрально-зрелищного учреждения культуры «Киевский национальный академический театр оперетты»[395]
2. Бабчук, Мирослав Михайлович[укр.] — артист академического ансамбля народной музыки «Узор» учреждения Тернопольского областного совета «Тернопольская областная филармония»[395]
3. Кульбаба, Алла Анатольевна — дирижёр симфонического оркестра государственного предприятия «Национальный академический театр оперы и балета Украины имени Т. Г. Шевченко», г. Киев[395]

#### 28 ноября 2019 года, № 868/2019
1. Власенко, Лариса Кирилловна — артистка драмы, ведущий мастер сцены Хмельницкого областного академического музыкально-драматического театра имени М. Старицкого[396]
2. Ерминь, Иосиф Франтишкович[укр.] — профессор, заведующий кафедрой специального фортепиано Львовской национальной музыкальной академии имени Н. Лысенко[396]
3. Курилив, Игорь Владимирович[укр.] — дирижёр-хормейстер, г. Киев[396]

#### 5 декабря 2019 года, № 891/2019
1. Кот, Юрий Николаевич — исполняющий обязанности профессора специального фортепиано № 2; работник Национальной музыкальной академии Украины имени П. И. Чайковского, г. Киев[397]

#### 12 декабря 2019 года, № 901/2019
1. Рапита, Оксана Михайловна — профессор, заведующий кафедрой специального фортепиано № 1; работник Львовской национальной музыкальной академии имени Н. В. Лысенко[398]

#### 17 декабря 2019 года, № 908/2019
1. Левенец, Игорь Анатольевич[укр.] — артист-вокалист, ведущий мастер сцены; работник театрально-зрелищного учреждения культуры «Киевский национальный академический театр оперетты»[399]
2. Мадараш, Оксана Степановна[укр.] — дирижёр высшей категории; работник театрально-зрелищного учреждения культуры «Киевский национальный академический театр оперетты»[399]

## 2020-е годы (79 человек)

### 2020 год (25 человек)

#### 21 января 2020 года, № 18/2020
1. Демидова, Виола Григорьевна — солистка-инструменталистка (фортепиано), доцент кафедры Одесской национальной музыкальной академии имени А. В. Неждановой[400]
2. Довбецкая, Галина Игоревна — артистка взвода Образцово-показательного оркестра Вооружённых Сил Украины[400]

#### 6 марта 2020 года, № 71/2020
1. Баша, Елена Петровна[укр.] — ведущий мастер сцены Первого академического украинского театра для детей и юношества, г. Львов[401]
2. Мацак, Наталия Александровна — артистка балета — ведущий мастер сцены государственного предприятия «Национальный академический театр оперы и балета Украины имени Т. Г. Шевченко», г. Киев[401]

#### 27 марта 2020 года, № 121/2020
1. Бутковская, Валентина Петровна[укр.] — артистка-вокалистка театрально-зрелищного учреждения культуры «Киевский национальный академический театр оперетты»[402]
2. Ена, Александра Владимировна[укр.] — артистка государственного предприятия «Национальный академический театр русской драмы имени Леси Украинки», г. Киев[402]
3. Мочурад, Богдан Иванович[укр.] — главный дирижёр государственного предприятия «Национальный академический украинский драматический театр имени Марии Заньковецкой», г. Львов[402]
4. Шишпор, Кристина Витальевна[укр.] — артистка балета, г. Киев[402]

#### 27 июня 2020 года, № 254/2020
1. Братущик, Инесса Михайловна[укр.] — певица, г. Киев[403]
2. Гапа, Ольга Евстафьевна[укр.] — артистка, ведущий мастер сцены Первого академического украинского театра для детей и юношества, г. Львов[403]
3. Процевят, Мария Ивановна[укр.] — доцент кафедры Львовской национальной музыкальной академии имени Н. В. Лысенко[403]
4. Савченко, Анжелика Витальевна[укр.] — артистка драмы — ведущий мастер сцены государственного предприятия «Национальный академический драматический театр имени Ивана Франко», г. Киев[403]
5. Филимонов, Олег Николаевич — артист театра и кино, г. Одесса[403]

#### 21 августа 2020 года, № 335/2020
1. Данилюк, Василий Степанович — солист-вокалист Черновицкой областной филармонии имени Дмитрия Гнатюка[404]
2. Курач, Владимир Владимирович[укр.] — главный дирижёр коммунального учреждения "Концертное заведение культуры «Муниципальная академическая мужская хоровая капелла имени Л. Н. Ревуцкого», г. Киев[404]
3. Сидор, Орест Ярославович — солист оперы Львовского национального академического театра оперы и балета имени Соломии Крушельницкой[404]
4. Стеценко, Кирилл Вадимович[укр.] — скрипач, композитор, музыкальнЫЙ и телевизионный продюсер, г. Киев[404]

#### 27 августа 2020 года, № 359/2020
1. Николаенко, Владимир Иванович[укр.] — артист; работник Национального академического драматического театра имени Ивана Франко[405]

#### 2 октября 2020 года, № 419/2020
1. Дацько, Наталья Степановна — солистка оперы, ведущий мастер сцены; работник Львовского национального академического театра оперы и балета имени Соломии Крушельницкой[406]
2. Качала, Любовь Васильевна — солистка оперы; работник Львовского национального академического театра оперы и балета имени Соломии Крушельницкой[406]
3. Юсипович, Мирон Иванович[укр.] — дирижёр; работник Львовского национального академического театра оперы и балета имени Соломии Крушельницкой[406]

#### 9 ноября 2020 года, № 491/2020
1. Антонюк, Валентина Гениевна — профессор, заведующая кафедрой Национальной Музыкальной академии Украины имени П. И. Чайковского, г. Киев[407]
2. Михеев, Николай Николаевич — репетитор государственного предприятия «Национальный академический театр оперы и балета Украины имени Т. Г. Шевченко», г. Киев[407]
3. Нестеренко, Оксана Николаевна — солистка-вокалистка Академического ансамбля песни и танца Национальной гвардии Украины[407]
4. Николаенко, Любовь Михайловна — артистка драмы, ведущий мастер сцены Ивано-Франковского академического драматического театра имени Ивана Франко[407]

### 2021 год (23 человека)

#### 22 января 2021 года, № 24/2021
1. Илькив, Андрей Васильевич[укр.] — артист-солист-инструменталист государственного предприятия «Национальный дом органной и камерной музыки Украины», г. Киев[408]
2. Шербул, Иван Петрович[укр.] — актёр драмы, ведущий мастер сцены Луганского областного академического украинского музыкально-драматического театра[408]

#### 8 марта 2021 года, № 92/2021
1. Калинчук, Оксана Васильевна[укр.] — художественный руководитель образцового художественного коллектива "Вокально-хоровая студия «Чудо калиновое» Центра внешкольной работы Святошинского района г. Киева[409]
2. Куделя, Надежда Павловна[укр.] — артистка, профессор кафедры факультета искусств имени Анатолия Авдиевского Национального педагогического университета имени М. П. Драгоманова, г. Киев[409]
3. Михина, Татьяна Владимировна — артистка драмы — ведущий мастер сцены государственного предприятия «Национальный академический драматический театр имени Ивана Франко», г. Киев[409]

#### 30 марта 2021 года, № 131/2021
1. Белозуб, Александр Сергеевич[укр.] — главный художник театрально-зрелищного учреждения культуры «Киевский национальный академический театр оперетты»[410]
2. Боклан, Николай Владимирович — актёр, г. Киев[410]
3. Золотько, Светлана Григорьевна[укр.] — артистка, ведущий мастер сцены театрально-зрелищного учреждения культуры «Киевский академический театр драмы и комедии на Левом берегу Днепра»[410]
4. Рублёва, Ружена Анатольевна — артистка-вокалистка Херсонского областного академического музыкально-драматического театра имени Н. Кулиша[410]
5. Светлица, Евгений Тарасович — артист балета, ведущий мастер сцены Львовского национального академического театра оперы и балета имени Соломии Крушельницкой[410]
6. Цибульская, Надежда Андреевна[укр.] — артистка коммунального учреждения Львовского областного совета «Львовский академический музыкально-драматический театр имени Юрия Дрогобыча»[410]
7. Швайковская, Ирина Иосифовна — артистка драмы государственного предприятия «Национальный академический украинский драматический театр имени Марии Заньковецкой», г. Львов[410]

#### 28 июня 2021 года, № 274/2021
1. Каспрук, Татьяна Андреевна — ведущий мастер сцены Львовского академического молодёжного театра имени Леся Курбаса[411]
2. Кныш, Павел Петрович — генеральный директор государственного предприятия «Дирекция передвижных цирковых коллективов Украины», г. Киев[411]
3. Рудой, Роман Антонович — певец-вокалист, композитор, аранжировщик, г. Киев[411]
4. Янко, Юрий Владимирович — директор — главный дирижёр коммунального предприятия «Харьковская областная филармония»[411]

#### 23 августа 2021 года, № 406/2021
1. Криль, Мирон Михайлович — главный дирижёр академического симфонического оркестра Тернопольской областной филармонии[412]
2. Плиш, Богдан Иосифович — главный хормейстер государственного предприятия «Национальный академический театр оперы и балета Украины имени Т. Г. Шевченко», г. Киев[412]
3. Сивохип, Владимир Степанович[укр.] — генеральный директор Львовской национальной филармонии[412]
4. Тертычный, Юрий Валентинович — артист-солист-инструменталист оркестра почётного караула отдельного президентского полка имени гетмана Богдана Хмельницкого, г. Киев[412]
5. Форманчук, Александр Иванович[укр.] — артист драмы — ведущий мастер сцены Государственного предприятия «Национальный академический драматический театр имени Ивана Франко», г. Киев[412]

#### 11 сентября 2021 года, № 465/2021
1. Антонова, Нина Васильевна — актриса театра и кино[413]

#### 1 декабря 2021 года, № 607/2021
1. Скляр-Кондрашевская, Валентина Анатольевна — артистка инструментально-песенного дуэта «Неопалимая купина», Киевская область[414]

### 2022 год (5 человек)

#### 22 января 2022 года, № 27/2022
1. Бродская, Ирина Владимировна — репетитор по балету государственного предприятия «Национальный академический театр оперы и балета Украины имени Т. Г. Шевченко», г. Киев[415]
2. Гурба, Виктор Тихонович — солист-вокалист, доцент кафедры Херсонского государственного университета[415]
3. Зайцева, Аида Набиевна — дирижёр коммунального учреждения "Концертное учреждение культуры «Муниципальная академическая мужская хоровая капелла имени Л. Н. Ревуцкого», г. Киев[415]
4. Алексеенко, Александр Васильевич[укр.] — декан факультета Национальной музыкальной академии Украины имени П. И. Чайковского, г. Киев[415]
5. Шеремет, Олег Александрович — ведущий мастер сцены, артист Полтавского академического областного украинского музыкально-драматического театра имени Н. В. Гоголя[415]

### 2023 год (2 человека)

#### 23 августа 2023 года, № 502/2023
1. Печерица, Александр Александрович[укр.] — актёр Национального академического драматического театра имени Ивана Франко, г. Киев[416]

#### 17 ноября 2023 года, № 753/2023
1. Пирогова, Татьяна Ивановна[укр.] — артистка хора; работник Национального заслуженного академического украинского народного хора Украины имени Г. Г. Верёвки[417]

### 2024 год (21 человек)

#### 22 января 2024 года, № 16/2024
1. Ващенко, Геннадий Иванович — солист оперы — ведущий мастер сцены государственного предприятия «Национальный академический театр оперы и балета Украины имени Т. Г. Шевченко», г. Киев[418].
2. Цёна, Олег Михайлович — директор — художественный руководитель Львовского академического молодёжного театра имени Леся Курбаса[418].

#### 28 июня 2024 года, № 383/2024
1. Ткач, Юлия Сергеевна — художественный руководитель — главный дирижёр Академического хора творческо-производственного объединения «Музыка» дирекции «Украинское радио» центральной дирекции акционерного общества «Национальная общественная телерадиокомпания Украины»[419].
2. Ченская, Виктория Станиславовна — солистка оперы — ведущий мастер сцены Государственного предприятия «Национальный академический театр оперы и балета Украины имени Т. Г. Шевченко», г. Киев[419].

#### 23 августа 2024 года, № 513/2024
1. Балаховская, Валерия Валерьевна — артистка-солистка-органистка высшей категории Государственной организации «Национальный дом органной и камерной музыки Украины»[420]
2. Жила, Вячеслав Николаевич — режиссёр-постановщик Тернопольского академического областного украинского драматического театра имени Т. Г. Шевченко[420]
3. Жураковская, Олеся Викторовна — артистка — ведущий мастер сцены театрально-зрелищного заведения культуры «Киевский академический театр драмы и комедии на левом берегу Днепра»[420]
4. Ковнир, Сергей Николаевич — солист оперы — ведущий мастер сцены Государственного предприятия «Национальный академический театр оперы и балета Украины имени Т. Г. Шевченко»[420]
5. Мымрик, Михаил Романович[укр.] — артист Киевского квартета саксофонистов Национальной филармонии Украины[420]
6. Овчарчин, Владимир Брониславович — артист Национального академического оркестра народных инструментов Украины[420]
7. Пилатюк, Назарий Игоревич[укр.] — профессор кафедры Львовской национальной музыкальной академии имени Н. В. Лысенко[420]
8. Яницкий, Тарас Иосифович[укр.] — бандурист, г. Киев[420]

#### 13 сентября 2024 года, № 629/2024
1. Капинос, Инна Анатольевна — актриса театра и кино[421]
2. Санин, Олесь Геннадьевич — кинорежиссёр, актёр, оператор, продюсер[421]

#### 7 ноября 2024 года, № 752/2024
1. Бойко, Сергей Валентинович — артист драмы — ведущий мастер сцены театрально-зрелищного заведения культуры «Киевский академический драматический театр на Подоле»[422]
2. Вилков, Александр Вячеславович — актёр, ведущий мастер сцены театрально-зрелищного заведения культуры «Киевский академический театр юного зрителя на Липках»[422]
3. Калантай, Сергей Гавриилович — актёр театра и кино, артист государственного предприятия «Национальный академический драматический театр имени Ивана Франко», г. Киев[422]
4. Попов, Леонид Петрович — профессор кафедры Киевского национального университета театра, кино и телевидения имени И. К. Карпенко-Карого[422]
5. Федоришин, Василий Ильич — дирижёр и художественный руководитель камерного и симфонического оркестров Украинского государственного университета имени Михаила Драгоманова, г. Киев[422]

#### 18 ноября 2024 года, № 772/2024
1. Гнатковский, Алексей Иванович[укр.] — режиссёр, артист драмы Ивано-Франковского национального академического драматического театра имени Ивана Франко[423]
2. Паламаренко, Алексей Анатольевич — артист драмы — ведущий мастер сцены Государственного предприятия «Национальный академический драматический театр имени Ивана Франко»[423]

### 2025 (17 человек)

#### 20 января 2025 года, № 39/2025
1. Руденко, Ярослава Васильевна[укр.] — артистка-вокалистка (солистка) Национальной филармонии Украины, г. Киев[424]

#### 27 марта 2025 года, № 200/2025
1. Беспалова-Примак, Ирина Владимировна[укр.] — артистка-вокалистка — ведущий мастер сцены Театрально-зрелищного заведения культуры «Киевский национальный академический театр оперетты»[425]
2. Зайнчковский, Николай Станиславович — актёр Коммунального учреждения «Черкасский академический областной украинский музыкально-драматический театр имени Т .Г. Шевченко Черкасского областного совета»[425]
3. Кобзарь, Александр Николаевич — актёр Государственного предприятия «Национальный академический драматический театр имени Леси Украинки», г. Киев[425]
4. Комановская, Ольга Ярославовна[укр.] — ведущий мастер сцены Государственной организации «Ивано-Франковский национальный академический драматический театр имени Ивана Франко»[425]
5. Курманова, Лариса Станиславовна[укр.] — артистка драмы — ведущий мастер сцены Хмельницкого областного академического музыкально-драматического театра имени М. Старицкого[425]
6. Лёзова, Татьяна Викторовна — артистка балета — ведущий мастер сцены Государственного предприятия «Национальный академический театр оперы и балета Украины имени Т. Г. Шевченко», г. Киев[425]
7. Полянский, Тимур Вячеславович — руководитель музыкальной части Театрально-зрелищного заведения культуры «Киевский академический драматический театр на Подоле»[425]
8. Тимошенко, Арсений Петрович — артист драмы — ведущий мастер сцены Государственного предприятия «Национальный академический драматический театр имени Ивана Франко», г.Киев[425]
9. Трояновская, Лариса Владимировна[укр.] — артистка драмы — ведущий мастер сцены Театрально-зрелищного заведения культуры «Киевский академический драматический театр на Подоле»[425]
10. Фурдь, Василий Михайлович — артист — ведущий мастер сцены Мукачевского драматического театра, Закарпатская область[425]
11. Цёмик, Галина Васильевна — ведущий мастер сцены Ровенского областного академического украинского музыкально-драматического театра[425]
12. Ярошенко, Наталья Николаевна[укр.] — артистка драмы — ведущий мастер сцены Государственного предприятия «Национальный академический драматический театр имени Ивана Франко», г.Киев[425]

#### 27 июня 2025 года, № 424/2025
1. Геращенко, Игорь Борисович[укр.] — артист — ведущий мастер сцены Коммунального учреждения «Одесский академический украинский музыкально-драматический театр имени В. С. Василько»[426].
2. Клявин, Дмитрий Робертович — доцент кафедры хореографических и художественных дисциплин Колледжа хореографического искусства «Киевская муниципальная академия танца имени Сержа Лифаря»[426].
3. Михайловский, Сергей Владимирович[укр.] — актёр, ведущий мастер сцены Херсонского областного академического музыкально-драматического театра имени Н. Кулиша[426].
4. Сухоруков, Никита Сергеевич — артист балета — ведущий мастер сцены Государственного предприятия «Национальный академический театр оперы и балета Украины имени Т. Г. Шевченко», г. Киев[426].

## Лишённые звания

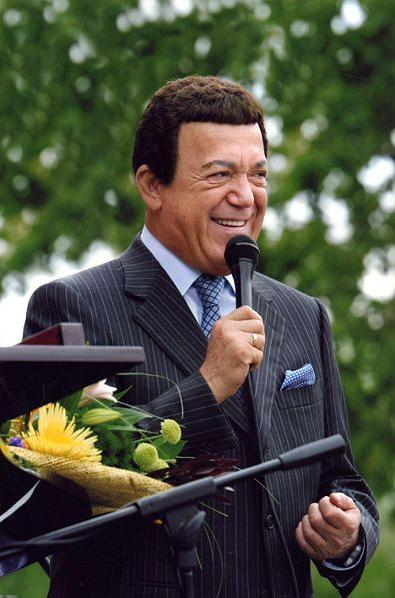
И. Д. Кобзон

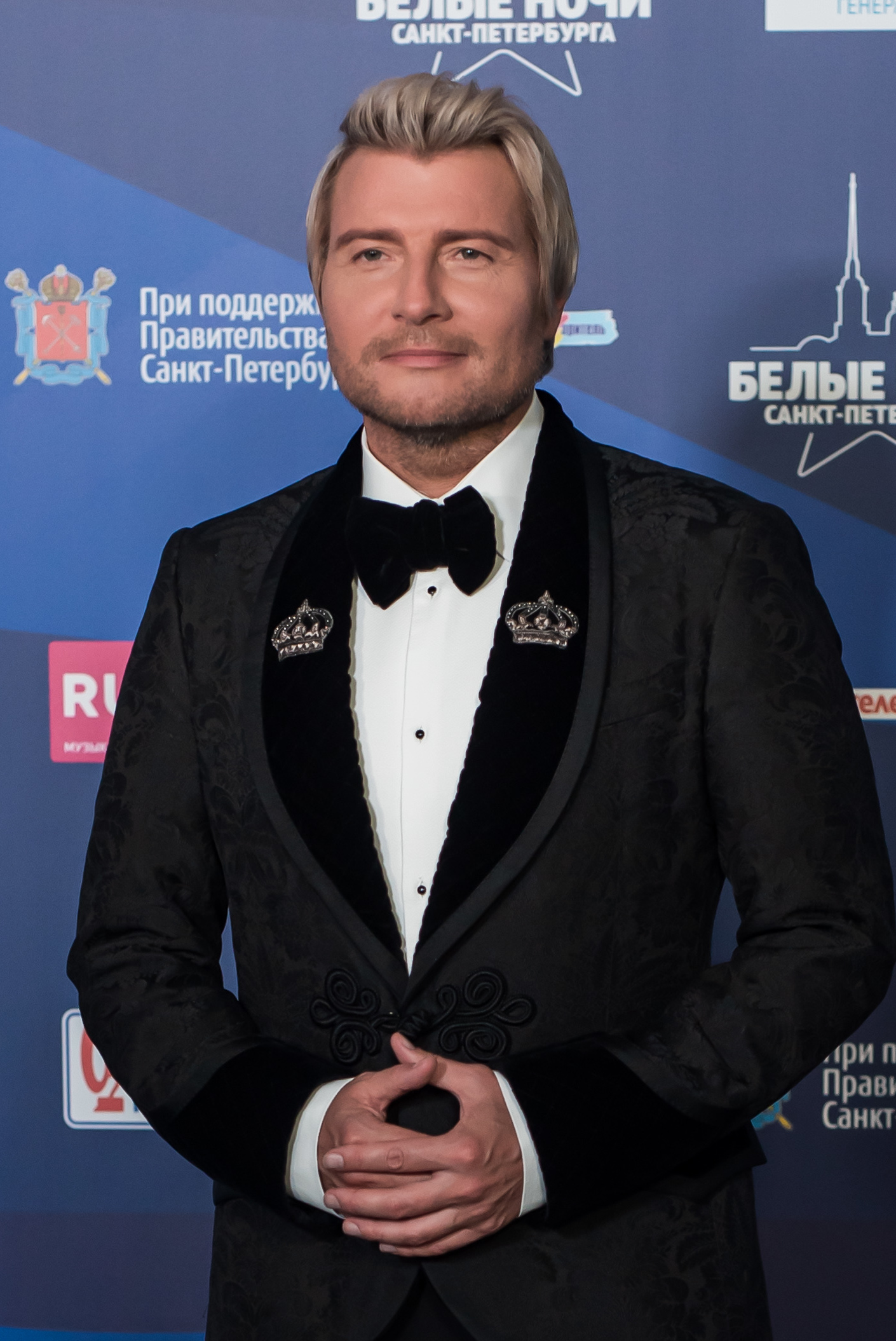
Н. В. Басков

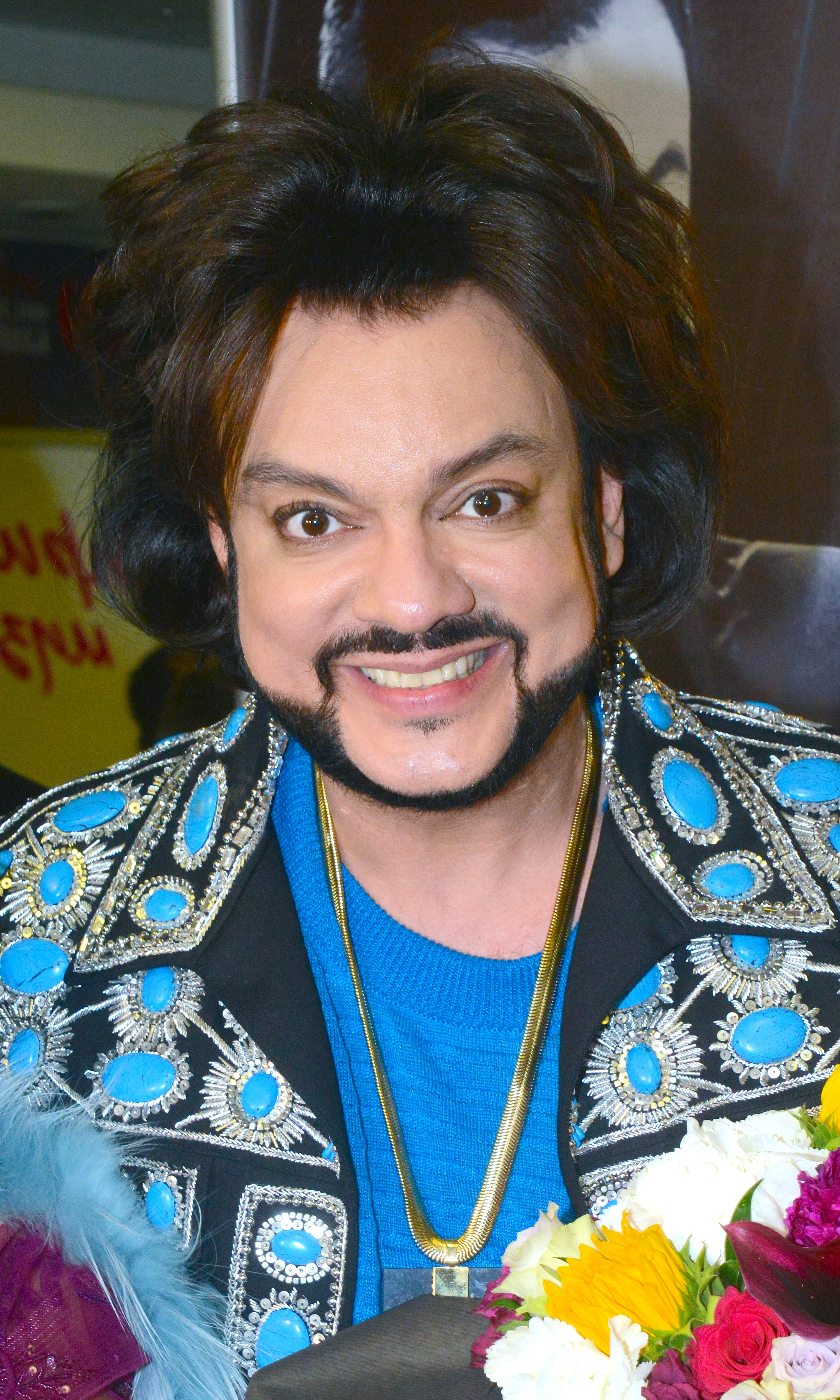
Ф. Б. Киркоров

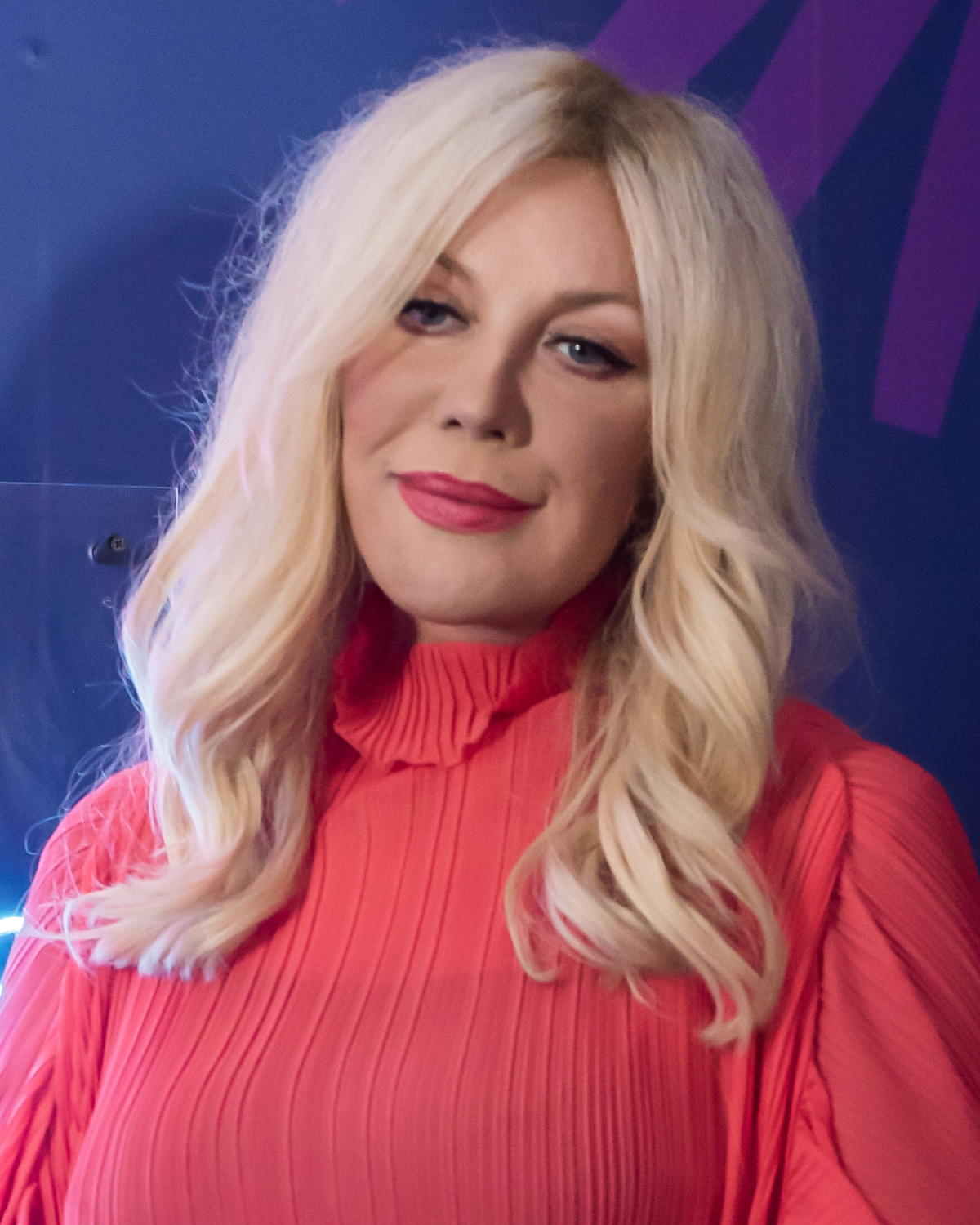
Т. Повалий

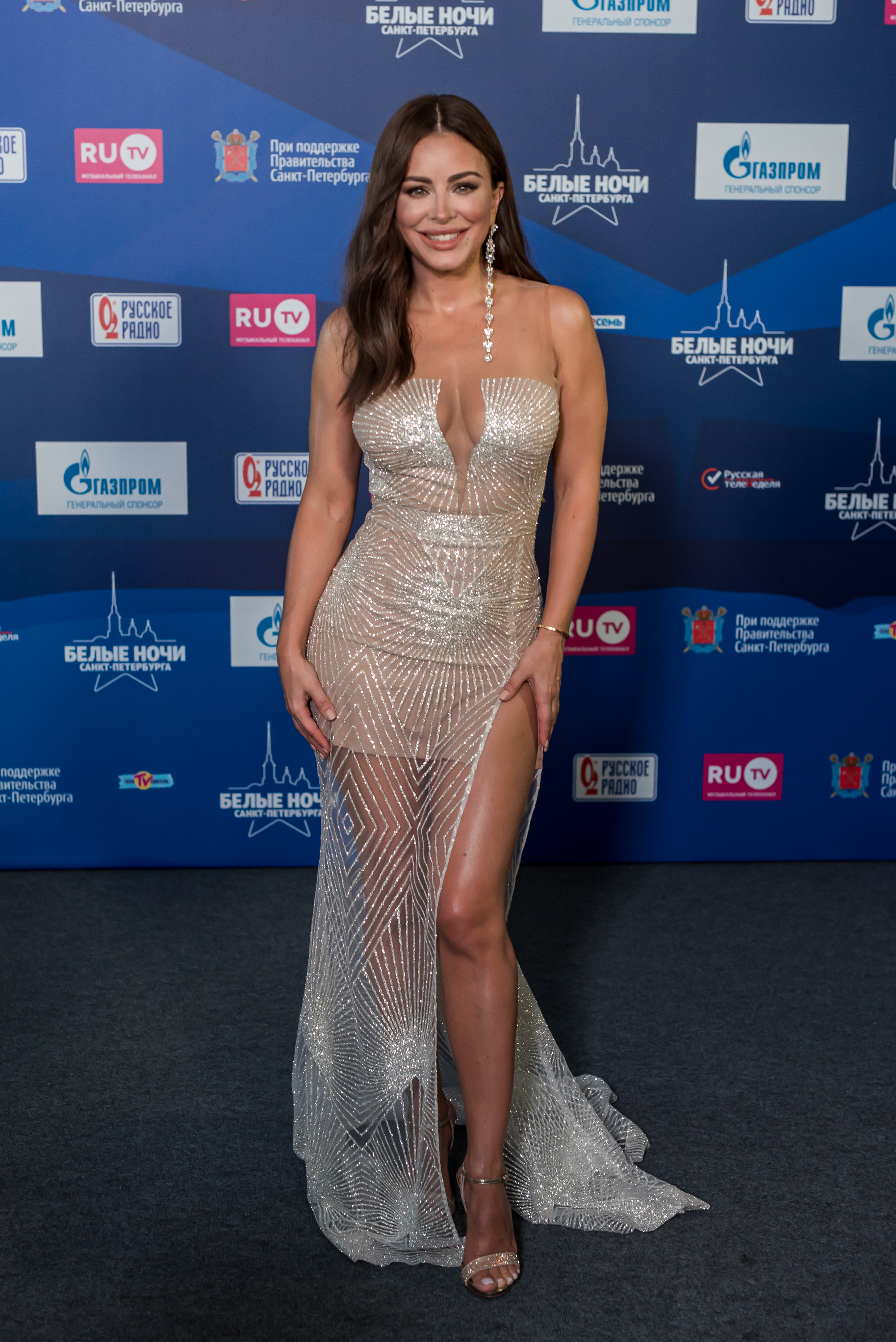
А. Лорак

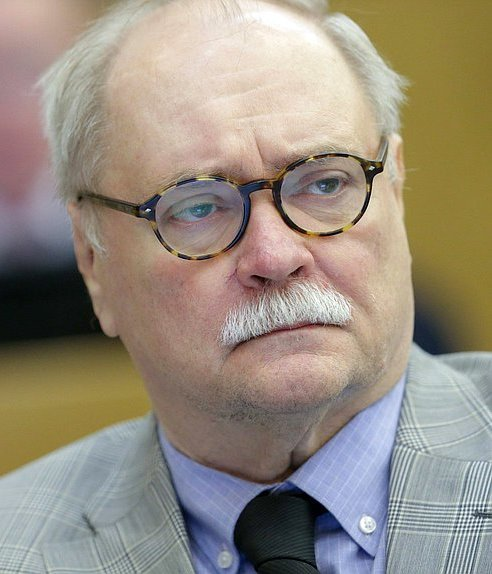
В. В. Бортко

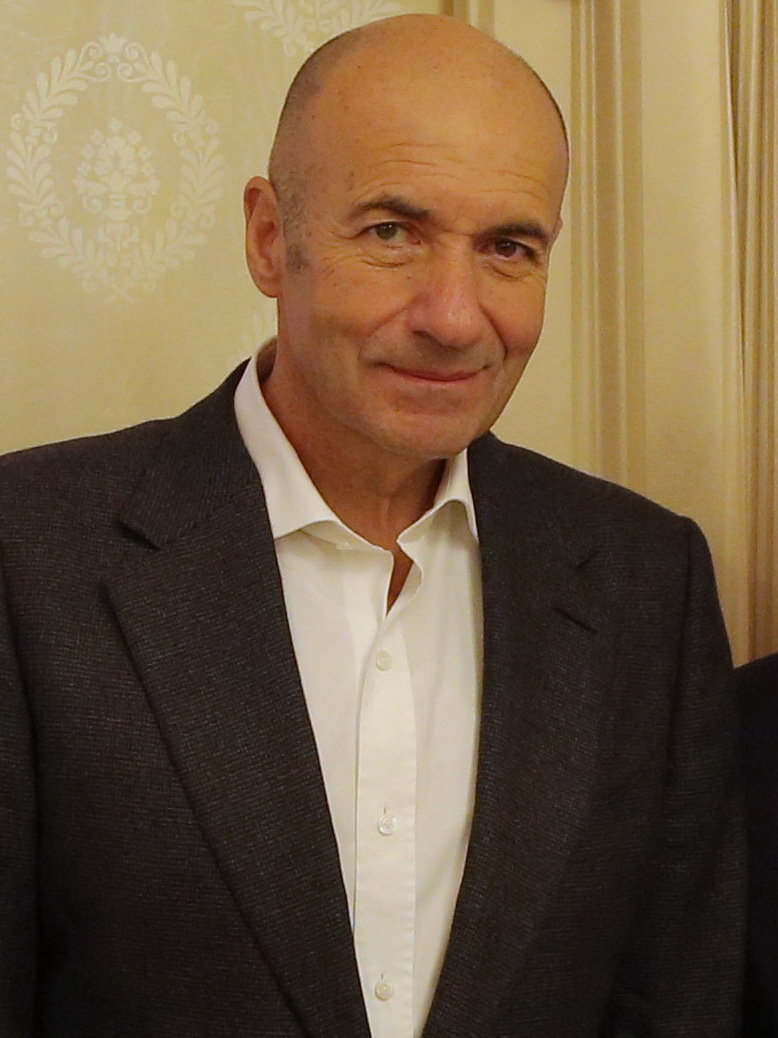
И. Я. Крутой

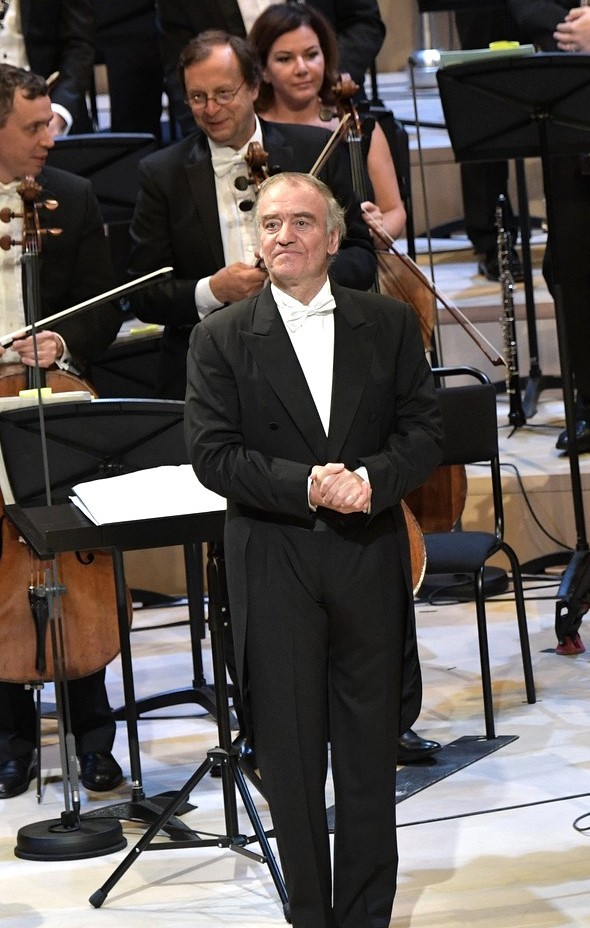
В. А. Гергиев

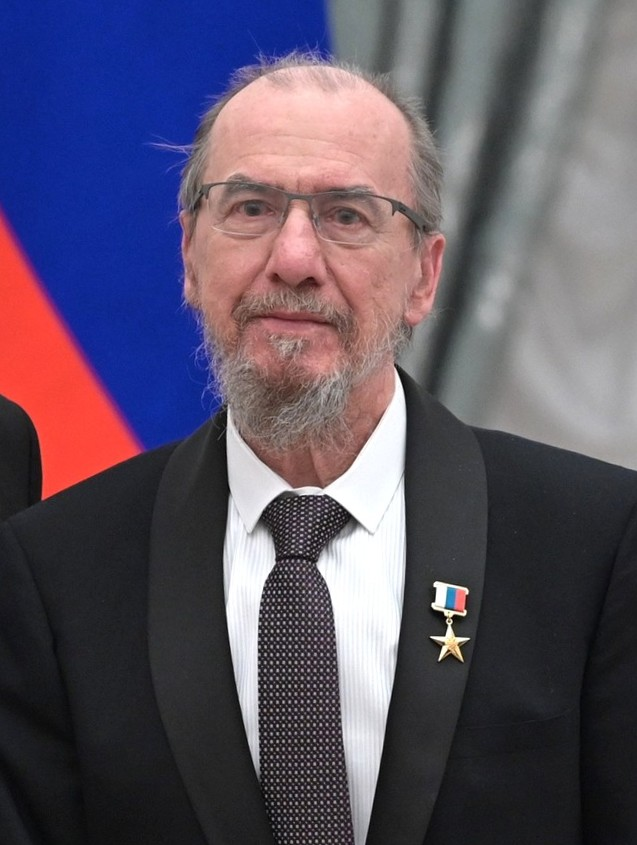
В. Г. Захарченко

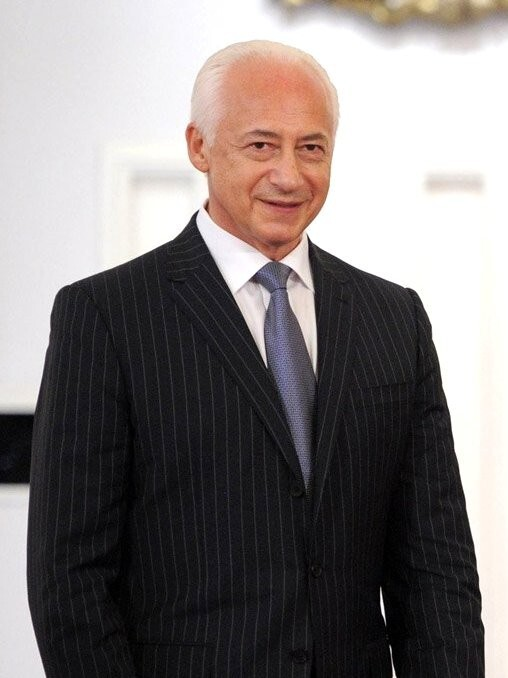
В. Т. Спиваков

- Кобзон, Иосиф Давыдович — лишён государственных наград в соответствии с законом «О санкциях»[427].
- Басков, Николай Викторович — 21 октября 2022 года лишён звания в ходе введённых СНБО Украины санкций против лиц, поддержавших вторжение России в Украину.
- Киркоров, Филипп Бедросович — 6 января 2023 года лишён звания в ходе введённых СНБО Украины санкций против лиц, поддержавших вторжение России в Украину.
- Повалий, Таисия Николаевна — В сентябре 2022 года была включена в санкционный список СНБО Украины.
- Ани Лорак — В сентябре 2022 года была включена в санкционный список СНБО Украины.
- Бортко, Владимир Владимирович — 2 мая 2023 года лишён звания в ходе введённых СНБО Украины санкций против лиц, поддержавших вторжение России в Украину.
- Крутой, Игорь Яковлевич – 22 ноября 2024 года лишён звания в ходе введённых СНБО Украины санкций против лиц, поддержавших вторжение России в Украину.
- Малинин, Александр Николаевич – 22 ноября 2024 года лишён звания в ходе введённых СНБО Украины санкций против лиц, поддержавших вторжение России в Украину.
- Гергиев, Валерий Абисалович – 22 ноября 2024 года лишён звания в ходе введённых СНБО Украины санкций против лиц, поддержавших вторжение России в Украину
- Захарченко, Виктор Гаврилович – 22 ноября 2024 года лишён звания в ходе введённых СНБО Украины санкций против лиц, поддержавших вторжение России в Украину.
- Спиваков, Владимир Теодорович – 22 ноября 2024 года лишён звания в ходе введённых СНБО Украины санкций против лиц, поддержавших вторжение России в Украину.